# Вулф, Вирджиния
Адели́на Вирджи́ния Вулф, урождённая Сти́вен (англ. Adeline Virginia Woolf /wʊlf/, Stephen; 25 января 1882 — 28 марта 1941) — английская писательница, литературный критик и феминистка, ведущая фигура модернистской литературы первой половины XX века.
В межвоенный период Вулф была значительной фигурой в лондонском литературном обществе и членом группы Блумсбери. В 1915 году она опубликовала свой первый роман «По морю прочь» через издательство своего сводного брата, «Duckworth Books». К наиболее известным её работам относятся романы «Миссис Дэллоуэй» (1925), «На маяк» (1927) и «Орландо» (1928).
Она также известна как эссеист, наиболее примечательная её работа в этой области — «Своя комната» (1929), которое содержит приобретший известность афоризм: «у каждой женщины, если она собирается писать, должны быть средства и своя комната».
В  1970-х годах, на фоне роста движения феминизма, её взгляды привлекли большое внимание и получили широкое освещение в феминистских кругах. Произведения Вулф широко известны во всём мире,  переведены на более чем пятьдесят языков. Большой объём исследовательской литературы посвящён её жизни и творчеству, она сама также стала предметом пьес, романов и фильмов. Вулф страдала от тяжёлых приступов психического расстройства на протяжении всей своей жизни и покончила с собой в возрасте 59 лет, утопившись в реке 28 марта 1941 года.

## Жизнь

### Происхождение
|  |
|  |

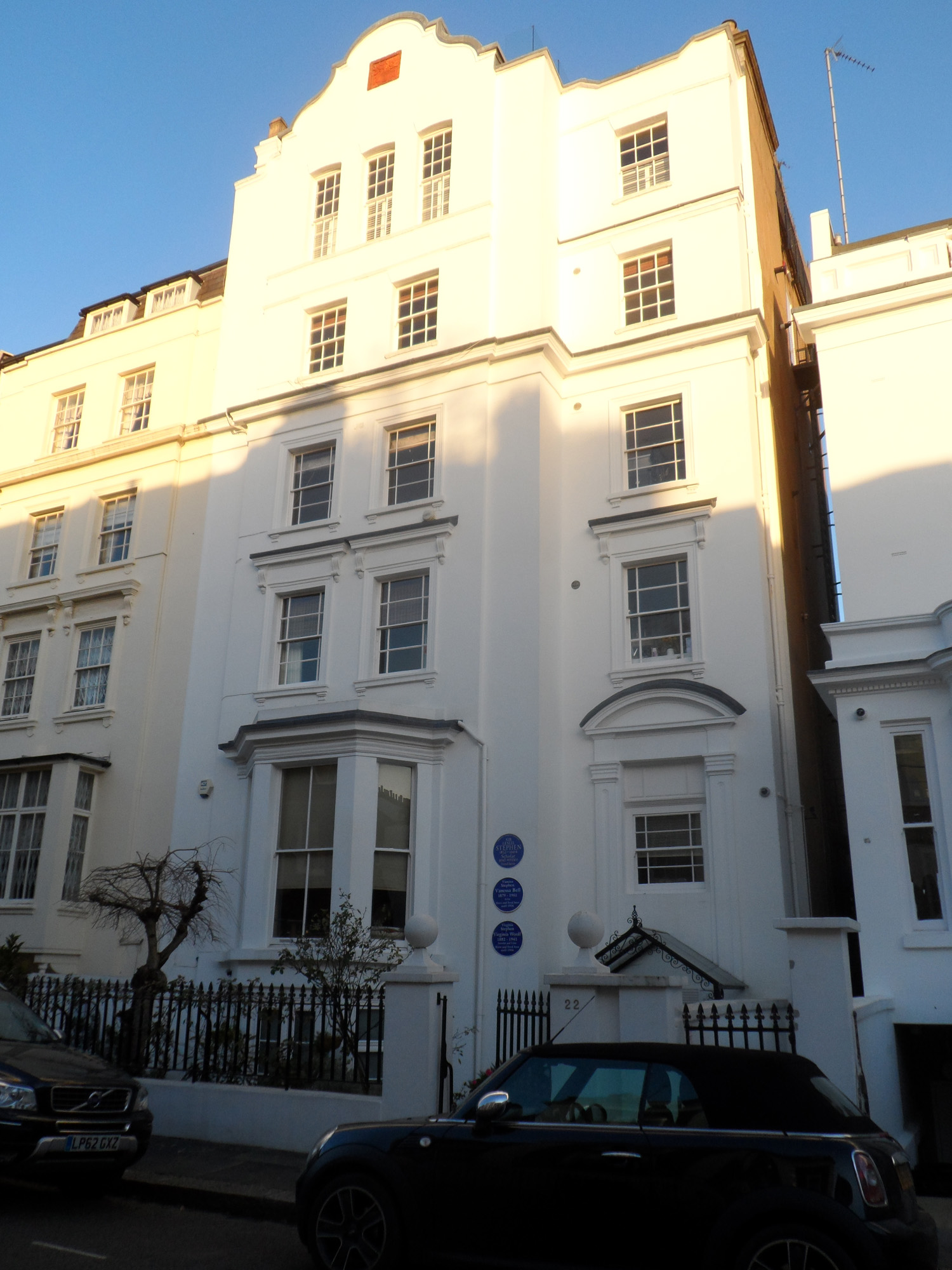
Улица Гайд-Парк Гейт, 2015 год

Аделина Вирджини Стивен родилась 25 января 1882 года в Лондоне, в Южном Кенсингтоне, дом 22 на улице Гайд-Парк Гейт , в семье писателя, историка, эссеиста, биографа и альпиниста и Лесли Стивена (1832—1904) и его жены Джулии Стивен (урождённой Джексон) (1846—1895). Имя для новорожденной выбрала мать: Джулия Стивен назвала свою дочь в честь своей старшей сестры — Аделины Марии Джексон (1837—1881) и тёти Вирджинии Пэттл. Однако из-за трагической гибели тёти Аделины в семье маленькую Вирджинию никогда не называли первым именем.
Мать
Мать Вирджинии, Джулия Джексон, родилась в 1846 году в Индии, в Калькутте (Бенгалия, Британская Индия), в семье Джона Джексона и его жены Марии Теодосии Пэтл. И была младшей из трёх сестёр. Ее отец и дед Вирджинии Вулф — Джон Джексон, был третьим сыном Джорджа Джексона и его жены Мэри Говард. Джон Джексон был не слишком важен для своих родных, зато девушки из семьи Пэтлов слыли красавицами и вращались в высших кругах бенгальского общества. Тётя Джулии Джексон, Джулия Маргарет Камерон, была знаменитым фотографом, а другая ее тётя Вирджиния вышла замуж за графа Сомерса, и родила дочь — кузину Джулии Джексон —  леди Генри Сомерсет. Вместе с матерью двухлетняя Джулия Джексон переехала в Англию и бо́льшую часть своего детства провела с ещё одной сестрой своей матери, Сарой Монктон Пэтл. Сара и её муж Генри Тоби Принсеп руководили художественным и литературным салоном в «Little Holland House», где Джулия познакомилась с художниками-прерафаэлитами. Например, с  Эдвард Бёрн-Джонс, у которого она работала натурщицей.
Семья Джексонов относилась к среднему классу, все члены семьи получили хорошее образование и считались сведущими в литературе и искусстве.
В 1867 году Джулия Джексон вышла замуж первым браком за адвоката Герберта Дакуорта. Однако через 3 года стала вдовой с тремя малолетними детьми на руках. Она долгое время соблюдала траур, поскольку была опустошена и  разуверилась в религии. Зато увлеклась филантропией и уходом за больными. Дети от первого брака  Джулии с Гербертом  Дакуортом:
- сын Джордж[англ.] (1868—1934), — старший государственный служащий, был женат на леди Маргарет Герберт;
- дочь Стелла (1869—1897), — умерла в возрасте 28 лет;
- сын Джеральд[англ.] (1870—1937), — основатель издательства «Duckworth Books», женился на Сесиль Элис Скотт-Чед. В 1867 году Джулия Джексон вышла замуж первым браком за адвоката Герберта Дакуорта.

Отец
Отец Вирджинии, Лесли Стивен родился в 1832 году в Лондоне, в Южном Кенсингтоне, в семье сэра Джеймса Стивена и леди Джейн Кэтрин Стивен (урождённой Венн), дочери Джона Венна, ректора Клэпхэма.  центром евангельской секты Клэпхема была семья Венн .
Сэр Джеймс Стивен был заместителем министра в Министерстве по делам колоний и вместе с другим членом Клэпхэма, Уильямом Уилберфорсом, отвечал за принятие закона об отмене рабства в 1833 году. В 1849 году он был назначен профессором современной истории в Кембриджском университете. Будучи семьёй педагогов, юристов и писателей, Стивены представляли элитную, интеллектуальную аристократию. Будучи выпускником и членом Кембриджского университета Лесли отказался от своих прежних веры и положения, чтобы переехать в Лондон, где ему удалось стать известным литератором. Кроме того, он увлекался туризмом и альпинизмом. Вот его описание: «худощавый, рыжебородый… крепкий мужчина, с невероятно высоким лбом, стальными голубыми глазами и длинным, острым носом». В том же году, когда Джулия Джексон впервые вышла замуж, Лесли женился на Гарриет Мэриан (Минни) Теккерей (1840—1875), младшей дочери Уильяма Мейкписа Теккерея, которая родила ему дочь Лору (1870—1945). Лора оказалась умственно отсталой и в конечном счете была помещена в психиатрическую клинику. Как и Джулия, Лесли рано овдовел: Минни умерла в 1875 году при родах.
Джулия Дакуорт дружила со старшей сестрой Минни Энн Изабеллой Теккерей-Ричи — через неё будущие супруги и познакомились. Джулия заинтересовалась агностическими трудами мистера Стивена. Она была рядом в ту ночь, когда Минни умерла, заботилась об овдовевшем Лесли Стивене и помогла ему переехать в соседний с ней дом на Гайд-Парк Гейт, чтобы маленькая Лора могла играть вместе с её детьми. Оба были погружены в траур, и хотя между ними завязалась тесная дружба и интенсивная переписка, они договорились, что дальше дружбы их отношения не зайдут. Тем не менее, в 1877 году Лесли Стивен сделал Джулии предложение, которое она сперва отклонила. Но чуть позже, в том же году, Энн вышла замуж, и Джулия дала согласие Лесли. Они поженились 26 марта 1878 года. Ей на тот момент было 32 года, ему — 46 лет. Молодожёны переехали в дом по соседству, где и провели весь остаток жизни.
Их первый ребёнок, Ванесса, родилась 30 мая 1879 года. Теперь Джулии приходилось заботиться о пятерых детях, и она решила этим и ограничиться. Однако, несмотря на «меры предосторожности» (контрацепция была очень несовершенна в XIX веке), их отношения привели к рождению ещё троих детей в течение следующих четырёх лет.

### Ранние годы:1882—1904
1882—1895

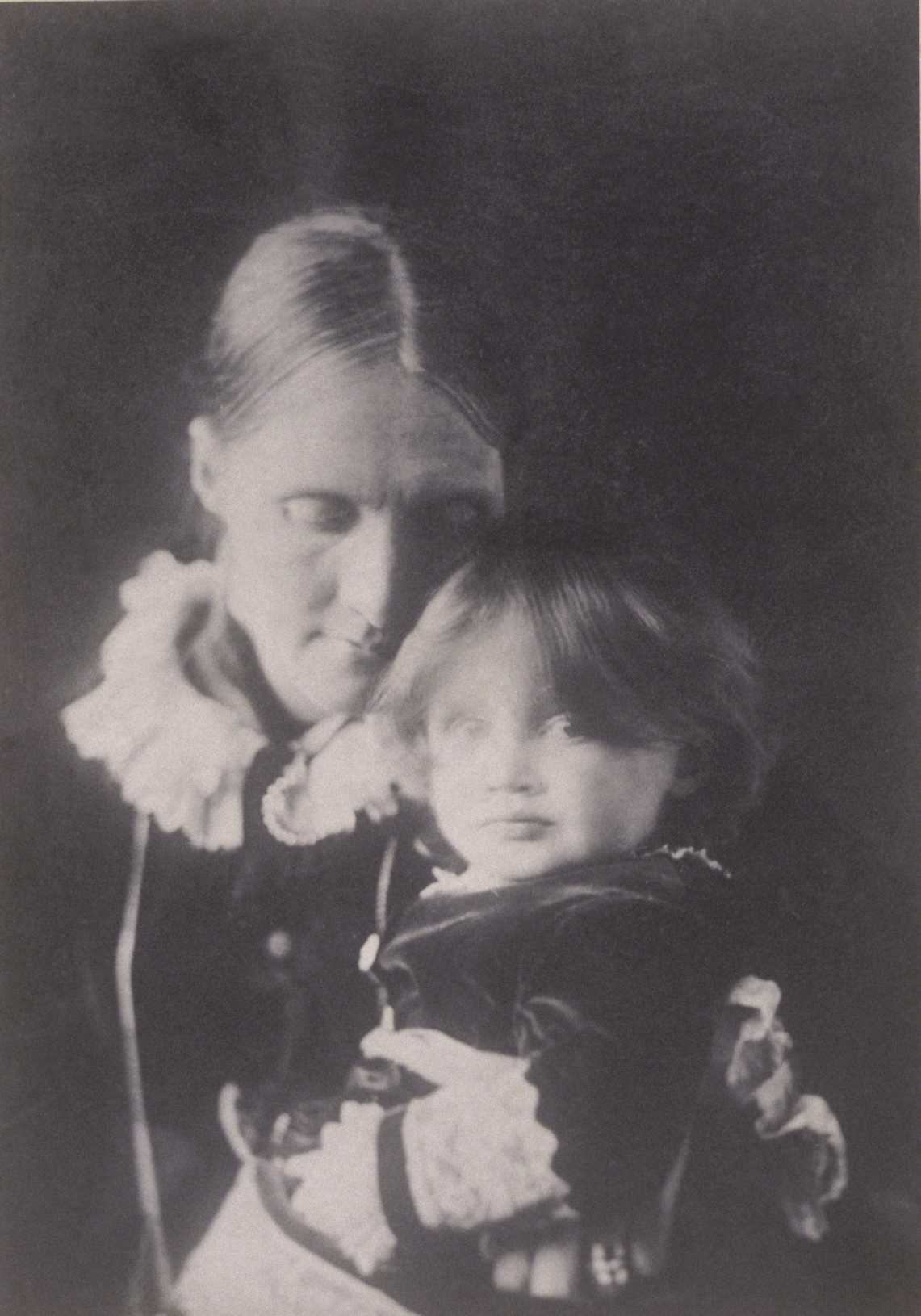
Джулия Стивен и Вирджиния, 1884 год

О ранних годах жизни Вирджинии Вулф можно получить представление из её автобиографических эссе, в том числе Reminiscences (1908), 22 Hyde Park Gate (1921) и A Sketch of the Past (1940), а также Leslie Stephen (1932). Отсылки к детству Вирджинии можно встретить и в её беллетристике. В романе «На маяк» (1927) жизнеописание семьи Рэмси — это лишь тонко замаскированный рассказ о Стивенах в Корнуолле. Маяк Годреви — то место, куда она с семьёй ездила в детстве. Впрочем, в период между 1907 и 1940 годами Вулф стала всё лучше и лучше понимать свою мать и семью в целом; в это время довольно условная, хотя и почитаемая фигура матери становится всё более детализированной и объемной.
В феврале 1891 года Вулф вместе с сестрой Ванессой начала выпускать журнал Hyde Park Gate News (смоделированный по образцу популярного журнала Tit-Bits), описывающий жизнь семьи Стивен. Первоначально основными авторами статей были Ванесса и Тоби, но очень скоро Вирджиния стала главным автором, Ванесса — редактором. Реакция их матери на выход первого номера была такова: «Полагаю, это довольно умно». В следующем году сёстры Стивен стали иллюстрировать свои мысли при помощи фотографий, как это делала Стелла Дакуорт. Одной из самых любимых в семье фотографий был портрет сестры и других членов семьи в библиотеке дома в Талланде, снятый Ванессой Белл; этот портрет Лесли Стивен с любовью описывает в своих мемуарах . В 1897 году Вирджиния начала вести свой первый дневник и продолжала это делать в течение следующих двенадцати лет.
Вирджиния была, по её собственным словам, «рождена в большой семье, не богатыми, но преуспевающими родителями, в очень общительном, образованном, пишущем письма, наносящем визиты и чётко выражающем свои мысли мире конца девятнадцатого века». В этом дружном семействе, помимо Вирджинии, было шестеро детей: два единоутробных брата и единоутробная сестра (Дакуорты, от первого брака матери), единокровная сестра Лора (от первого брака отца), старшая сестра Ванесса и брат Тоби; вскоре появился ещё один брат — Эдриан. Лора Стивен жила с семьёй, пока в 1891 году не была помещена в лечебницу .
У Джулии и Лесли было четверо общих детей:
- Ванесса (1879—1961), замужем за Клайвом Беллом
- Тоби (1880—1906), основатель группы Блумсбери
- Вирджиния (1882—1941), замужем за Леонардом Вулфом
- Эдриан (1883—1948), женат на Карин Костелло

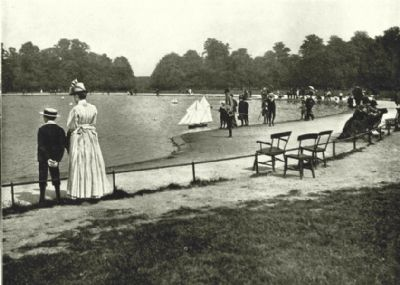
Детские парусные лодки на Round Pond, 1896 год

Вирджиния Вулф родилась 25 января 1882 года в доме 22 на улице Гайд-Парк Гейт и жила там до смерти своего отца в 1904 году. Их дом располагался в юго-восточной части улицы, в узком тупике к югу от Кенсингтон-Роуд и к западу от Альберт-холл. Рядом были Кенсингтонские сады и Гайд-парк, где семья регулярно совершала прогулки. Этот дом был построен в 1846 году Генри Пейном — один из ряда таунхаусов на одну семью из верхней прослойки среднего класса. Вскоре он стал слишком мал для растущего семейства. На момент свадьбы родителей он состоял из подвала, двух этажей и чердака. В июле 1886 года Лесли Стивен поручил архитектору Джону Пенфолду расширить жилое пространство с помощью пристройки и надстройки. После капитального ремонта в доме чердак стал жилым, появился ещё один этаж с тремя спальнями и кабинетом, а также ванная. Это был высокий, но узкий дом, в котором в то время не было водопровода. Вирджиния позже признавалась, что опасалась, будто эта башня может перевернуться от порыва ветра. Дом был плохо освещён и забит мебелью и картинами.
В подвале работали слуги. На первом этаже была гостиная, отделённая занавеской от кухни для прислуги, и библиотека. На втором этаже находились спальни Джулии и Лесли. На следующем этаже располагались детские комнаты Дакуортов. Остальные дети Стивенов занимали ещё два этажа. На чердаке, под стрехами, были устроены спальни для прислуги, в которые вела чёрная лестница. Как писала Вирджиния: «Разделение в нашей жизни было любопытным. Внизу царило чистое согласие, наверху — чистый интеллект. Но между ними не было никакой связи».
Это были два мирка — Джорджа Дакуорта и Лесли Стивена, и мать служила единственным мостиком между ними. Юные Стивены представляли собой тесную группку внутри семьи, что не уберегло их от взаимных обид. Вирджиния завидовала маминому любимчику Эдриану, а с Ванессой у неё время от времени возникало творческое соперничество. Жизнь в Лондоне отличалась от летних каникул в Корнуолле, их активный отдых состоял в основном из прогулок в близлежащих Кенсингтонских садах, где они играли в прятки и плавали на лодках по «Round Pond».

Выдающееся положение Лесли Стивена как редактора, критика и биографа, а также его связь с Уильямом Теккереем означали, что его дети росли в окружении, наполненном влиянием Викторианского литературного общества. Частыми гостями в их доме были Генри Джеймс, Джордж Генри Льюис, Альфред Теннисон, Томас Харди, Эдвард Бёрн-Джонс и крёстный отец Вирджинии, Джеймс Рассел Лоуэлл. У Джулии Стивен тоже были хорошие связи. Её тетя Джулия Маргарет Кэмерон, бывшая в числе тех, кто стоял у истоков фотографии, также гостила в доме Стивенов. Ванесса была почти на три года старше Вирджинии. Вирджиния окрестила сестру «святошей» и была гораздо более склонна демонстрировать свой ум, чем её более сдержанная сестра. Её гораздо больше, чем Ванессу, возмущали навязываемые им викторианские домостроевские традиции. К тому же, сестры соревновались за любовь Тоби. Позже, в 1917 году, Вирджиния призналась Дункану Гранту в своём двойственном отношении к этому соперничеству: 
«Бесспорно, одним из червячков, поедающих меня изнутри, была сестринская ревность — я имею в виду, ревность к сестре; и чтобы его подкармливать, я напридумывала столько мифов о ней, что едва ли уже отличу правду от вымысла».
Вирджиния рано проявила склонность к писательству. Хотя оба родителя не одобряли формального женского образования, литературный труд считался достойным занятием для женщины, и отец поддерживал её в этом отношении. Позже Вирджиния писала: «С младых ногтей я нацарапывала истории в манере Готорна, сидя на зелёном плюшевом диване в гостиной Сент-Айвс, пока взрослые обедали».
К пяти годам она уже писала письма и могла каждый вечер рассказывать отцу сказки. После у них с Ванессой и Эдрианом сложилась традиция: сидя по вечерам в детской, выдумывать истории с продолжением о своих ближайших соседях, а в Сент-Ивс — о духах, живущих в саду. Её любовь к книгам стала основой их доверительных отношений с отцом. На свой десятый день рождения Вирджиния получила в подарок чернильницу, промокашку, альбом для рисования и коробку с письменными принадлежностями.
«Талланд-Хаус» (1882—1894)
|  |
|  |

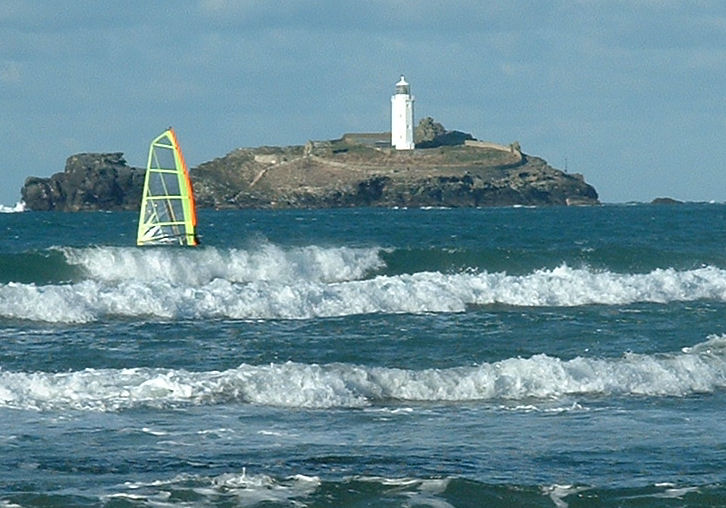
Маяк Годреви, 2005 год

Лесли Стивен любил пешие прогулки по Корнуоллу. Весной 1881 года он наткнулся на большой белый дом в Сент-Айвсе и в сентябре того же года арендовал его. Несмотря на ограниченные удобства, у дома было важное преимущество: вид на Портминстерский залив в сторону Маяка Годреви, который молодая Вирджиния могла видеть из окон верхнего этажа и который занял важное место в сюжете её романа «На маяк» (1927).

Это был большой квадратный дом с террасовым садом, разделённым живой изгородью и спускавшимся к морю. Каждый год между 1882 и 1894 годами семья Стивен арендовала «Талланд-Хаус» с середины июля до середины сентября в качестве летней резиденции. Лесли Стивен, который называл это место «карманный рай», описал его так: 
«Самое приятное из моих воспоминаний… наши летние каникулы, которые прошли в Корнуолле, особенно тринадцать летних каникул (1882—1894) в Сент-Айвсе. Там мы арендовали „Талланд-Хаус“ — небольшой, но просторный дом, с садом в один или два акра вверх и вниз по холму, с милыми маленькими террасами, разделёнными живой изгородью из эскалонии, виноградной оранжереей, огородом и так называемой „левадой“ за ним». По словам Лесли, это было место «невероятного семейного счастья».

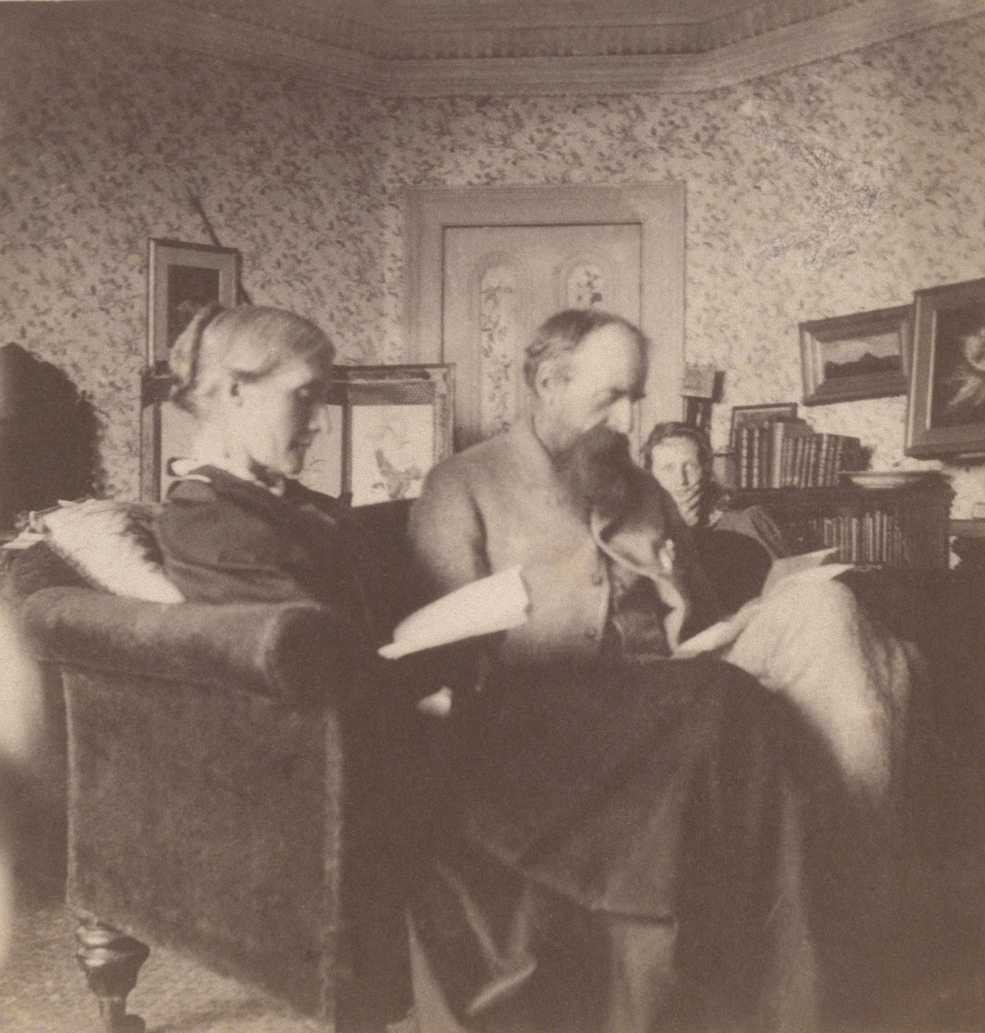
Джулия, Лесли и Вирджиния, 1892 год

И в Лондоне, и в Корнуолле Джулия постоянно развлекалась и обрела дурную славу среди своих гостей тем, что манипулировала их жизнями, постоянно сводничая, так как пребывала в убеждении, что все вокруг должны быть женаты (так проявлялась её филантропия в домашнем кругу). Как заметил её муж: «Моя Джулия — хотя, конечно, и со всей должной сдержанностью, — была заправской свахой». Среди их гостей в 1893 году было семейство Брук, чьи дети, в том числе Руперт Брук, играли с детьми Стивенов. Руперт и его группа Кембриджских неоязычников сыграют важную роль в их жизни накануне Первой мировой войны. Корнуолл должен был стать их летним убежищем, но Джулия Стивен вскоре и здесь, как в Лондоне, погрузилась в работу по уходу за больными и бедными. Как в доме на Гайд-Парк Гейт, так и в «Талланд-Хаусе» семья вращалась в местных литературных и художественных кругах. Их частыми гостями были такие литературные деятели, как Генри Джеймс и Джордж Мередит, а также Джеймс Рассел Лоуэлл, поэтому дети Стивенов слышали здесь гораздо более интеллектуальные беседы, чем в «Голландском домике» своей матери. После того, как в мае 1895 года Джулия Стивен умерла, семья больше не ездила в Корнуолл.
Для детей эти летние поездки были самыми важными событиями года, и самые яркие детские воспоминания Вирджинии связаны не с Лондоном, а с Корнуоллом. В дневниковой записи от 22 марта 1921 года, вспоминая летний день в августе 1890 года, она объяснила, почему чувствовала такую связь с «Талланд-Хаусом»: «Почему я так невероятно и неизлечимо романтично отношусь к Корнуоллу? Дело в прошлом, полагаю; я вижу детей, бегающих по саду… Слышу шум моря в ночи… Почти сорок лет жизни, и всё построено на этом, всё этим пронизано. Многого мне никогда не объяснить». Корнуолл оказал влияние на её творчество, в частности «трилогию Сент-Айвс», в которую вошли романы «Комната Джейкоба» (1922), «На маяк» (1927) и «Волны» (1931).
1895-1904

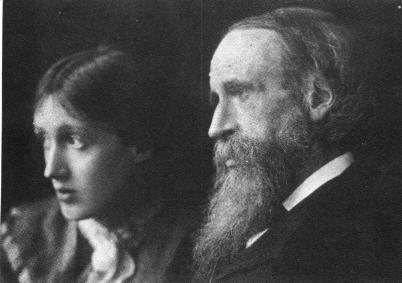
Вирджиния и Лесли Стивен, 1902 год

Вирджинии было всего 13 лет, когда ее мать Джулия Стивен умерла 5 мая 1895 года, так и не оправившись окончательно от перенесенного в феврале 1895 гриппа . Это был поворотный момент в её жизни и начало борьбы с психическим расстройством. По существу, её жизнь распалась на две части. В момент смерти матери Дакуорты уехали за границу и Стелла немедленно вернулась, чтобы взять на себя воспитание детей. Тем летом вместо того, чтобы поехать в Сент-Айвс, Стивены отправились в деревню Freshwater, где проживало несколько членов семьи Джулии. Именно там у Вирджинии случился первый из её многочисленных нервных срывов и Ванесса была вынуждена взять на себя заботу о Вирджинии. На следующий год Стелла обручилась с Джеком Хиллзом, они поженились 10 апреля 1897 года, что сделало Вирджинию ещё более зависимой от своей старшей сестры.
Джордж Дакуорт также взял на себя часть заботы о детях, его задачей было вывести их в общество. Сначала Ванессу, а затем Вирджинию, постигли неудачи при выходе в свет, общество привлекало язвительную критику Вирджинии относительно обычных ожиданий молодых женщин из высшего класса: «Общество в те дни было совершенно не компетентной, самодовольной, безжалостной машиной. У девушки не было никаких шансов выстоять против его клыков. Никакие другие желания — скажем, рисовать или писать — не могут восприниматься всерьёз». Её приоритетом было уйти от викторианской условности гостиной на первом этаже, в свою комнату, чтобы преследовать свои писательские устремления. Она ещё раз повторила эту критику в своём романе «На маяк» (1927), описывая миссис Рэмзи: «Незамужняя женщина упустила лучшее в жизни».
Смерть Стеллы Дакуорт 19 июля 1897 года после продолжительной болезни стала ещё одним ударом по самочувствию Вирджинии. Вулф описала период, последовавший за смертью её матери и Стеллы, как «1897—1904 — семь несчастливых лет», ссылаясь на «плеть судьбы, которая бессмысленно и жестоко убила двух людей, которые должны были сделать эти годы счастливыми, нормальными и естественными». В апреле 1902 года их отец заболел, хотя он перенес операцию позже в том же году, он никогда полностью не выздоровел и умер 22 февраля 1904 года. Смерть отца Вирджинии спровоцировала ещё один нервный срыв. Позже Вирджиния опишет этот случай как тот, в котором ей наносили последовательные удары, как «сломанной кукле», со всё ещё смятыми крыльями. Кукла встречается много раз в творчестве Вулф, но «сломанная кукла» была образом, который стал метафорой для тех, кто исследует отношения между Вулф и несчастьем. На момент смерти капитал Лесли Стивена составлял £15 715 фунтов стерлингов.
Образование

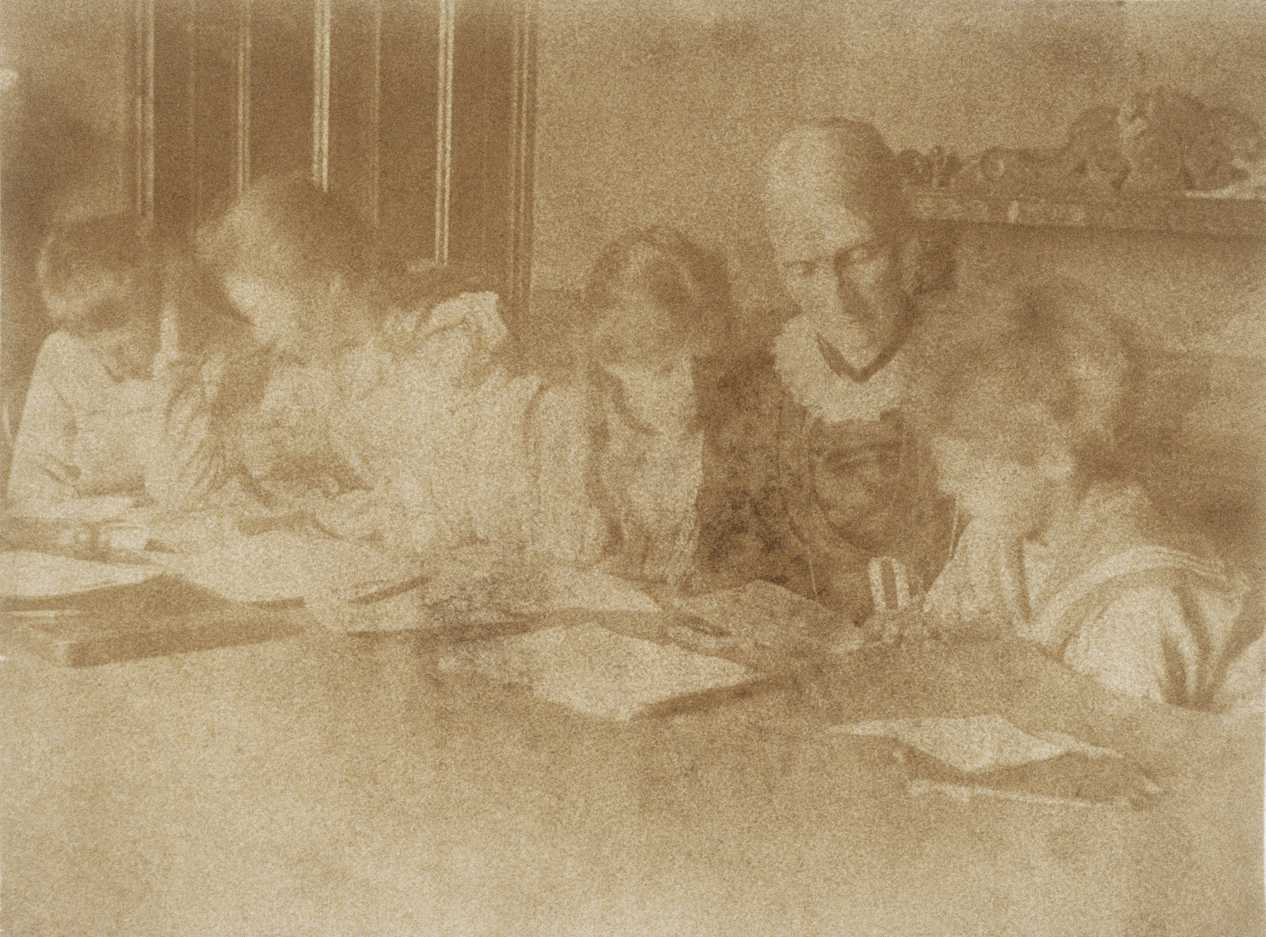
Вирджиния (3-я слева) со своей матерью на уроках, «Талланд-Хаус», 1894 год

В конце XIX века обучение было строго разделено по половому признаку, что Вирджиния резко осуждала. Её братья были отправлены в школу: в таких семьях, какой была семья Стивен, мальчики отправлялись в частные школы, интернаты и университеты. Девочки, если им давали образование, получали его от своих родителей, гувернанток и воспитателей. Вирджинию обучали её родители. В задней части их гостиной была небольшая комната со множеством окон, которая была найдена идеальной для занятий письмом и рисованием. Джулия учила детей латыни, французскому языку и истории, а Лесли — математике. Они также получали уроки игры на фортепиано. Дополнением к их урокам был неограниченный доступ детей в обширную библиотеку Лесли Стивена, открывая им большую часть литературного канона, что привело к их большей глубине чтения, чем у их Кембриджских современников. Чтение Вирджинии было описано как «жадное». Позже она вспоминала:
Даже сегодня могут найтись родители, которые усомнятся в мудрости разрешения пятнадцатилетней девочке свободно пользоваться большой и совершенно необработанной библиотекой. Но мой отец разрешил это. Были определенные факты — очень кратко, очень застенчиво он о них упомянул. И всё же «читай, что хочешь», сказал он, все его книги я могла брать не спрашивая разрешения.
После окончания средней школы всё мальчики в семье учились в Кембриджском университете. Девочки извлекли из этого некоторую косвенную выгоду, поскольку мальчики познакомили их со своими друзьями. Другим источником знаний были разговоры друзей их отца. Лесли Стивен описал свой круг общения так: «Большинство из них любило литературу, умные молодые писатели и адвокаты, в основном радикального толка. Мы встречались по вечерам в среду и воскресенье, курили и пили, обсуждали вселенную и реформаторское движение».
Позже, в возрасте от 15 до 19 лет, она смогла получить высшее образование. Она прошла курсы обучения древнегреческого, латинского и немецкого языков, а также континентальной и английской истории в женском отделении Королевского колледжа Лондона, рядом с близлежащей площадью Кенсингтон-Сквер, между 1897 и 1901 годами. Она изучала греческий язык под руководством выдающегося учёного Джорджа Чарльза Винтера Варра, профессора классической литературы. Кроме того, она посещала частные занятия по обучению немецкому, греческому и латинскому языкам. Одним из её наставников была Клара Патер (1899—1900). Другой была Джанет Кейс, которая вовлекла её в движение за права женщин и чей некролог Вирджиния позже написала в 1937 году. Опыт обучения привёл к её эссе 1925 года, о незнании греческого языка. Время, проведённое в колледже, позволило ей установить контакт с некоторыми из первых реформаторов женского высшего образования, такими как Лилиан Фейтфулл. Её сестра Ванесса также поступила в этот колледж. Хотя девочки Стивенов и не могли посещать Кембридж, на них оказал глубокое влияние тамошний опыт их братьев. Когда Тоби приехал в Тринити в 1899 году, он подружился с кругом молодых людей, включая Клайва Белла, Литтона Стрейчи, Леонарда Вулфа и Саксона Сидни-Тёрнера, которых он вскоре представил своим сёстрам на майском балу в Тринити, в 1900 году. Эти люди сформировали группу чтения, которую они назвали «Полуночным обществом».
Отношения с семьёй
Хотя Вирджиния высказывала мнение, что её отец был её любимым родителем, и хотя ей только исполнилось тринадцать лет, когда умерла её мать, она испытывала глубокое влияние матери на протяжении всей своей жизни. Вирджиния заявляла что «мы думаем, через наших мам, если мы — женщины», образ её матери неоднократно описывался в её дневниках, письмах и в ряде автобиографических эссе, в их числе: «Reminiscences» (1908), «22 Hyde Park Gate» (1921) и «A Sketch of the Past» (1940). В романе «На маяк» (1927), художница Лили Бриско пытается нарисовать миссис Рэмзи — сложного персонажа, основанного на образе Джулии Стивен.
Вирджиния Вулф также проводила чёткое различие между работой её матери и «озорной филантропией, которую другие женщины практикуют так самодовольно и часто с катастрофическими результатами». Она описывала свою степень сочувствия, вовлечённости, рассудительности и решительности, а также своё чувство иронии и абсурда. Джулия Стивен справлялась с депрессиями своего мужа и его потребностью во внимании, что вызывало негодование у её детей, она укрепляла его уверенность в себе, ухаживала за своими родителями во время их последней болезни и имела много обязанностей вне дома, которые в конечном итоге измотали её. Её частые отлучки и требования мужа вселяли в её детей чувство неуверенности, которое оказывало длительное воздействие на её дочерей. При рассматривании требований от её матери, Вулф описала своего отца: «Старше её на пятнадцать лет, сложный, требовательный, зависимый от неё». Она считала что её внимание должно было быть направлено на детей, рассказывала что ей редко доводилось проводить время наедине с матерью из-за того что «кто-то постоянно мешал им». Вулф относилась ко всему этому двойственно, но всё же стремилась отделить себя от этой модели абсолютного бескорыстия. В то же время она восхищалась силой женских идеалов своей матери. Учитывая частые отлучки Джулии, дети Стивенов всё больше зависели от Стеллы Дакуорт, которая подражала бескорыстию своей матери, как писала Вулф: «Стелла всегда была прекрасной хозяйкой… это было главным делом её жизни».
Джулия Стивен восхищалась умом своего мужа, она прекрасно знала, что у него на уме, но мало думала о своём собственном. Как заметила Вулф: «Она никогда не принижала своих собственных произведений, считая их, если они были должным образом исполнены, равными, хотя и другими, по важности с работами её мужа». Она верила в свою роль «центра семьи» и человека, который держал всех вместе, с твёрдым чувством того, что самое важное и ценное качество — преданность. Из двух родителей Вулф, Джулия была «нервной, энергичной и доминировавшей в семье». В то время как Вирджиния наиболее тесно отождествляла себя с отцом, Ванесса утверждала, что её мать была её любимым родителем. Анжелика Гарнетт вспоминала, как Вирджиния спросила Ванессу, «кто из родителей нравится ей больше», Ванесса сочла этот вопрос таким, «который никто не должен задавать», но она однозначно ответила: «Мать». Однако роль своей матери Вирджиния выразила так: «Конечно, она была там, в самом центре этого великого сбора, пространства, которым было детство, она была там с самого начала». Вирджиния заметила, что её сводная сестра Стелла, жила с полным подчинением матери, воплощая в себе её идеалы любви и служения семье. Вирджиния быстро поняла что, как и отцу, болезнь была единственным надёжным способом привлечь внимание матери, которая гордилась своим уходом за больными.
Другими проблемами, с которыми детям приходилось иметь дело, был характер Лесли Стивена, Вулф описывала его как «отца-тирана». В конце концов, она стала глубоко двойственна в своём отношении к отцу. Он подарил ей своё кольцо на восемнадцатилетие и она была глубоко, эмоционально привязана к нему, как к литературному деятелю, написав о своей «великой преданности ему». И всё же, как и Ванесса, она видела в нём насильника и тирана. Всю свою жизнь она испытывала по отношению к нему двойственное чувство. В подростковом возрасте он был для неё «выдающимся викторианцем и тираном», но когда она стала старше, она начала понимать, насколько сильно была привязана к нему: «Я копалась в старых письмах, вспоминала отца… настолько откровенный, разумный и прозрачный, образованный, обладатель непривередливого и тонкого ума». Она была очарована отцом, но и осуждала Лесли Стивена: «Она (её мать) покинула меня, но когда так же поступил и этот старый негодяй мой отец… я думаю, что была больше похожа на него, чем на неё и поэтому я более критична, но он был восхитительным и потрясающим человеком».
Сексуальное насилие
Вирджиния Вулф неоднократно заявляла о том, что она постоянно подвергалась сексуальному насилию в течение всего времени, когда она жила в Гайд-Парк Гейте, насилие могло быть возможной причиной её проблем с психическим здоровьем, хотя вероятно, существует ряд других факторов. Она утверждала, что впервые Джеральд Дакуорт приставал к ней, когда ей было шесть лет. Было выдвинуто предположение, что это привело к её пожизненному сексуальному страху и сопротивлению со стороны мужчин. По предположениям современников, сексуальному насилию дочери Стивенов подвергались со стороны их старших единоутробных братьев Дакуортов и их кузена Джеймса Кеннета Стивена (1859—1892). Считается, что Лаура также подвергалась насилию. Наиболее яркий отчёт об этом принадлежит Луизе Десальво, но другие современники и биографы более осторожны в этом вопросе. Гермиона Ли утверждает, что «доказательства достаточно сильны и всё же неоднозначны, чтобы открыть путь для противоречивых психобиографических интерпретаций, которые создают совершенно разные формы внутренней жизни Вирджинии Вулф».

### Блумсбери:1904—1940
Гордон-Сквер (1904—1907)

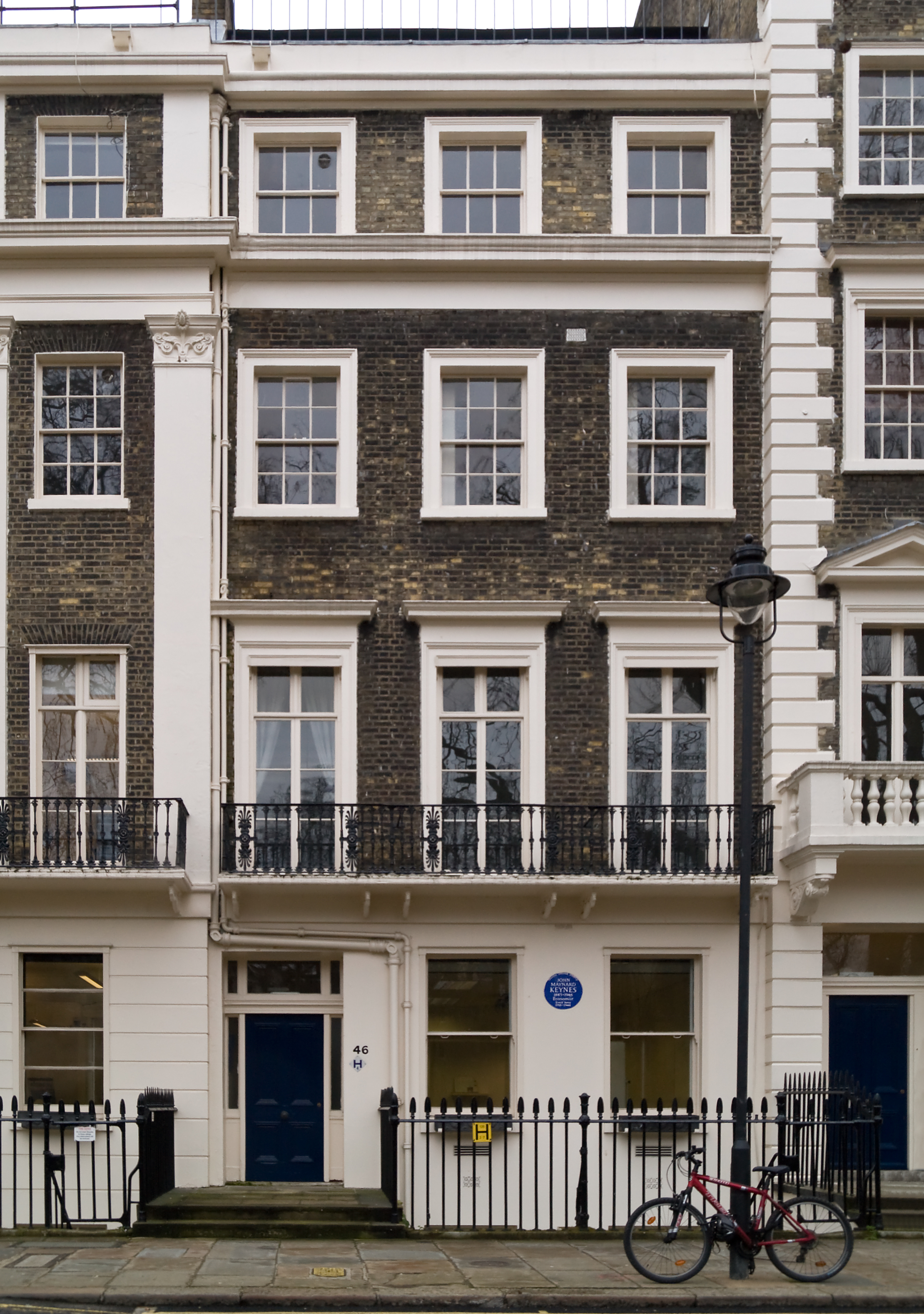
Гордон-Сквер 46

После смерти отца первым побуждением Стивенов было бежать из мрачного дома ещё большего траура и они немедленно сделали это, сопровождаемые Джорджем, который отправился в Манорбье, на побережье Пемброкшира 27 февраля. Там они провели месяц и именно там Вирджиния впервые осознала, что её судьба — стать писательницей, как она вспоминает в своём дневнике от 3 сентября 1922 года. Затем они продолжили поиски своей вновь обретённой свободы, проведя апрель в Италии и Франции, где снова встретились с Клайвом Беллом. Вирджиния тогда пережила свой второй нервный срыв и первую попытку самоубийства, совершённую 10 мая. Она выздоровела в течение следующих трёх месяцев.
Перед смертью отца Стивены обсуждали необходимость покинуть Саут-Кенсингтон в Вест-Энде с его трагическими воспоминаниями и родственными связями родителей. Джорджу Дакуорту было 35 лет, его брату Джеральду 33 года. Остальным детям Стивенов было от 20 до 24 лет. Вирджинии было 22 года. Ванесса и Адриан решили продать дом в Гайд-Парк Гейте в респектабельном Южном Кенсингтоне и переехать в Блумсбери. Богемный Блумсбери с его характерными, зелёными площадями казался достаточно далёким, географически и социально и был гораздо более дешёвым районом для аренды. Они мало что унаследовали и не были уверены в своих финансах. Кроме того, Блумсбери был близок к школе Слейда, в которой тогда училась Ванесса. В то время как Джеральд был вполне счастлив двигаться дальше и найти себе холостяцкое заведение, Джордж, который всегда брал на себя роль родителя, решил сопровождать их и это привело к их большому разочарованию. Именно тогда в их жизни появилась леди Маргарет Герберт, которой Джордж сделал предложение и на которой женился в сентябре, оставив Стивенов на их собственное усмотрение.
Ванесса нашла дом на Гордон-Сквер 46 в Блумсбери и они переехали туда в ноябре, чтобы к ним присоединилась Вирджиния, уже достаточно оправившаяся. Именно на Гордон-Сквер Стивены начали регулярно принимать интеллектуальных друзей Тоби в марте 1905 года. В их круге общения, который во многом пришёл из Кембриджа, были писатели Саксон Сидней-Тёрнер, Литтон Стрейчи и критики Клайв Белл и Десмонд Маккарти, с которыми они встречались по четвергам, в дальнейшем эти встречи получили название «Thursday Club». Эти люди стали ядром интеллектуального кружка писателей и художников, известного как группа Блумсбери. Позже в неё вошли Джон Мейнард Кейнс (1907), Дункан Грант (1908), Эдвард Морган Форстер (1910), Роджер Фрай (1910), Леонард Вулф (1911) и Дейвид Гарнетт (1914).
В 1905 году Вирджиния и Адриан посетили Португалию и Испанию. Клайв Белл сделал предложение Ванессе, но она его отклонила, в то время как Вирджиния начала преподавать вечерние курсы в колледже Морли и Ванесса добавила ещё одно событие в свой календарь с «Thursday Club», посвящённое обсуждению и последующей выставке их картин. Это событие ввело в их клуб несколько новых людей, в том числе друзей Ванессы, таких как Генри Лэмб и Гвен Дарвин, а также восемнадцатилетнюю Кэтрин Лэрд Кокс (1887—1938). Хотя Вирджиния фактически и не встречалась с Кэтрин, намного позже она сыграла важную роль в её жизни. Кэтрин и другие новые члены привели группу Блумсбери в контакт с другой, немного более молодой, группой Кембриджских интеллектуалов, которым сёстры Стивен дали название «Неоязычники». «Thursday Club» просуществовал до 1913 года.
В следующем, 1906 году, Вирджиния понесла ещё две потери. Её любимый брат Тоби, которому было всего 26 лет, умер от брюшного тифа после поездки в Грецию, в которую они ездили всей семьёй и сразу же после того, как Ванесса приняла третье предложение Клайва. Ванесса и Клайв поженились в феврале 1907 года, их общий интерес к авангардному искусству будет иметь важное влияние на дальнейшее развитие Вулф как писательницы. С женитьбой Ванессы, Вирджинии и Адриану нужно было найти новый дом.
Фицрой-Сквер (1907—1911)

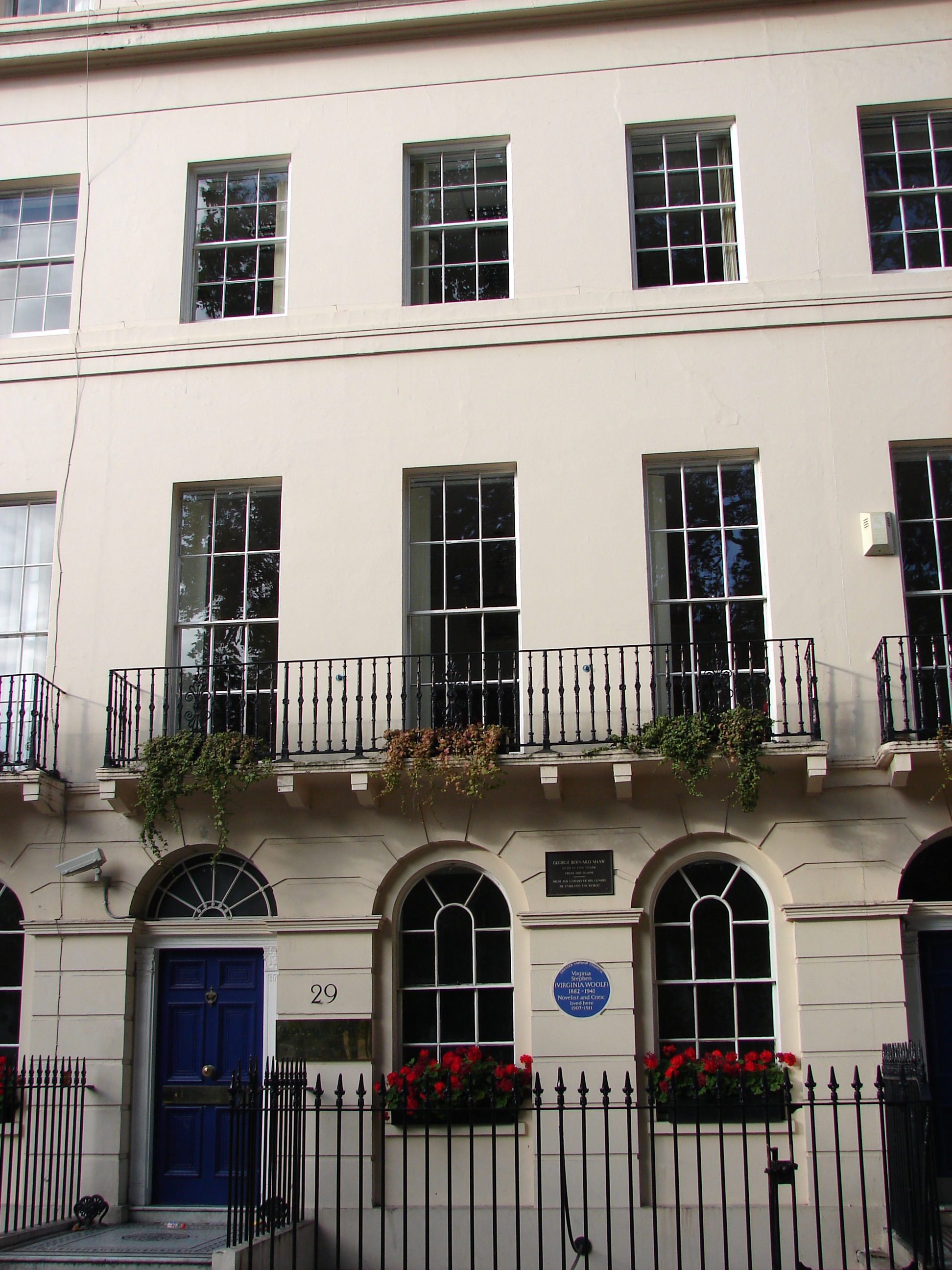
Фицрой-Сквер

Вирджиния переехала в дом 29 на улице Фицрой-Сквер в апреле 1907 года, это был дом на западной стороне улицы, ранее занимаемый Джорджем Бернардом Шоу. Обе сестры продолжали путешествовать вместе, посетив Париж в марте. Теперь Адриану предстояло сыграть гораздо большую роль в жизни Вирджинии и они возобновили работу клуба по четвергам в октябре в своём новом доме, в то время как Гордон-Сквер стала местом проведения пьесы «Reading Society» в декабре. В этот период группа начала всё больше исследовать прогрессивные идеи, сначала в речи, а затем в поведении, Ванесса провозгласила в 1910 году либертарианское общество с сексуальной свободой для всех.
Тем временем Вирджиния приступила к работе над своим первым романом «Мелимброзия», который в конечном итоге получил название «По морю прочь» (1915). Первый ребёнок Ванессы, Джулиан, родился в феврале 1908 года, а в сентябре Вирджиния ездила с Клайвом в Италию и Францию. Именно в это время вновь всплыло соперничество Вирджинии и Ванессы, флирт с Клайвом, на который он отвечал взаимностью и который продолжался с 1908 по 1914 год, когда брак её сестры уже рушился. 17 февраля 1909 года Литтон Стрейчи сделал Вирджинии предложение и она приняла его, но затем он отозвал своё предложение.
Именно в то время, когда она была на Фицрой-Сквер, возник вопрос о том, что Вирджинии нужно тихое загородное убежище, она нуждалась в шестинедельном отдыхе и лечении, поэтому она стремилась уехать как можно дальше от Лондона. В декабре она и Адриан остановились в Льюисе и начали исследовать район Суссекса вокруг города. Она начала мечтать о собственном доме, вроде Сент-Айвса, но поближе к Лондону. Вскоре она нашла недвижимость в соседнем Фирле, поддерживая отношения с этим районом до конца своей жизни.
Мистификация на «Дредноуте»

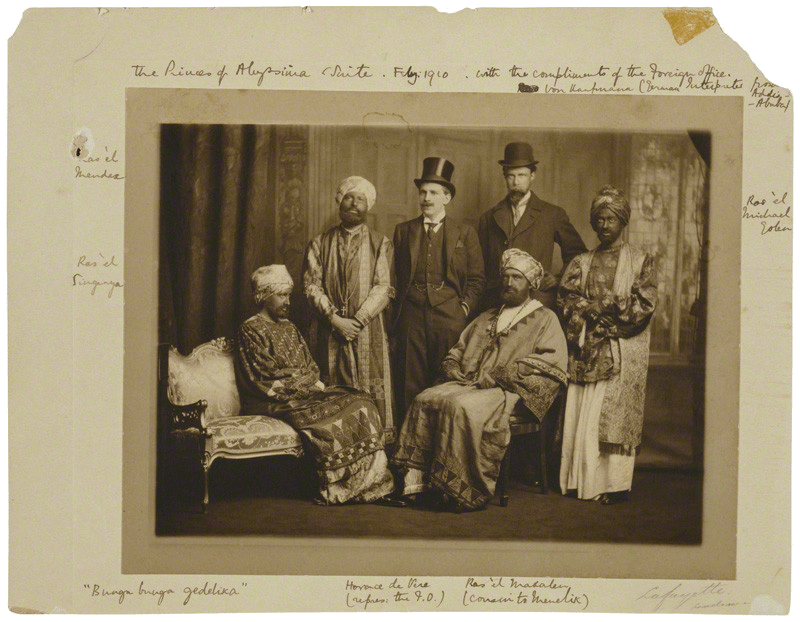
Мистификация на «Дредноуте», 1910 год (Вирджиния Вулф крайняя слева)

Несколько членов группы Блумсбери получили известность в 1910 году благодаря Мистификации на «Дредноуте», в которой Вирджиния участвовала, замаскировавшись под мужчину абиссинской, королевской крови. Её полный рассказ 1940 года о мистификации был обнаружен и опубликован в мемуарах, собранных в расширенном издании «The Platform of Time» (2008).
Брунсвик-Сквер (1911—1912)
В октябре 1911 года срок аренды на Фицрой-Сквер заканчивался и Вирджиния с Адрианом решили отказаться от своего дома на Фицрой-Сквер в пользу другого жилья, переехав в четырёхэтажный дом на Брунсвик-Сквер 38, в самом Блумсбери, в ноябре. Вирджиния увидела в этом новую возможность: «Мы собираемся попробовать все виды экспериментов» — сказала она Оттолайн Моррелл. Адриан занимал второй этаж, а Мейнард Кейнс и Дункан Грант делили первый этаж на двоих. Это соглашение для одинокой женщины считалось скандальным и Джордж Дакуорт пришёл в ужас. Дом был расположен рядом с «Foundling Hospital», что очень позабавило Вирджинию, как одинокую женщину без компаньонки. Первоначально предполагалось, что Кэтрин Кокс будет участвовать в этих приготовлениях, но Руперт Брук, который был связан с ней, выступил против и заставил её отказаться от этой идеи. В доме Дункан Грант украсил комнаты Адриана Стивена.

### Брак с Леонардом Вулфом:1912—1941

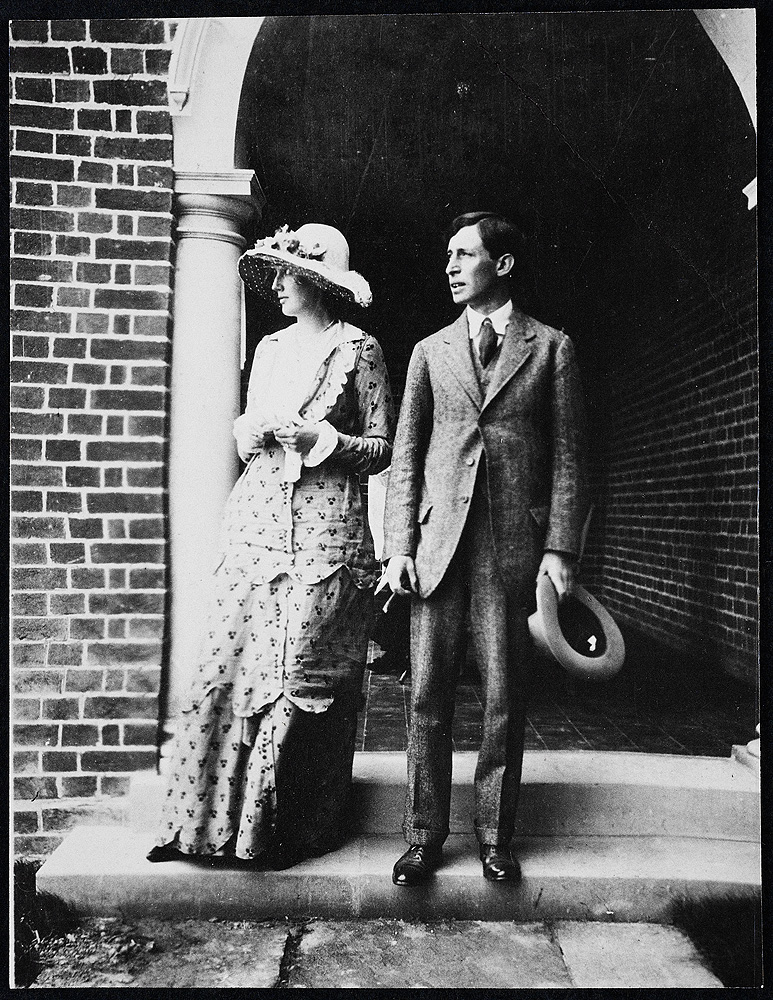
Вирджиния и Леонард Вулф во время помолвки, 23 июля 1912 года

Леонард Вулф был одним из друзей Тоби Стивена, он встретил сестёр Стивен в доме Тоби, во время их визитов на «Майский бал» в 1900 и 1901 годах. Он вспоминал их в «белых платьях и больших шляпах, с зонтиками в руках, от их красоты буквально захватывало дух». Для него они были «молчаливыми, грозными и тревожными».
Вирджиния знала о Вулфе из рассказов Тоби, а их формальное знакомство состоялось 17 ноября 1904 года, когда он, чтобы попрощаться перед отъездом на государственную службу в Цейлон, пришёл к Стивенам на Гордон-Сквер на обед. Во время этого визита он заметил, что она всё время молчала и выглядела больной. В 1909 году Литтон Стрейчи предложил Вулфу сделать ей предложение руки и сердца. Он так и поступил, но ответа не получил. В июне 1911 года он вернулся в Лондон с годичным отпуском, но обратно на Цейлон не поехал. В Англии Леонард снова возобновил свои контакты с семьёй и друзьями. Через три недели после прибытия он обедал с Ванессой и Клайвом Беллом на Гордон-Сквер 3 июля, где к ним позже присоединились Вирджиния и другие члены общества, которое позже будет называться группой Блумсбери. Леонард датирует формирование группы той ночью. В сентябре Вирджиния попросила Леонарда приехать к ней в Литтл-Талланд-Хаус в Фирле, Суссекс, на выходные. После того уик-энда они стали видеться чаще.
4 декабря 1911 года Леонард переехал в Менаж на Брунсвик-Сквер, занял спальню и гостиную на четвёртом этаже и начал постоянно видеться с Вирджинией, а к концу месяца решил, что влюблен в неё. 11 января 1912 года он сделал ей предложение, она попросила время на раздумье, поэтому он решил продлить свой отпуск, но, получив отказ, ушёл в отставку 20 мая. Он продолжал преследовать Вирджинию, в письме от 1 мая 1912 года она объяснила, почему не одобряет их брак. Однако 29 мая Вирджиния сказала Леонарду, что хочет выйти за него замуж, они поженились 10 августа в регистрационной конторе Сент-Панкраса. Именно в это время Леонард впервые узнал о неустойчивом психическом состоянии Вирджинии. Вулфы продолжали жить на Брунсвик-Сквер до октября 1912 года, они переехали в небольшую квартиру 13 Clifford Inn, дальше на восток (впоследствии разрушенную). Несмотря на его низкий материальный статус (Вулф называла Леонарда во время их помолвки «нищим евреем»), у пары была тесная связь. В 1937 году Вулф записала в своём дневнике: «Заниматься любовью после 25 лет разлуки невыносимо… мы видим, что это огромное удовольствие быть желанным, быть женой. И наш брак такой полноценный». Однако в 1913 году Вирджиния предприняла попытку самоубийства.
В октябре 1914 года Леонард и Вирджиния Вулф переехали из Блумсбери и центрального Лондона в Ричмонд, проживая в доме 17 The Green, который Леонард обсуждал в своей автобиографии «Beginning Again» (1964). В начале марта 1915 года пара снова переехала в соседний Хогарт-Хаус, Парадайз-Роуд, в честь которого они назвали своё издательство. Первый роман Вирджинии, «По морю прочь», был опубликован в 1915 году, после чего последовала ещё одна попытка самоубийства. Несмотря на введение призыва в армию в 1916 году, Леонард был освобождён по медицинским показаниям.
Между 1924 и 1940 годами Вулфы вернулись в Блумсбери, взяв в аренду на десять лет дом 52 на Тэвисток-Сквер, откуда они управляли издательством «Hogarth Press» из подвала, где у Вирджинии также была письменная комната. В мае 1925 года был опубликован роман «Миссис Дэллоуэй». В 1927 году был опубликован её следующий роман «На маяк», а в следующем году она читала лекцию о женщинах и художественной литературе в Кембриджском университете и опубликовала роман «Орландо», в октябре. Её две Кембриджские лекции затем стали основой для её эссе «Своя комната», в 1929 году. Вирджиния также написала пьесу «Пресноводные», основанную на жизни её двоюродной бабушки Джулии Маргарет Кэмерон и поставленную в студии её сестры на Фицрой-стрит, в 1935 году. 1936 год был отмечен ещё одним крахом её здоровья после завершения романа «Годы».
Последней резиденцией Вулфов в Лондоне был дом 37 на Мекленбург-Сквер (1939—1940), разрушенный во время Блица в сентябре 1940 года; через месяц был также разрушен их предыдущий дом на Тэвисток-Сквер. После этого они сделали Суссекс своим постоянным домом. Вулфы были внесены в «черный список» британцев для ареста и, предположительно, ликвидации в случае успешного нацистского вторжения.
Hogarth Press (1917—1938)

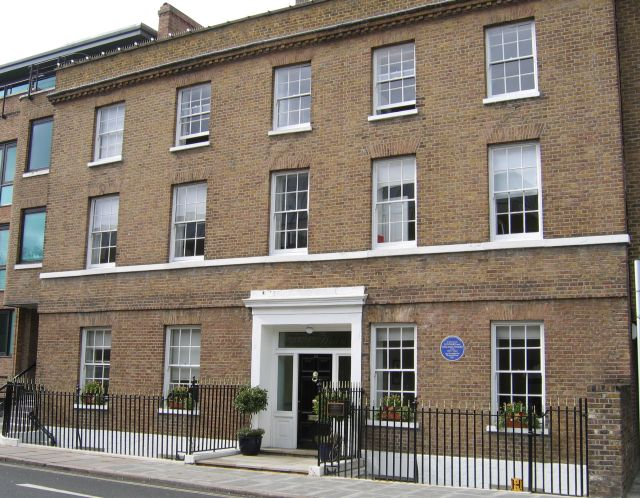
Издательство «Hogarth Press»

Вирджиния занялась переплётом книг в качестве развлечения в октябре 1901 года, в возрасте 19 лет, Вулфы уже некоторое время обсуждали создание издательства, а в конце 1916 года начали строить планы. После консультации с полиграфической компанией «Эксельсиор», они начали закупать припасы и заниматься поставкой на Фаррингдон-Роуд в марте 1917 года, в дальнейшем у них появился печатный станок настроенный на обеденный стол в Хогарт-Хаусе, вскоре издательство «Hogarth Press» начало свою работу.
Их первой публикацией был сборник «Two Stories» в июле 1917 года, в него вошли рассказы, «The Mark on the Wall» (Вирджинии Вулф) и «Three Jews» (Леонарда Вулфа). Книга состояла из 32 страниц, переплетённых и сшитых вручную, а также иллюстрированных гравюрами на дереве, разработанными Дорой Каррингтон. Иллюстрации были успешными, что привело Вирджинию к замечанию, что издательство было «особенно хорошим в печати картинок». Процесс занял два с половиной месяца с тиражом в 150 экземпляров. Затем последовали другие короткие рассказы, в их числе «Kew Gardens» (1919), с иллюстрациями Ванессы Белл. Впоследствии Белл добавила дополнительные иллюстрации, украшающие каждую страницу текста.
Далее «Hogarth Press» публиковало романы Вирджинии вместе с произведениями Томаса Стернза Элиота, Лоренса Ван дер Поста и др. Издательство также заказывало работы современных художников, в том числе Доры Кэррингтон и Ванессы Белл. Вулф полагала, что для освобождения от патриархального общества писательницы нуждались в «своей комнате» для развития и часто фантазировала об «обществе аутсайдеров», в котором они будут создавать виртуальное личное пространство для себя через свои произведения, чтобы развивать феминистскую критику общества. Хотя Вулф никогда не создавала «общество аутсайдеров», «Hogarth Press» было максимально приближенно к нему, поскольку Вулфы решили публиковать книги писателей, которые принимали нетрадиционные точки зрения, чтобы сформировать читательское сообщество. Первоначально издательство концентрировалось на небольших экспериментальных изданиях, малоинтересных крупным коммерческим издателям. До 1930 года Вулф часто помогала своему мужу печатать книги в издательстве, поскольку денег для сотрудников у них не было. Вирджиния отказалась от своих интересов в 1938 году, после третьей попытки самоубийства. После того, как здание было разбомблено в сентябре 1940 года, издательство было перемещено в Летчуэрт на оставшуюся часть войны. Оба супруга были интернационалистами и пацифистами, и считали, что содействие взаимопониманию между народами является лучшим способом избежать новой мировой войны. Они вполне сознательно решили публиковать работы иностранных авторов, о которых британская читающая публика не знала. Первым небританским автором, которого они опубликовали, был советский писатель Максим Горький.
Мемуарный клуб
1920 год ознаменовался послевоенным воссозданием группы Блумсбери под названием «Мемуарный клуб», который, как следует из названия, сосредоточился на самостоятельном написании мемуаров в манере Марселя Пруста и вдохновил некоторые из самых влиятельных книг XX века. Группа, которая была рассеяна войной, была вновь созвана Мэри Маккарти, которая действовала по правилам, полученным от «Cambridge Apostles» — элитного университетского дискуссионного клуба, членами которого многие из них были. Эти правила подчёркивали откровенность и открытость. Среди 125 представленных мемуаров Вирджиния внесла свой вклад в три, которые были опубликованы посмертно в 1976 году, в автобиографической антологии «Моменты бытия». Они получили названия: «22 Hyde Park Gate» (1921), «Old Bloomsbury» (1922) и «Am I a Snob»? (1936).

### Отношения с Витой Сэквилл-Уэст

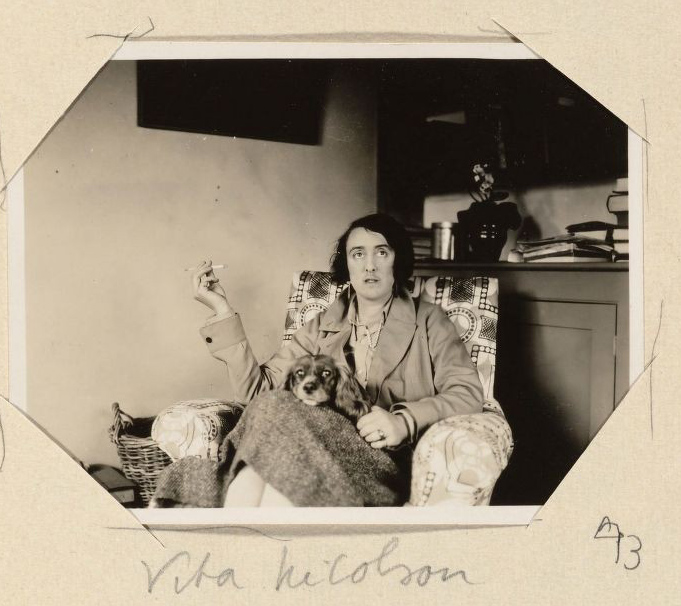
Вита Сэквилл-Уэст, 1934 год

Этос группы Блумсбери поощрял либеральный подход к сексуальности. 14 декабря 1922 года Вулф встретилась с писательницей и садовницей Витой Сэквилл-Уэст, женой Гарольда Никольсона, обедая с Клайвом Беллом. Записывая в своём дневнике на следующий день, она упомянула о встрече с «прекрасной одарённой аристократкой Витой Сэквилл-Уэст». В то время Сэквилл-Уэст была более коммерчески и критически успешной писательницей, и только после смерти Вулф стала считаться более хорошей писательницей. Вскоре после знакомства у них завязались очень близкие и интимные отношения, которые, по словам Сэквилл-Уэст в письме к мужу от 17 августа 1926 года, были всего лишь дважды. Эти отношения достигли своего пика между 1925 и 1928 годами и со временем перешли в дружбу в 1930-е годы, хотя Вулф также была склонна хвастаться своими романами с другими женщинами в её близком кругу, такими как Сибилла Колефакс и Графиня де Полиньяк. Этот период близости оказался плодотворным для обоих авторов, Вулф написала три романа: «На маяк» (1927), «Орландо» (1928) и «Волны» (1931), а также ряд эссе, в том числе «Mr. Bennett and Mrs. Brown» (1924) и «A Letter to a Young Poet» (1932).
Сэквилл-Уэст неустанно трудилась, чтобы поднять самоуважение Вулф, поощряя её не рассматривать себя как затворницу, склонную к болезням, которая должна скрываться от мира, а скорее хвалила Вирджинию за её живость, остроумие, здоровье, интеллект и достижения как писательницы. Сэквилл-Уэст заставила Вулф переоценить себя, развивая более позитивный образ себя и чувство, что её работы были продуктом её сильных сторон, а не слабостей. Начиная с пятнадцатилетнего возраста, Вулф верила рекомендациям своего отца и врача, что чтение и письмо вредны для её нервного состояния, от неё требовался режим физического труда, такого как садоводство, чтобы предотвратить полный нервный коллапс. Это привело к тому, что Вулф проводила много времени, одержимо занимаясь таким физическим трудом.
Сэквилл-Уэст первая стала доказывать Вулф, что ей поставили неверный диагноз и что гораздо лучше заняться чтением и письмом, чтобы успокоить нервы; её совет был принят. Под влиянием Сэквилл-Уэст Вулф научилась справляться со своими нервными недугами, переключаясь между различными формами интеллектуальной деятельности, такими как чтение, письмо и рецензии на книги, вместо того чтобы тратить своё время на физические упражнения, которые истощали её силы и ухудшали нервы. Сэквилл-Уэст выбрала финансово нестабильное издательство «Hogarth Press» для издания своих работ, чтобы помочь Вулфам финансово. «Соблазнители в Эквадоре», первый роман Сэквилл-Уэст, опубликованный этим издательством, не имел успеха, продаваясь только по 1500 экземпляров в первый год, но её следующий роман, опубликованный ими, «Эдвардианцы», стал бестселлером, который продавался по 30 000 экземпляров в первые шесть месяцев. Романы Сэквилл-Уэст, хотя и не типичные для «Hogarth Press», спасли Вулфов от финансовых проблем. Однако Вулф не всегда ценила тот факт, что именно книги Сэквилл-Уэст поддерживали прибыльность их издательства. Финансовое благополучие, обеспеченное хорошими продажами романов Сэквилл-Уэст, в свою очередь, позволило Вулф заняться более экспериментальной работой, такой как роман «Волны».
В 1928 году Вулф представила образ Виты Сэквилл-Уэст в романе «Орландо» — фантастической биографии, в которой жизнь одноимённого героя охватывает три столетия и оба пола. Он был опубликован в октябре, вскоре после того, как обе женщины провели неделю вместе во Франции, в сентябре того же года. Найджел Николсон, сын Виты Сэквилл-Уэст, писал: «Влияние Виты на Вирджинию полностью содержится в „Орландо“ — самом длинном и самом очаровательном любовном письме в литературе, в котором она исследует Виту, вплетает её в разные века, перебрасывает от одного пола к другому, играет с ней, одевает её в меха, кружева и изумруды, дразнит её, флиртует с ней, окутывает её пеленой тумана». После того как их роман закончился, обе женщины оставались друзьями вплоть до смерти Вулф в 1941 году. Вирджиния Вулф также оставалась в близких отношениях со своими оставшимися в живых родственниками, Адрианом и Ванессой.

### Суссекс:1911—1941

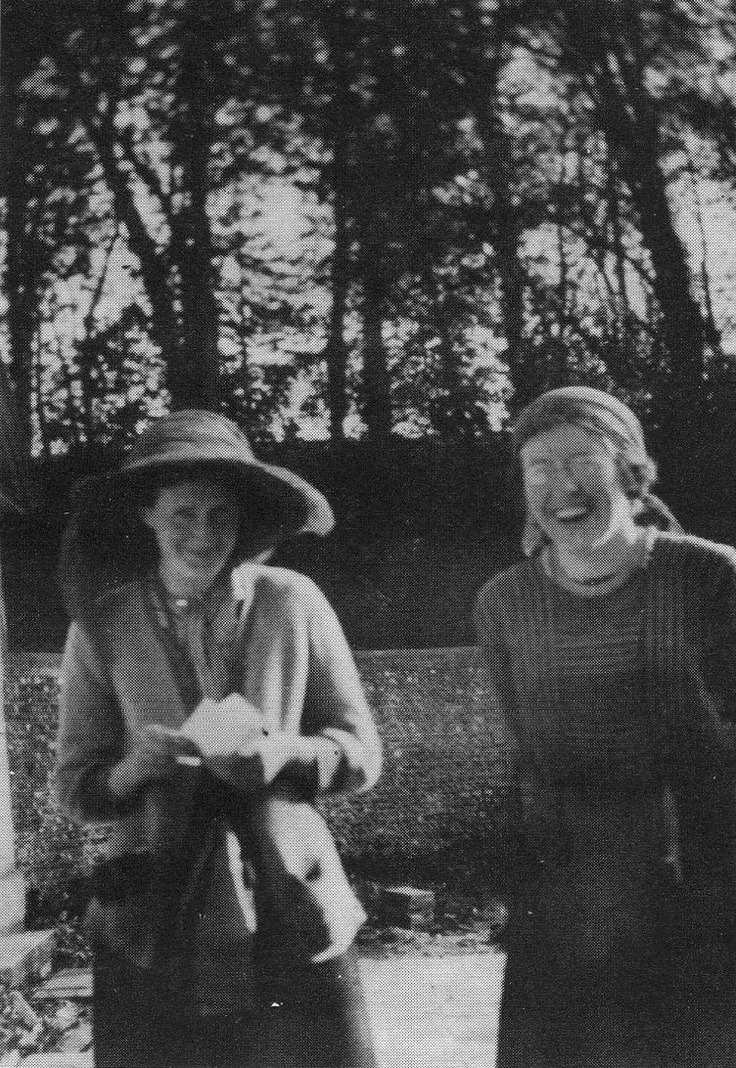
Вирджиния Вулф и Кэтрин Кокс в Эшхеме, 1912 год

Вирджиния нуждалась в загородном убежище, чтобы отдохнуть, и 24 декабря 1910 года она нашла дом для аренды в Фирле, Суссекс, недалеко от Льюиса. Она получила право аренды и вступила во владение домом в следующем месяце, назвав его «Литтл-Талланд-Хаус», в память о доме её детства в Корнуолле, хотя на самом деле это была новая вилла с красной остроконечной крышей на главной улице напротив ратуши. Аренда была недолгой, в октябре они с Леонардом Вулфом нашли Эшхем-Хаус в Эшхеме, в нескольких милях к западу. Дом, стоявший в конце обсаженной деревьями дороги, был странно красивым, готическим домом эпохи регентства в уединённом месте. Она описывала его как «плоский, бледный, безмятежный, жёлто-белый, без электричества и воды и якобы населённый призраками». Она сняла квартиру на пять лет вместе с Ванессой в новом году, и они переехали в неё в феврале 1912 года, проведя вечеринку по случаю новоселья.
Именно в Эшхеме Вулфы провели свою первую брачную ночь позже в том же году. В Эшхеме она записала события выходных и праздничных дней, которые они провели там, в своём дневнике, часть которого была позже опубликована в 1953 году. С точки зрения творческого письма, роман «По морю прочь» был завершён там, и большая часть романа «День и ночь». Эшхем предоставил Вулф столь необходимое облегчение от темпа лондонской жизни и стал местом, где она нашла счастье, которое она описала в своём дневнике 5 мая 1919 года: «О, но как счастливы мы были в Эшхеме! Это было самое мелодичное время. Всё прошло так свободно — но я не могу проанализировать все источники моей радости». Эшхем также был вдохновителем для рассказа «A Haunted House» (1921—1944). Именно в это время в Эшхеме Кэтрин Кокс начала посвящать себя Вирджинии и стала ей очень полезной.

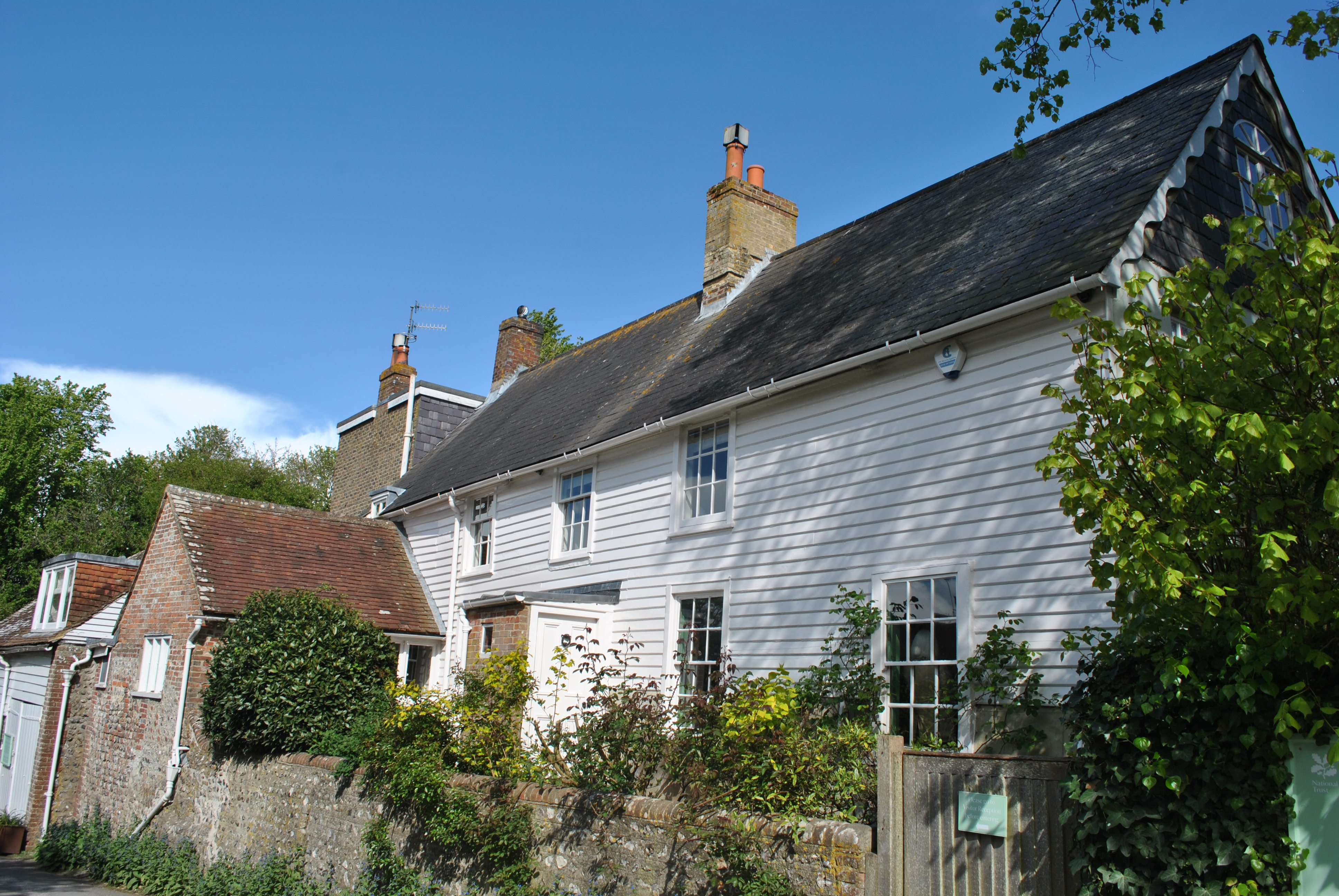
Дом Монка, Родмелл

В 1916 году Леонард и Вирджиния нашли в Эшхеме сельский дом, который сдавали в аренду, примерно в четырёх милях от их дома, что по их мнению, идеально подходило для её сестры. В конце концов, Ванесса решила осмотреть его и переехала туда в октябре того же года, использовав его в качестве летнего дома для своей семьи. Ферма в Чарльстоне должна была стать летним местом сбора группы Блумсбери.
После окончания войны, в 1918 году, Вулфы получили годовое уведомление от домовладельца, который нуждался в доме. В середине 1919 года, они купили маленький домик за 300 фунтов стерлингов, круглый дом в Пайп-Пассаже, Льюис, переоборудованный в ветряную мельницу. Но они не поселились в нём, так как Дом Монка в соседнем Родмелле выставили на аукцион. Вулфы отдали предпочтение ему, из-за его сада и огорода, и продали круглый дом, чтобы купить Дом Монка за 700 фунтов стерлингов. В Доме Монка также не было ни воды, ни электричества, зато там был разбит сад и от него открывался вид на холмы Саут-Даунс. С 1940 года он стал их постоянным домом после того, как их лондонский дом был разбомблен и Вирджиния продолжала жить там до своей смерти. Между тем, Ванесса также сделала Чарльстон своим постоянным домом в 1936 году. В Доме Монка она завершила свой последний роман «Между актами» в начале 1941 года, с последующим срывом, непосредственно приведшим к её самоубийству 28 марта 1941 года. Роман был опубликован посмертно позже в том же году.

### Неоязычество:1911—1912

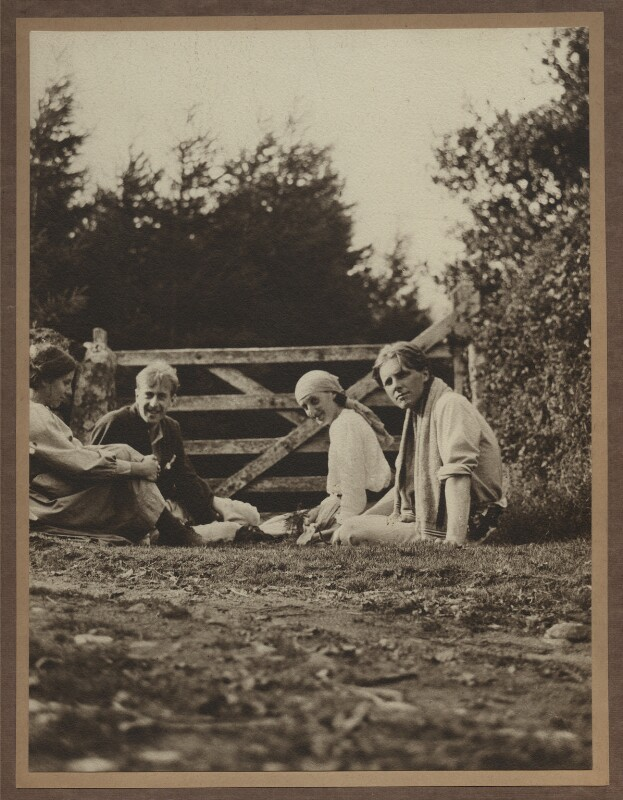
Ноэль Оливье, Мейтленд Рэдфорд, Вирджиния Вулф и Руперт Брук в Дартмуре, август 1911 года

Во время своего пребывания в Фирле, Вирджиния лучше познакомилась с Рупертом Бруком и его группой «Неоязычников», которые придерживались социализма, вегетарианства, практиковали занятия на открытом воздухе и альтернативные стили жизни, включая социальную наготу. Женщины были в сандалиях, носках, рубашках с открытым воротом и головных платках, как у Вирджинии. Хотя у неё были некоторые сомнения, Вулф была вовлечена в их деятельность на некоторое время, очарованная их буколическим видом, их невинность контрастировала со скептическим интеллектуализмом Блумсбери. Ей нравилось проводить большую часть уик-энда с Бруком в Гранчестере, включая купание в тамошнем бассейне. У них также был общий психиатр по имени Морис Крейг. Через «Неоязычников» она встретила Кэтрин Кокс, которая была частью «Thursday Club», на выходных в Оксфорде в январе 1911 года. Та стала её подругой и сыграла важную роль в борьбе с её болезнями. Вирджиния дала ей прозвище «Бруин». В то же время она обнаружила, что втянута в трёхсторонние отношения с участием Кокс, Жака Равера и Гвен Дарвин. Она стала обижаться на Жака и Гвен, которые поженились позже, в 1911 году, это был не тот исход их отношений, который Вирджиния предсказывала или желала. Позже они будут упоминаться в романах «На маяк» и «Годы». Исключение, которое она чувствовала, вызвало воспоминания о браке Стеллы Дакуорт и её трёхсторонней связи с Ванессой и Клайвом.
Эти две группы в конце концов распались. Брук надавил на Кокс, чтобы та не присоединялась к «Виргинскому менажу» на Брунсвик-Сквер в конце 1911 года, назвав его «борделем», а к концу 1912 года он яростно отвернулся от Блумсбери. Позже она написала о Бруке, чья преждевременная смерть привела к его идеализации и выразила сожаление по поводу «неоязычества на том этапе её жизни». Вирджиния была глубоко разочарована, когда Кокс вышла замуж за Уильяма Арнольда-Форстера в 1918 году и стала всё больше критиковать её.

## Психическое здоровье
Было проведено много исследований психического здоровья Вулф. С 13 лет, после смерти её матери, Вулф периодически страдала перепадами настроения от тяжёлой депрессии до маниакального возбуждения, включая психотические эпизоды, которые семья Вирджинии называла «её безумием». Гермиона Ли считает, что она «не была сумасшедшей, она была просто женщиной, которая страдала от болезни и боролась с ней на протяжении большей части своей относительно короткой жизни, женщиной исключительной смелости, интеллекта и стоицизма». Психиатры считают, что её болезнь представляет собой биполярное расстройство (ранее называвшееся маниакально-депрессивным психозом). Смерть её матери в 1895 году, «величайшая катастрофа, которая только могла произойти», в связи с этим ускорился кризис попеременного возбуждения и депрессии, сопровождавшийся иррациональными страхами, от которых их семейный врач, доктор Сетон, прописал отдых, прекращение уроков и регулярные прогулки под наблюдением Стеллы, в итоге она перестала писать. Тем не менее, всего через два года смерть Стеллы, вызвала следующий кризис в 1897 году, тогда она впервые выразила желание умереть в возрасте 15 лет, записав в своём дневнике в октябре того же года, что «смерть будет короткой и менее болезненной». Затем она на некоторое время перестала вести дневник.
Смерть её отца в 1904 году спровоцировала её самый тревожный коллапс 10 мая, когда она бросилась из окна и была ненадолго помещена в больницу, под опекой друга её отца, выдающегося психиатра Джорджа Сэвиджа. Сэвидж винил её образование, которое многие в то время считали неподходящим для женщин. Она выздоравливала некоторое время в доме подруги Стеллы, Вайолет Дикинсон и в доме своей тёти Кэролайн в Кембридже, и к январю 1905 года доктор Сэвидж считал её выздоровевшей. Вайолет, которая была на семнадцать лет старше Вирджинии, стала одной из её самых близких подруг и одной из самых эффективных медсестёр. Вирджиния охарактеризовала их отношения как «романтическую дружбу». Смерть её брата Тоби в 1906 году ознаменовала собой «десятилетие смертей», которое положило конец её детству и отрочеству. С тех пор её жизнь прерывалась настойчивыми голосами из могилы, которые временами казались более реальными, чем её визуальная реальность.
По рекомендации доктора Сэвиджа Вирджиния провела три коротких периода в 1910, 1912 и 1913 годах в Берли-Хаусе по адресу 15 Cambridge Park, Туикенем, описанном как «частный дом престарелых для женщин с нервными расстройствами», управляемый мисс Джин Томас. К концу февраля 1910 года, она стала более беспокойной и доктор Сэвидж предложил ей уехать из Лондона. Ванесса сняла Моот-Хаус в окрестностях Кентербери в июне, но там не было никакого улучшения, поэтому доктор Сэвидж послал её в Берли-Хаус для «лечения и отдыха». Это включало частичную изоляцию, лишение литературы и насильственное кормление, а через шесть недель, осенью, она смогла поправиться в Корнуолле и Дорсете. Она возненавидела этот опыт, написав своей сестре 28 июля, что она нашла фальшивую религиозную атмосферу удушающей, а учреждение уродливым и сообщила Ванессе, что для побега «ей скоро придётся выпрыгнуть из окна». Угроза быть отосланной назад позже привела бы её к мыслям о самоубийстве. Несмотря на её протесты, Сэвидж отправил её обратно в 1912 году из-за бессонницы и в 1913 году из-за депрессии. На выходе из Берли-Хауса в сентябре 1913 года, она обратилась за дальнейшей помощью к двум другим врачам, Морису Райту и Генри Хэду, который был врачом Генри Джеймса. Оба рекомендовали ей вернуться в Берли-Хаус. Расстроенная, она вернулась домой и попыталась покончить с собой, приняв большую дозу барбитала, полумёртвую её нашла Кэтрин Кокс, которая позвала помощь. После выздоровления она отправилась в Дэйлингридж-Холл, дом Джорджа Дакуорта в Восточном Гринстеде, Суссекс, чтобы отдохнуть 30 сентября, сопровождаемая Кэтрин Кокс и медсестрой, позже она вернулась в Эшхем 18 ноября, вместе с Джанет Кейс и Кэтрин Кокс. Она оставалась нестабильной в течение следующих двух лет, с другим инцидентом, связанным с барбиталом, который как она утверждала, был «несчастным случаем», и консультировалась с другим психиатром в апреле 1914 года, Морисом Крейгом, который объяснил, что она была недостаточно больной, чтобы быть госпитализированной в больницу. Остаток лета 1914 года прошёл для неё лучше и они переехали в Ричмонд, но в феврале 1915 года, как раз когда должен был быть опубликован роман «По морю прочь», она снова заболела и оставалась в плохом самочувствии большую часть того года, затем, несмотря на мрачный прогноз мисс Томас, она начала поправляться после 20 лет болезни. Тем не менее, среди тех, кто её окружал, было ощущение, что теперь она изменилась навсегда, и не в лучшую сторону.
Всю оставшуюся жизнь она страдала от повторяющихся приступов депрессии. В 1940 году на неё обрушился целый ряд факторов. Её биография Роджера Фрая была опубликована в июле, и она была разочарована отзывами критиков. Ужасы войны угнетали её, их лондонские дома были разрушены во время Блица в сентябре и октябре. Она закончила роман «Между актами» в ноябре, завершение романа сопровождалось истощением. Её здоровье всё больше становилось предметом беспокойства, кульминацией которого стало её решение оборвать свою жизнь 28 марта 1941 года.
Хотя эта нестабильность часто оказывала влияние на её социальную жизнь, она была в состоянии продолжать свою литературную деятельность с небольшими перерывами в течение всей своей жизни. Сама Вулф давала не только яркую картину своих симптомов в дневниках и письмах, но и свою реакцию на демонов, которые преследовали её и временами заставляли желать смерти. Психиатрия мало что могла предложить ей в её жизни, но она признала, что писательство было одним из видов деятельности, который позволил ей справиться с её болезнью: «Единственный способ, который я нахожу — это работа…. как только я перестаю работать, я чувствую, что проваливаюсь вниз. И как обычно, я чувствую, что если буду опускаться дальше, то достигну истины». Погружение под воду было метафорой Вулф как для последствий депрессии, так и для психоза, но также и для поиска истины, и в конечном итоге стало способом её самоубийства. На протяжении всей своей жизни Вулф безуспешно пыталась найти смысл в своей болезни, с одной стороны она была препятствием, с другой тем, что она представляла себе как главную часть своей сущности и необходимое условие своего творчества. Когда ей удавалось справиться со своей болезнью, она получала информацию о своей работе, например о характере Септимуса Уоррена Смита в романе «Миссис Дэллоуэй» (1925), который, как и Вулф, был одержим мертвецами и в конце концов покончил с собой, чтобы не попасть в психиатрическую больницу.
Леонард Вулф рассказывал, что в течение 30 лет, пока они были женаты, они консультировались со многими врачами в районе Харли-стрит, и хотя Вирджинии был поставлен диагноз неврастения, он чувствовал, что у них было мало понимания причин или природы её болезни. Решение было простым, пока она жила спокойной жизнью без каких-либо физических или умственных усилий, она была в порядке. С другой стороны, любое умственное, эмоциональное или физическое напряжение приводило к повторному появлению её симптомов. Они начинались с головной боли, за которой следовали бессонница и мысли о самоубийстве. Её лекарство было простым, она ложилась спать в тёмной комнате, ела и пила много молока, после чего симптомы болезни постепенно исчезали.
Современные учёные, в том числе её племянник и биограф, Квентин Белл, предполагают что её срывы и последующие повторяющиеся депрессивные периоды, были также спровоцированы сексуальным насилием, которым она и её сестра Ванесса подвергались со стороны их братьев Джорджа и Джеральда Дакуортов. Биографы отмечают, что когда Стелла умерла в 1897 году, не было никакого противовеса, чтобы контролировать поведение Джорджа. Вирджиния описывала его как своего первого любовника: «Старые леди Кенсингтона и Белгравии никогда не знали, что Джордж Дакуорт был не только отцом и матерью, братом и сестрой этих бедных девочек Стивен, он был также их любовником».
Вполне вероятно, что другие факторы также сыграли свою роль. Было высказано предположение, что они включают генетическую предрасположенность. Отец Вирджинии, Лесли Стивен, страдал от депрессии, а её сводная сестра Лора была умственно отсталой. Многие симптомы Вирджинии, включая постоянную головную боль, бессонницу, раздражительность и беспокойство, напоминают симптомы её отца. Другим фактором является давление, которое она оказывала на себя в своей работе, например, её срыв 1913 года был по крайней мере частично вызван необходимостью закончить роман «По морю прочь». Вирджиния намекала, что её болезнь была связана с тем, как она видела подавленное положение женщин в обществе.
Исходя из моего опыта, я могу судить что безумие — это потрясающе, я могу вас заверить, в нём я всё ещё нахожу большинство вещей, о которых я пишу. Оно вырывается из одного, сформированного, окончательного, а не просто каплями, как это делает здравый смысл. И те шесть месяцев, а не три, что я пролежала в постели, научили меня многому из того, что называется быть собой.Отрывок из письма Вирджинии Вулф Этель Смайт, 1930 год.
Томас Карамагно и другие, обсуждая её болезнь, высказываются против «невротически-гениального» взгляда на психическое расстройство, который рационализирует теорию о том, что творчество каким-то образом рождается из психического расстройства. Стивен Тромбли описывает Вулф как имеющую конфронтационные отношения с её врачами и возможно, как женщину, которая стала «жертвой мужской медицины», ссылаясь на современное относительное отсутствие понимания её психического расстройства.

## Смерть

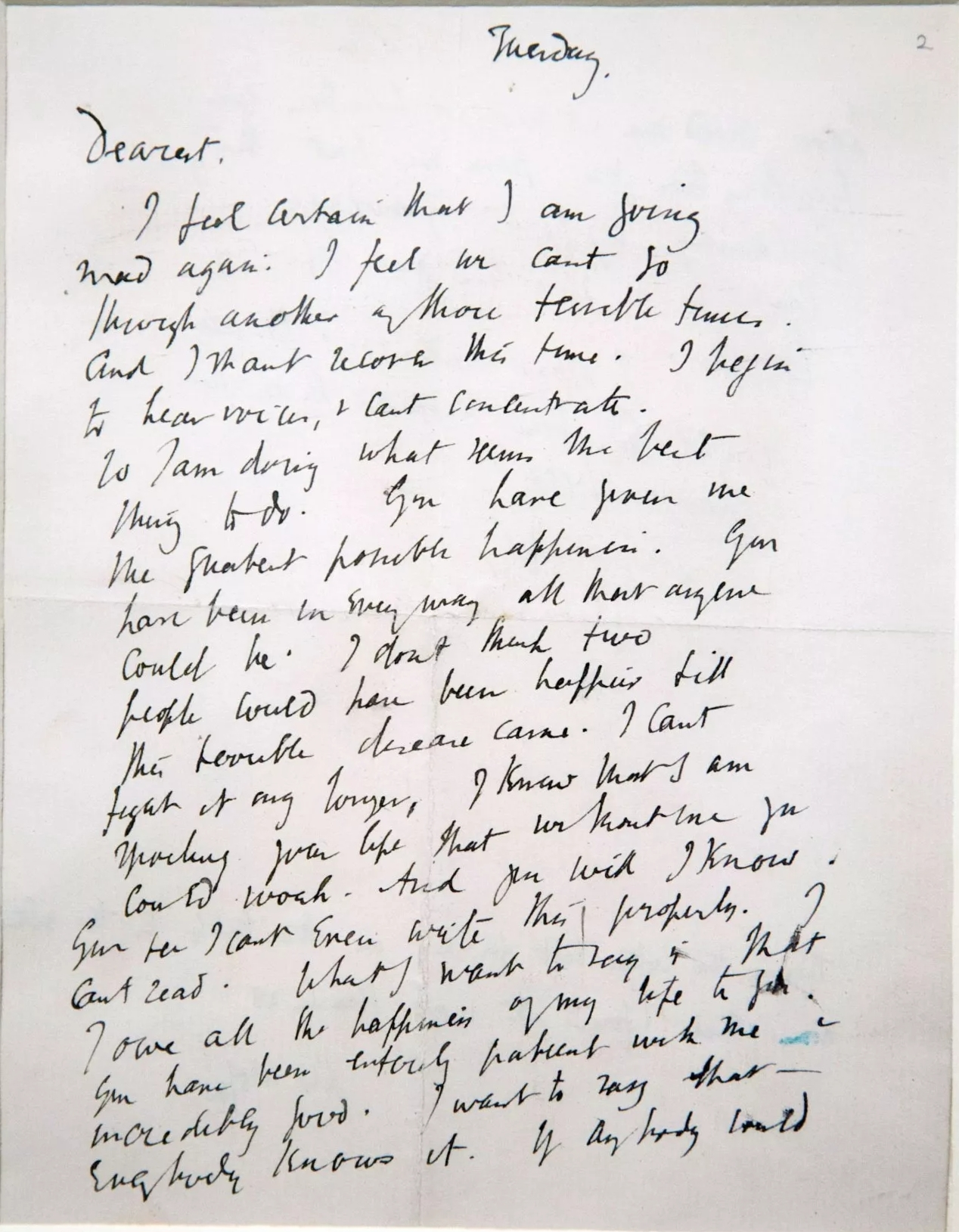
Предсмертное письмо Вирджинии Вулф мужу

После завершения рукописи её последнего романа (опубликованного посмертно), «Между актами» (1941), Вулф впала в депрессию, подобную той, которую она уже испытывала ранее. Начало Второй мировой войны, разрушение её лондонского дома во время немецких бомбардировок и прохладный приём написанной ею биографии покойного друга Роджера Фрая, — всё это ухудшило её состояние, в итоге она больше не могла работать. Когда Леонард записался в ополчение, Вирджиния отнеслась к этому неодобрительно. Она крепко держалась за свой пацифизм и критиковала своего мужа за то, что он носил обмундирование, которое она считала «глупой формой внутренней гвардии».
Дневник Вулф указывает на то, что после начала Второй мировой войны она была одержима мыслями о смерти, всё больше омрачавшими её жизнь. 28 марта 1941 года Вирджиния Вулф, надев пальто и набив камнями карманы, утопилась в реке Уз неподалёку от своего дома. Её тело было найдено только 18 апреля. Муж похоронил её кремированные останки под вязом в саду Дома Монка, их дома в Родмелле, Суссекс.
В своей предсмертной записке, адресованной мужу, она написала:
Мой дорогой, я уверена, что снова схожу с ума. Я чувствую, что мы не сможем пережить это заново. И на этот раз я не поправлюсь. Я начинаю слышать голоса. Я не могу сосредоточиться. Поэтому я приняла единственно верное решение и делаю то, что кажется мне наилучшим. С тобой я была счастлива абсолютно. Ты был для меня всем, о чём я только могла мечтать. Не думаю, что два человека могли бы быть счастливее, чем были мы, пока не пришла эта страшная болезнь. Я больше не в силах бороться. Я знаю, что порчу тебе жизнь, что без меня ты мог бы работать. И ты сможешь, я уверена. Видишь, я даже не могу подобрать нужных слов. Я не могу читать. Я просто хочу, чтобы ты знал — за всё счастье в моей жизни я обязана тебе. Ты был безмерно терпелив со мной и невероятно добр. Все это знают. Если кто-нибудь и мог бы спасти меня, это был бы ты. Всё ушло. Всё оставило меня, кроме уверенности в твоей доброте. Я просто не могу больше портить твою жизнь. Я не думаю, что в этом мире кто-то был бы счастливеe, чем были мы. Вирджиния.

## Творчество

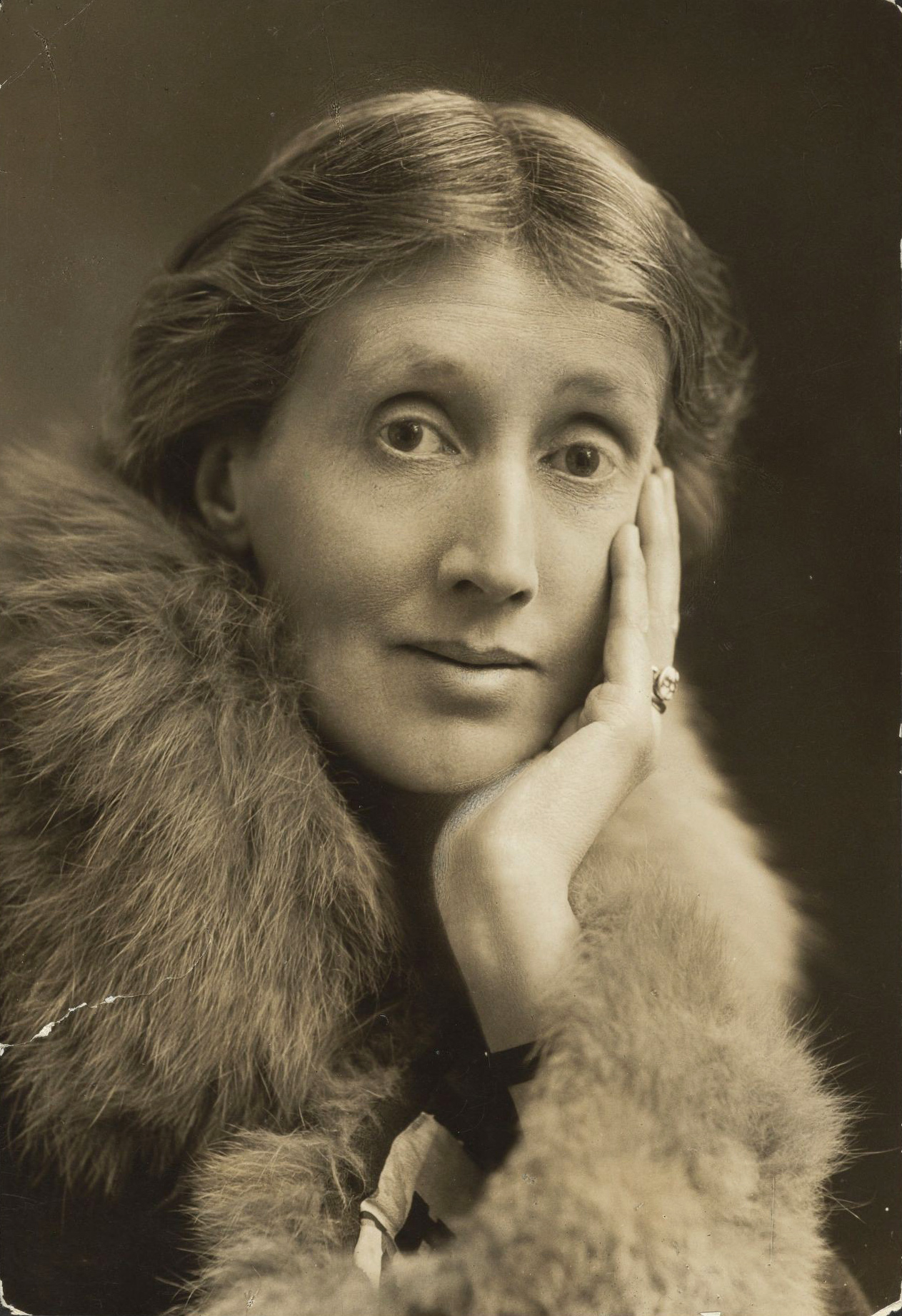
Вирджиния Вулф, 1927 год

Вирджиния Вулф является одной из самых важных романисток XX века. Будучи модернисткой, она была одной из первых авторов, использовавших «поток сознания» в качестве повествовательного элемента, наряду с такими современниками, как Марсель Пруст, Дороти Ричардсон и Джеймс Джойс. Признание Вулф былo самым широким в 1930-е годы, но значительно снизилoсь после Второй мировой войны. Рост феминистской литературной критики в 1970-х годах восстановил её популярность .
Вирджиния представила свою первую статью, которая была отклонена, в 1890 году, на конкурс в журнале Tit-Bits. Она перешла от юношества к профессиональной журналистике в 1904 году, в возрасте 22 лет. Вайолет Дикинсон познакомила её с Кэтлин Литтелтон, редактором женского журнала The Guardian. Приглашённая представить статью объёмом в 1500 слов, Вирджиния послала Литтелтону рецензию на книгу Уильяма Дина Хауэллса «Сын королевского Лангборна» и эссе о своём визите в Хоэрт, в ноябре 1904 года. Рецензия была опубликована 4 декабря, а эссе 21-го. В 1905 году Вулф начала писать статьи для литературного журнала The Times Literary Supplement.
Вулф продолжала публиковать романы и эссе, которые были высоко оценены как критиками, так и читателями. Большая часть её работ была опубликована самостоятельно в издательстве «Hogarth Press». Художественный стиль Вирджинии Вулф так неординарен, что он затеняет её творческую уникальность, ведь oна является главной лирической писательницей, сочинявшим на английском. Её романы в высшей степени экспериментальны, повествование часто однообразное и банальное, оно преломляется, а иногда почти растворяется в восприимчивом сознании персонажей. Интенсивный лиризм и стилистическая виртуозность сливаются, чтобы создать мир, изобилующий слуховыми и зрительными впечатлениями. Интенсивность поэтического видения Вирджинии Вулф возвышает обычные, иногда банальные декорации, зачастую военного времени, в большинствe её романов.
Её первый роман «По морю прочь», был опубликован в 1915 году, когда ей было 33 года, через издательство её сводного брата, «Duckworth Books». Этот роман первоначально назывался «Мелимброзия», но Вулф неоднократно меняла название. Луиза Десальво утверждает, что многие изменения, внесённые Вулф в текст, были вызваны изменениями в её собственной жизни. Действие романа разворачивается на корабле, направляющемся в Южную Америку. В романе есть намёки на темы, которые появятся в её более поздних работах, включая разрыв между предшествующей мыслью и последующим устным словом, а также отсутствие согласованности между выражением и лежащим в основе намерением, а также то, как они раскрывают нам аспекты природы любви.
Роман «Миссис Дэллоуэй» (1925) сосредотачивается на усилиях Клариссы Дэллоуэй, женщины среднего возраста, организовать вечеринку, а также на параллелях её жизни с жизнью Септимуса Уоррена Смита, ветерана рабочего класса, который вернулся с Первой мировой войны, неся в себе глубокие психологические шрамы. Сюжет романа «На маяк» (1927) сосредотачивается на предвкушении и размышлении семьи Рамзи о посещении маяка и связанных с этим семейных трениях. Одной из главных тем романа является борьба в творческом процессе, которая осаждает художницу Лили Бриско, когда она изо всех сил пытается рисовать в разгар семейной драмы. Роман является размышлением о жизни жителей страны в разгар войны и о людях, оставшихся в прошлом. Он исследует ход времени и то, как общество вынуждает женщин позволять мужчинам забирать у них эмоциональную энергию.
«Орландо» (1928) — один из самых легких романов Вирджинии Вулф. Пародийная биография молодого дворянина, который живёт в течение трёх столетий не старея, но который внезапно превращается в женщину. Kнига частично является портретом любовницы Вулф, Виты Сэквилл-Уэст. Он должен был утешить Виту после потери её родового дома, Ноул-хаус, хотя это также сатирическое отношение к Вите и её работе. В «Орландо» высмеиваются методы исторических биографов, характер напыщенного биографа принимается для того, чтобы его высмеяли.

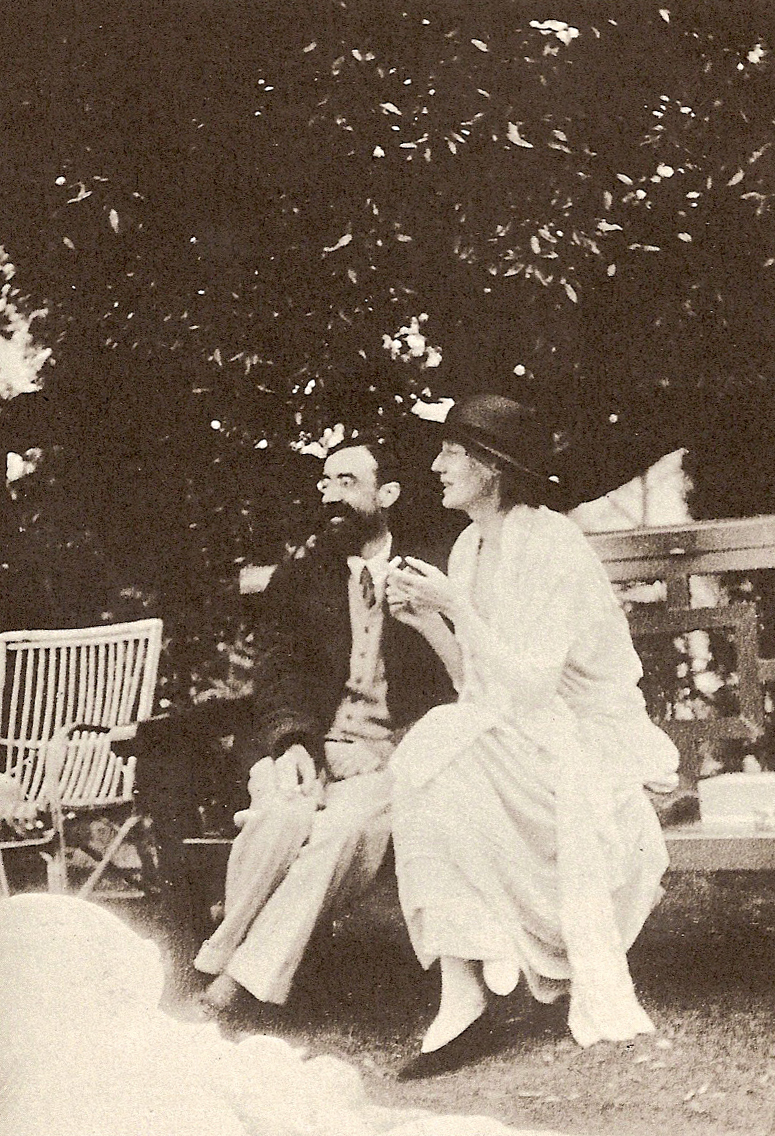
Вирджиния Вулф и Литтон Стрейчи в Гарсингтоне, 1923 год

Роман «Волны» (1931), представляет собой сюжет о группе из шести друзей, чьи размышления, которые ближе к речитативам, чем к собственно внутренним монологам, создают волновую атмосферу, которая больше похожа на прозаическое стихотворение, чем на сюжет, ориентированный на роман. Роман «Флаш» (1933), это частично художественная литература, частично — биография кокер-спаниеля, принадлежащего Викторианской поэтессе Элизабет Барретт Браунинг. Книга написана с точки зрения собаки. Вулф вдохновилась на написание этой книги благодаря успеху пьесы Рудольфа Безье «Барретты с Уимпол-стрит».
Её последний роман «Между актами» (1941), суммирует и увеличивает главные цели Вулф, преобразование жизни через искусство, сексуальную амбивалентность и медитацию на темы потока времени и жизни, представленные одновременно как коррозия и омоложение — всё это установлено в очень образном и символическом повествовании, охватывающем почти всю английскую историю. Эта книга — самое лирическое из всех её произведений, не только по чувству, но и по стилю, написанное главным образом стихами.
Художественная литература Вулф была изучена, её понимание многих тем, включая войну, контузию, колдовство и роль социального класса в современном британском обществе. В послевоенной книге «Миссис Дэллоуэй» (1925), Вулф обращалась к моральной дилемме войны и её последствиям, а также дала подлинный голос солдатам, возвращающимся с Первой мировой войны, страдающим от контузии, в лице Септимуса Смита. На протяжении всей своей жизни Вулф пыталась оценить степень, в которой её привилегированное прошлое обрамляло объектив, через который она смотрела на общество. Она рассматривала свою собственную позицию как человека, который будет считаться элитарным снобом, но атаковала классовую структуру Британии. В её эссе 1936 года «Am I a Snob»?, она изучала свои ценности и ценности того привилегированного круга, в котором жила.
Несмотря на значительные концептуальные трудности, учитывая своеобразное использование языка Вулф, её работы были переведены более чем на 50 языков. Некоторые писатели, такие как бельгийка Маргерит Юрсенар, имели довольно напряженные встречи с ней, в то время как другие, такие как аргентинец Хорхе Луис Борхес, создали версии, которые были очень спорными.
Вирджиния Вулф исследовала жизнь своей двоюродной бабушки, фотографа Джулии Маргарет Кэмерон, опубликовав свои выводы в эссе под названием «Pattledom» (1925). Вскоре она начала работать над пьесой, основанной на эпизоде из жизни Кэмерон в 1923 году. Она была поставлена 18 января 1935 года в студии её сестры, Ванессы Белл, на улице Фицрой-Сквер. Вулф сама руководила постановкой, актёры были в основном членами группы Блумсбери. «Пресноводные» — это короткая трёхактная комедия, высмеивающая Викторианскую эпоху, которая была поставлена только один раз при жизни Вулф. Под комедийными элементами скрывается исследование как смены поколений, так и художественной свободы. И Кэмерон и Вулф, боролись против классовой и гендерной динамики викторианства.
За свою относительно короткую жизнь Вирджиния Вулф написала целый ряд автобиографических работ и более пятисот эссе и рецензий, некоторые из которых, как и «Своя комната» (1929), были книжного объёма. Не все они были опубликованы при её жизни. Вскоре после её смерти Леонард Вулф выпустил отредактированное издание неопубликованных эссе под названием «The Moment and other Essays», опубликованное издательством «Hogarth Press» в 1947 году. Многие из них первоначально были лекциями, которые она читала, а затем последовало ещё несколько томов эссе, таких как «The Captain’s death bed: and other essays» (1950).
Среди нехудожественных произведений Вулф одно из самых известных — это эссе «Своя комната» (1929). Рассматриваемое как ключевая работа феминистской литературной критики, оно было написано по итогам двух лекций на тему «Женщины и художественная литература», которые она прочитала в Кембриджском университете, в 1928 году. В нём она рассматривала исторические проблемы, с которыми сталкиваются женщины во многих сферах, включая социальную, образовательную и финансовую. Одна из её самых известных цитат содержится в этом эссе: «У каждой женщины, если она собирается писать, должны быть средства и своя комната». Большая часть её аргументации, развивается через нерешённые проблемы женщин и художественной литературы.

## Влияние
С 1912 года большое влияние на Вулф оказывала русская литература, поскольку Вулф приняла многие из её эстетических конвенций. Стиль Ф. М. Достоевского с его изображением текущего ума в действии, повлиял на сочинение Вулф о «прерывистом процессе письма», хотя Вулф возражала против одержимости Достоевского «психологической крайностью и бурным потоком эмоций» в его персонажах, с монархической политикой, поскольку Достоевский был горячим сторонником самодержавия Российской империи. Вулф находила много достойного восхищения в творчестве А. П. Чехова и Л. Н. Толстого. Она восхищалась Чеховым за его рассказы о простых людях, живущих своей жизнью, совершающих банальные поступки и сюжеты, у которых не было аккуратных концовок. У Толстого Вулф извлекла уроки о том, как романист должен изображать психологическое состояние персонажа и внутреннее напряжение внутри него. От И. С. Тургенева она узнала, что существует «множество я» при написании романа, и романист должен сбалансировать эти множественные версии его или себя, чтобы сбалансировать «мирские факты» истории против чрезмерного видения писателя, которое требовало «тотальной страсти» к искусству.
Другое влияние на Вулф оказал американский писатель Генри Торо. Вирджиния восхваляла Торо за его «простоту в поиске способа освобождения тонкого и сложного механизма души». Как и Торо, Вулф верила, что именно тишина освобождает ум от необходимости действительно созерцать и понимать мир. Оба автора верили в некий трансцендентальный, мистический подход к жизни и писательству, где даже банальные вещи могли бы вызвать глубокие эмоции, если бы у человека было достаточно безмолвия и присутствия духа, чтобы оценить их. Вулф и Торо были озабочены сложностью человеческих взаимоотношений в современной эпохе. Другое заметное влияние на Вирджинию оказали Уильям Шекспир, Джордж Элиот, Марсель Пруст, Эмили Бронте, Даниель Дефо, Джеймс Джойс и Эдвард Морган Форстер.

## Убеждения
При жизни Вулф открыто высказывалась по многим вопросам, которые считались спорными, некоторые из которых сейчас считаются прогрессивными, другие регрессивными. Она была ярой феминисткой во времена, когда права женщин едва признавались, а также антиколониалисткой, антиимпериалисткой и пацифисткой. С другой стороны, её критиковали за взгляды о классах общества и расах в её частных сочинениях и опубликованных работах. Как и многих её современников, некоторые из её произведений теперь считаются оскорбительными. В результате она считается поляризующим, революционным феминистским и социалистическим героем, а также писателем, говорящим языком ненависти.
Такие работы писательницы, как «Своя комната» (1929) и «Три гинеи» (1938), часто подаются как иконы феминистской литературы в учреждениях, которые были очень критичны к некоторым её взглядам, выраженным в других её работах. Она также была объектом значительной гомофобной и женоненавистнической критики.

### Гуманизм
Вирджиния Вулф родилась в нерелигиозной семье и считается, что наряду с её коллегами, Эдвардом Морганом Форстером и Джорджем Эдвардом Муром, она была гуманистом. Оба её родителя были видными агностиками и атеистами. Её отец, Лесли Стивен, прославился в светском обществе своими сочинениями, в которых выражались и предавались гласности, причины сомневаться в истинности религии. Мать Вулф, Джулия Стивен, написала книгу «Агностические женщины» (1880), в которой утверждалось, что агностицизм может быть высоконравственным подходом к жизни.
Вулф критиковала христианство. В письме к Этель Смит она сделала язвительное осуждение религии, видя в ней «самодовольный эгоизм», заявив: «У моего еврея (Леонарда) больше религии в одном ногте и больше человеческой любви в одном волоске». В своих частных письмах Вулф также утверждала, что считает себя атеисткой.

### Споры
Гермиона Ли, приводя ряд выдержек из работ Вулф, посчитала, что многие сочли оскорбительными упреки в её адрес от Перси Уиндема Льюиса и Куини Ливиса, в 1920-х и 1930-х годах. Другие историки дают более тонкую контекстуальную интерпретацию, стрессы Вулф, сложность её характера и очевидные внутренние противоречия в анализе её очевидных недостатков. Она безусловно, могла быть бесцеремонной, грубой и даже жестокой в своих отношениях с другими писателями, переводчиками и биографами, такими как Рут Грубер. Некоторые писатели, в частности, постколониальные феминистки считают её и модернистских авторов в целом привилегированными, элитарными, классовыми, расистскими и антисемитскими[кто?].
Тенденциозные высказывания Вулф, в том числе предвзятое отношение к инвалидам, часто становились предметом академической критики:
На самом деле низшие классы отвратительны... Идиоты, безусловно, должны быть убиты... Евреи жирны... Толпа является онтологической, отвратительной массой... Немцы, сродни паразитам... Некоторые интеллектуалы с бабуиновым лицом смешиваются с грустными, одетыми в зелёное неграми и негритянками, похожими на шимпанзе... На мирной конференции в Кенсингтон-Хай-стрит, возмущает чей-то взгляд и бесчисленные женщины, невероятной посредственности, тусклыми, как вода для мытья посуды...Отрывки из дневниковых записей Вирджинии Вулф.

### Антисемитизм
Хотя Вулф и обвиняют в антисемитизме, её отношение к иудаизму и евреям было сложным и неоднозначным. Она была счастлива замужем за евреем и часто писала о еврейских персонажах, используя стереотипные архетипы и обобщения. Например, она описала некоторые еврейские характеры в своей работе в терминах, которые предполагали, что они были физически отталкивающими или грязными. С другой стороны, она могла критиковать свои собственные взгляды: «Как я не хотела выходить замуж за еврея — как я ненавидела их гнусавые голоса и их восточные украшения, их носы и бороды — каким снобом я была, они обладают огромной жизненной силой, и я думаю, что это качество мне нравится больше всего». Эти взгляды были истолкованы как отражение не столько антисемитизма, сколько трайбализма, она вышла замуж вне своей социальной группы, и Леонард Вулф тоже выразил опасения по поводу брака с нееврейкой. Леонарду не хватало материального положения Стивенов и их окружения.
Во время круиза в Португалию она протестовала, обнаружив на борту «великое множество португальских евреев и другие отвратительные предметы, от которых они держались подальше». Кроме того, она записала в своём дневнике: «Мне не нравится еврейский голос, мне не нравится еврейский смех». Её рассказ 1938 года «Герцогиня и ювелир» (первоначально он назывался «Герцогиня и еврей»), считается антисемитским.
Однако Вирджиния и её муж Леонард стали презирать и бояться фашизма и антисемитизма в 1930-х годах. Её эссе 1938 года «Три гинеи» было обвинительным актом против фашизма и того, что Вулф описала как повторяющуюся склонность патриархальных обществ навязывать репрессивные общественные нравы насилием.

## Исследования современников и интерпретации
Хотя по крайней мере одна биография Вирджинии Вулф появилась при её жизни, первое авторитетное исследование её жизни было опубликовано в 1972 году её племянником Квентином Беллом. Биография Вирджинии Вулф Гермионы Ли, представляет собой тщательное и авторитетное исследование жизни и работы Вулф, которое она обсуждала в интервью в 1997 году. В 2001 году Луиза Десальво и Митчелл Леаска редактировали письма Виты Сэквилл-Уэст и Вирджинии Вулф. Книга «Вирджиния Вулф от Джулии Бриггс: Внутренняя жизнь» (2005), фокусируется на сочинительстве Вулф, включая её романы и комментарии к творческому процессу, чтобы осветить её жизнь. Социолог Пьер Бурдье также использует литературу Вулф для понимания и анализа гендерного доминирования.
Пристальное изучение литературных произведений Вирджинии Вулф неизбежно привело к предположениям о влиянии её матери, включая психоаналитические исследования матери и дочери. Вулф утверждает, что «её первое воспоминание, на самом деле самое важное из всех её воспоминаний, относящихся к её матери». Её воспоминания о матери — это воспоминания о навязчивой идее, начиная с её первого серьёзного срыва после смерти матери в 1895 году, потеря которой имела глубокий пожизненный эффект. Во многих отношениях глубокое влияние её матери на Вирджинию Вулф передано в воспоминаниях последней: «Вот она, красивая, выразительная… ближе, чем кто-либо из живущих, освещающая нашу случайную жизнь как бы горящим факелом, бесконечно благородным и восхитительным для её детей».
Вулф описала свою мать как «невидимое присутствие в своей жизни», Эллен Розенман утверждает, что отношения матери и дочери являются константой в творчестве Вулф. Она считает, что модернизм Вулф нужно рассматривать в связи с её амбивалентностью по отношению к своей викторианской матери, центру женской идентичности первой и её путешествием к собственному чувству автономии. Для Вулф «святая Джулия» была одновременно мученицей, чей перфекционизм был пугающим и источником лишений из-за её отсутствия реальной и виртуальной преждевременной смерти. Влияние Джулии и память о ней пронизывают всю жизнь и работу Вулф. «Она преследовала меня» — писала Вирджиния.
В последнее время исследования Вирджинии Вулф были сосредоточены на феминистских и лесбийских темах в её работе, таких как сборник критических эссе 1997 года «Вирджиния Вулф: Лесбийские чтения», под редакцией Эйлин Барретт и Патриции Крамер. В 1928 году Вирджиния Вулф заняла низовой подход к информированию и вдохновению феминизма. Она обратилась к студенческим женщинам в обществе ODTAA в колледже Гертон, Кембридж и обществу искусств в колледже Ньюнхэм с двумя докладами, которые в конечном итоге перешли в эссе «Своя комната» (1929). Самые известные научно-популярные произведения Вулф, «Своя комната» (1929) и «Три гинеи» (1938), исследуют трудности, с которыми сталкиваются писательницы и интеллектуалки, поскольку мужчины обладают непропорциональной юридической и экономической властью, а также будущее женщин в сфере образования и общества, поскольку социальные последствия индустриализации и контроля над рождаемостью ещё не были полностью реализованы. В книге «Второй пол» (1949) Симона де Бовуар считает, что из всех когда-либо живших женщин только три женщины писательницы — Эмили Бронте, Вирджиния Вулф и Кэтрин Мэнсфилд — писали о данной проблеме.

## В популярной культуре

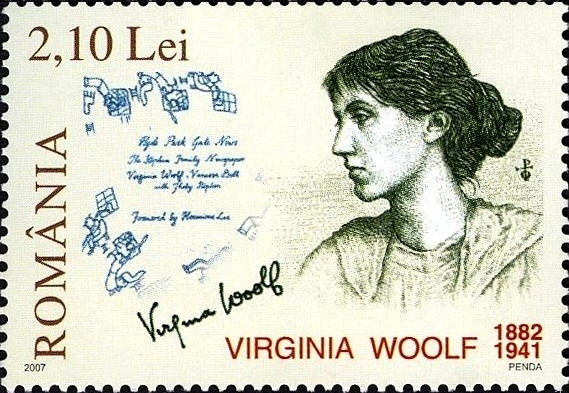

- «Кто боится Вирджинии Вулф?» — пьеса 1962 года Эдварда Олби. В ней рассматривается структура брака американской академической пары средних лет Марты и Джорджа. Майк Николс был режиссёром киноверсии в 1966 году, главные роли сыграли Элизабет Тейлор и Ричард Бёртон. Тейлор получила премию «Оскар» за «Лучшую женскую роль».
- «Я боюсь Вирджинии Вулф[англ.]» — телевизионная пьеса 1978 года, ссылается на название пьесы Эдварда Олби и рассказывает об учителе английской литературы, у которого есть плакат с ней. Она была написана Аланом Беннеттом и Стивеном Фрирсом.
- В художественном произведении «Званый ужин» (1979) упоминается Вирджиния Вулф[263].
- Альбом 1996 года «Poetic Justice[англ.]», написанный британским музыкантом Стивом Харли, содержит дань уважения Вулф, в частности её самому авантюрному роману в его заключительном треке: «Riding the Waves (for Virginia Woolf)».
- Получивший Пулитцеровскую премию роман Майкла Каннингема «Часы[англ.]» был посвящён трём поколениям женщин, пострадавших от романа Вулф «Миссис Дэллоуэй». В 2002 году была выпущена киноверсия романа с участием Николь Кидман в роли Вулф. Кидман получила премию «Оскар» в 2003 году за роль в этом фильме.
- Роман Сьюзен Селлерс «Ванесса и Вирджиния» (2008) исследует тесные родственные отношения между Вулф и её сестрой Ванессой Белл. Он был адаптирован в пьесу Элизабет Райт в 2010 году и впервые поставлен труппой театра «Moving Stories».
- Роман Прии Пармар 2014 года «Ванесса и её сестра» также рассматривает отношения сестёр Стивен в течение первых лет их юности и их ассоциации с группой Блумсбери[264].
- Выставка, посвящённая Вирджинии Вулф, проходила в Национальной портретной галерее с июля по октябрь 2014 года[265].
- 25 января 2018 года компания «Google» показала Google Doodle, отпраздновав её 136-й день рождения[266].
- Во многих магазинах «Barnes & Noble» Вулф представлена в авторской настенной росписи Гэри Келли, отпечатке бренда «Barnes & Noble Author», который также включает в себя других известных авторов, таких как Зора Ниэл Хёрстон, Рабиндранат Тагор и Франц Кафка[267].
- В фильме 2018 года «Вита и Вирджиния» показаны отношения между Витой Сэквилл-Уэст и Вулф, которых сыграли Джемма Артертон и Элизабет Дебики.

Ряд работ Вирджинии Вулф были адаптированы для кино, её пьеса «Пресноводные» (1935) является основой для камерной оперы 1994 года Энди Вореса. Заключительный сегмент антологии 2018 года фильм «London Unplugged» адаптирован из её короткого рассказа «Kew Gardens». «Септимус и Кларисса», сценическая адаптация романа «Миссис Дэллоуэй», была создана и спродюсирована Нью-Йоркским ансамблем «Ripe Time» в 2011 году в Центре исполнительских искусств имени Баруха. Её адаптировали Эллен Маклафлин и Рейчел Дикштейн. Она была номинирована на премии «Drama League», «Драма Деск» и «Joe A. Calloway Award».

## Наследие

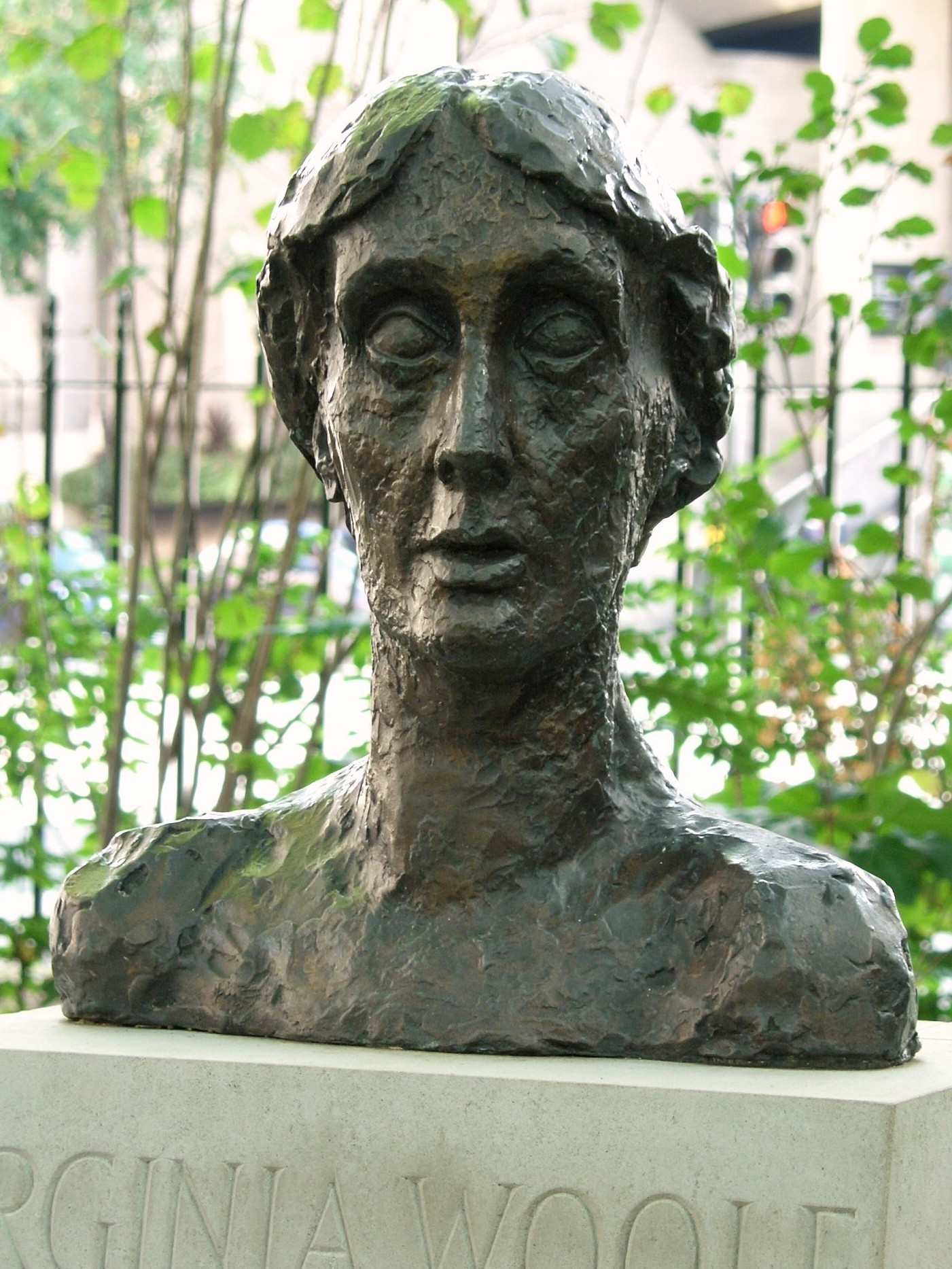
Бюст Вирджинии Вулф на Тэвисток-Сквер, Лондон

Вирджиния Вулф известна своим вкладом в литературу XX века и эссе, а также влиянием, которое она оказала на литературную, в частности феминистскую, критику. Ряд авторов заявили, что их работы были написаны под влиянием Вирджинии Вулф, в том числе Маргарет Этвуд, Майкл Каннингем, Габриэль Гарсия Маркес и Тони Моррисон. Её культовый образ мгновенно узнаваем от Бересфордского портрета её в двадцать лет, до портрета Бека и Макгрегора в платье её матери в сорок четыре года. В Национальной портретной галерее Лондона продаётся больше открыток Вулф, чем у любого другого человека. Её изображение можно найти на чайных полотенцах, футболках и др.
Вирджиния Вулф изучается во всём мире такими организациями, как «Общество Вирджинии Вулф» и «Общество Вирджинии Вулф в Японии». Кроме того, трасты — такие, как Траст Ашама — поощряют писателей в её честь. Хотя у неё не было потомков, некоторые из её расширенной семьи примечательны.
В 2013 году Вулф была увековечена её «альма-матером» из Королевского колледжа в Лондоне с открытия Дома Вирджинии Вулф на Кингсуэй и мемориальной доской, её изображение сопровождает цитата: «Лондон сам постоянно притягивает к себе, стимулирует, даёт мне возможность писать рассказы и стихотворения» — из её дневника 1926 года. Бюсты Вирджинии Вулф были установлены в её доме в Родмелле, Суссекс и на Тэвисток-Сквер, Лондон, где она жила между 1924 и 1939 годами.
В 2014 году Вулф была одной из первых награждённых в «Rainbow Honor Walk», Аллее славы в районе Кастро, Сан-Франциско, она была отмечена среди «членов ЛГБТ сообщества, которые внесли значительный вклад в мировую культуру».
Женский коворкинг-центр в Сингапуре «Woolf Works», открытый в 2014 году, назван в честь эссе Вулф «Своя комната» (1929).

## Произведения

### Романы
- По морю прочь[англ.] (1915)
- День и ночь[англ.] (1919)
- Комната Джейкоба (1922)
- Миссис Дэллоуэй (1925)
- На маяк (1927)
- Орландо (1928)
- Волны (1931)
- Флаш (1933)
- Годы[англ.] (1937)
- Между актами[англ.] (1941)

### Рассказы
| - Phyllis and Rosamond - The Mysterious Case of Miss V. - The Journal of Mistress Joan Martyn - A Dialogue upon Mount Pentelicus - Memoirs of a Novelist - The Mark on the Wall (1917) - Kew Gardens (1919) - The Evening Party - Solid Objects (1920) - Sympathy (1921) - An Unwritten Novel (1920) - A Haunted House (1921) - A Society (1921) - The String Quartet (1921) - Blue & Green (1921) - A Woman’s College from Outside (1926) - In the Orchard (1923) - Mrs Dalloway in Bond Street (1923) - Nurse Lugton’s Curtain - The Widow and the Parrot: A True Story (1985) - The New Dress (1927) - Happiness | - Ancestors - The Introduction - Together and Apart - The Man who Loved his Kind - A Simple Melody - A Summing Up - Moments of Being: ‘Slater’s Pins have no Points’ (1928) - The Lady in the Looking-Glass (1929) - The Fascination of the Pool - Three Pictures - Scenes from the Life of a British Naval Officer - Miss Pryme - Ode Written Partly in Prose - Portraits - Uncle Vanya - The Duchess and the Jeweller (1938) - The Shooting Party (1938) - Lappin and Lappinova (1939) - The Searchlight - Gypsy, the Mongrel - The Legacy - The Symbol - The Watering Place |

### Сборники рассказов
- Two Stories (1917)
- Monday or Tuesday[англ.] (1921)
- A Haunted House and Other Short Stories[англ.] (1944)
- Mrs. Dalloway’s Party (1973)
- The Complete Shorter Fiction (1985)

### Биографии
- Роджер Фрай: Биография[англ.] (1940)

### Объёмные эссе
- Своя комната[англ.] (1929)
- Быть больным[англ.] (1930)
- Три гинеи[англ.] (1938)

### Короткие эссе
| - The Common Reader - The Pastors and Chaucer - On not knowing Greek - The Elizabethan Lumber Room - Notes on an Elizabethan Play - Montaigne - The Duchess of Newcastle - Rambling round Evelyn - Defoe - Addison - Lives of the Obscure — Taylors and Edgeworths - Lives of the Obscure — Laetitia Pilkington - Jane Austen - Modern Fiction - Jayne Eyre' and 'Wuthering Heights - George Eliot - The Russian Point of View - Outlines — Miss Mitford - Outlines — Bentley - Outlines — Lady Dorothy Nevill - Outlines — Archbishop Thomson - The Patron and the Crocus - The Modern Essay - Joseph Conrad - How it strikes a Contemporary - The Strange Elizabethans - Donne After Three Centuries - The Countess of Pembroke’s Arcadia - Robinson Crusoe - Dorothy Osborne’s "Letters - Swift’s "Journal of Stella - The «Sentimental Journey - Lord Chesterfield’s Letters to his Son - Two Parsons: James Woodforde, John Skinner - Dr. Burney’s Evening Party - Jack Mytton - De Quincey’s Autobiography - Four Figures: Cowper and Lady Austen, Beau Brummell, Mary Wollstonecraft, Dorothy Wordsworth - William Hazlitt - Geraldine and Jane - Aurora Leigh - The Niece of an Earl - George Gissing - The Novels of George Meredith - I am Christina Rossetti - The Novels of Thomas Hardy - How Should One Read a Book? - The Death Of The Moth - Evening Over Sussex: Reflections in a Motor Car - Three Pictures | - Old Mrs. Grey - Street Haunting: A London Adventure - Twelfth Night» at the Old Vic - Madame de Sévigné - The Humane Art - Two Antiquaries: Walpole and Cole - The Rev. William Cole: A Letter - The Historian and "The Gibbon - Reflections at Sheffield Place - The Man at the Gate - Sara Coleridge - Not One Of Us - Henry James - Within the Rim - The Old Order - The Letters of Henry James - George Moore - The Novels of E. M. Forster - Middlebrow - The Art of Biography - Craftsmanship - A Letter to a Young Poet - Why? - Professions for Women - Thoughts on Peace in an Air Raid - Oliver Goldsmith - White’s Selborne - Life Itself - Crabbe - Selina Trimmer - The Captain’s Death Bed - Ruskin - The Novels Of Turgenev - Half Of Thomas Hardy - Leslie Stephen - Mr. Conrad: A Conversation - The Cosmos - Walter Raleigh - Mr. Bennett And Mrs. Brown (1924) - All About Books - Reviewing - Modern Letters - Reading - The Cinema - Walter Sickert - Flying Over London - The Sun And The Fish - Gas - Thunder At Wembley - Memories Of A Working Women’s Guild |

### Сборники эссе
- Modern Fiction (1919)
- The Common Reader (1925)
- The London Scene[англ.] (1931)
- The Common Reader: Second Series (1932)
- The Death of the Moth and Other Essays (1942)
- The Moment and Other Essays (1947)
- The Captain’s Death Bed And Other Essays (1950)
- Granite and Rainbow[англ.] (1958)
- Collected Essays (четыре тома, 1967)
- Books and Portraits (1978)
- Women And Writing (1979)

### Пьесы
- Пресноводные[англ.] — под редакцией Лусио П. Руотоло с рисунками Эдварда Гори (первая версия 1923 года, поставлена в 1935 году)

### Переводы
- Stavrogin’s Confession & the Plan of the Life of a Great Sinner — из записок Ф. М. Достоевского, переведённых совместно с С. С. Котелянским (1922)

### Автобиографии
- Моменты бытия[англ.] (1976) [2-е изд. 1985]
- The Platform of Time: Memoirs of Family and Friends — под редакцией С. П. Розенбаума (Лондон, Геспер, 2007)
- Woolf, Virginia. Moments of being: unpublished autobiographical writings. — 2nd. — Harcourt Brace Jovanovich, 1985. — ISBN 978-0-15-162034-0.
  - Schulkind, Jeanne. Introduction. — P. 11–24., in Woolf (1985)
  - Reminiscences. — 1908. — P. 25–60.
  - A Sketch of the Past. — 1940. — P. 61–160.
Memoir Club Contributions
    - 22 Hyde Park Gate. — 1921. — P. 162–178.
    - Old Bloomsbury. — 1922. — P. 179–202.
    - Am I a Snob?. — 1936. — P. 203–220.

### Дневники и журналы
- A Writer’s Diary (1953) — выдержки из полного дневника
- A Moment’s Liberty: the shorter diary (1990)
- The Diary of Virginia Woolf (пять томов) — Дневник Вирджинии Вулф с 1915 по 1941 год
- Passionate Apprentice: The Early Journals, 1897—1909 (1990)
- Travels With Virginia Woolf (1993) — греческий дневник путешествий Вирджинии Вулф, редактируемый Яном Моррисом

### Письма
- Congenial Spirits: the selected letters (1993)
- The Flight of the Mind: Letters of Virginia Woolf vol 1 1888—1912 (1975)
- The Question of Things Happening: Letters of Virginia Woolf vol 2 1913—1922 (1976)
- A Change of Perspective: Letters of Virginia Woolf vol 3 1923—1928 (1977)
- A Reflection of the Other Person: Letters of Virginia Woolf vol 4 1929—1931 (1978)
- The Sickle Side of the Moon: Letters of Virginia Woolf vol 5 1932—1935 (1979)
- Leave the Letters Till We’re Dead: Letters of Virginia Woolf vol 6 1936—1941 (1980)
- Paper Darts: The Illustrated Letters of Virginia Woolf (1991)
- Life as We Have Known It introductory letter (1931)
- Woolf, Virginia. The Letters of Virginia Woolf 6 vols. / Editors Nicolson N., Banks J. T.. — New York : Harcourt Brace Jovanovich, 1975–1980. — ISBN 9780151509263.
  - Woolf, Virginia. The Letters of Virginia Woolf Volume One 1888–1912. — Harcourt Brace Jovanovich, 1977. — ISBN 978-0-15-650881-0.
    - Shut up in the Dark (Letter 531: Vanessa Bell, July 28, 1910). The Paris Review (25 января 2017). Дата обращения: 10 апреля 2018. Архивировано 11 апреля 2018 года.

  - Woolf, Virginia. The Letters of Virginia Woolf Volume Three 1923–1928. — Harcourt Brace Jovanovich, 1975. — ISBN 978-0-15-150926-3.
  - Woolf, Virginia. The Letters of Virginia Woolf Volume Four 1929–1931. — Harcourt Brace Jovanovich, 1979. — ISBN 978-0-15-150927-0.
  - Woolf, Virginia. The Letters of Virginia Woolf Volume Five 1932–1935. — Harcourt Brace Jovanovich, 1982. — ISBN 978-0-15-650886-5.

### Книги и диссертации
- The Art of Literary Biography (англ.) / Batchelor, John. — Oxford University Press, 1995. — ISBN 978-0-19-818289-4.
- Beauvoir, Simone de. The Second Sex (Vintage Feminism Short Edition) (англ.). — Random House, 2015. — ISBN 978-1-4735-2191-9. see also The Second Sex
- The Private Self: Theory and Practice of Women's Autobiographical Writings (англ.) / Benstock, Shari. — UNC Press[англ.] Books, 1988. — ISBN 978-0-8078-4218-8.
- Brooker, Peter. Bohemia in London: The Social Scene of Early Modernism (англ.). — Palgrave Macmillan, 2004. — ISBN 978-0-230-28809-6.
- Burstyn, Joan N. Victorian Education and the Ideal of Womanhood (англ.). — Taylor & Francis, 2016. — ISBN 978-1-315-44430-7.
- The Oxford Illustrated Literary Guide to Great Britain and Ireland (англ.) / Eagle, Dorothy S.; Carnell, Hilary. — 2nd. — Oxford University Press, 1981. — ISBN 978-0-19-869125-9.
- Ender, Evelyne. Architexts of Memory: Literature, Science, and Autobiography (англ.). — University of Michigan Press, 2005. — ISBN 0-472-03104-X.
- Hirsch, Marianne. The Mother / Daughter Plot: Narrative, Psychoanalysis, Feminism (англ.). — Indiana University Press, 1989. — ISBN 0-253-11575-2.
- Jaillant, Lise. Cheap Modernism: Expanding Markets, Publishers' Series and the Avant-Garde (англ.). — Edinburgh University Press, 2017. — ISBN 978-1-4744-1724-2.
  - 'Classics behind Plate Glass': the Hogarth Press and the Uniform Edition of the Works of Virginia Woolf (англ.). — P. 120—139.
- After the Victorians: Private Conscience and Public Duty in Modern Britain (англ.) / Mandler, Peter[англ.]; Pedersen, Susan. — Routledge, 2005. — ISBN 978-1-134-91178-3.
- Oliver, Vanessa. Healing Home: Health and Homelessness in the Life Stories of Young Women (англ.). — University of Toronto Press, 2013. — ISBN 978-1-4426-6236-0.
- Olson, Liesl. Modernism and the Ordinary (англ.). — Oxford University Press, 2009. — ISBN 978-0-19-970972-4.
- Parkes, Adam. A Sense of Shock: The Impact of Impressionism on Modern British and Irish Writing (англ.). — Oxford University Press, USA, 2011. — ISBN 978-0-19-538381-2.
- Parmar, Priya. Vanessa and Her Sister (неопр.). — Doubleday[англ.] Canada, 2015. — ISBN 978-0-385-68134-6.
- Prince, Tracy J. Culture Wars in British Literature: Multiculturalism and National Identity (англ.). — McFarland, 2012. — ISBN 978-0-7864-6294-0.
- Prins, Yopie[англ.]. Ladies' Greek: Victorian Translations of Tragedy (англ.). — Princeton University Press, 2017. — ISBN 978-1-4008-8574-9.
- Ramazanoglu, Caroline; Holland, Janet. Feminist Methodology: Challenges and Choices (англ.). — SAGE Publications, 2002. — ISBN 978-0-7619-5123-0.
- Richardson, Dorothy. Pointed Roofs (неопр.) / Ross, Stephen; Thomson, Tara. — Broadview Press[англ.], 2014. — ISBN 978-1-77048-538-9.
- Rosner, Victoria. Modernism and the Architecture of Private Life (англ.). — Columbia University Press, 2008. — ISBN 978-0-231-13305-0.
- Sellers, Susan[англ.]. Vanessa & Virginia: A Novel (неопр.). — Boston: Houghton Mifflin Harcourt[англ.], 2010. — ISBN 978-0-547-39388-9.
- Survey of London. Vol. 38. South Kensington Museums Area (англ.) / Sheppard, FHW. — London: Institute of Historical Research[англ.] (British History Online[англ.]), 1975. — ISBN 978-0-485-48238-6. see also Survey of London
- Shukla, Bhaskar A. Feminism:From Mary Wollstonecraft To Betty Friedan (англ.). — Sarup & Sons, 2007. — ISBN 978-81-7625-754-1.
- Encyclopedia of Feminist Literature (неопр.) / Snodgrass, Mary Ellen[англ.]. — 2nd. — Infobase Learning, 2013. — ISBN 978-1-4381-4064-3.
- Stephen, Julia D.[англ.]. Julia Duckworth Stephen: Stories for Children, Essays for Adults (англ.) / Steele, Elizabeth; Gillespie, Dianne F.. — Syracuse University Press, 1987. — ISBN 978-0-8156-2592-6.
  - Broughton, Panthea Reid. Julia Stephen's Prose: An Unintentional Self-Portrait (англ.) // English Literature in Transition, 1880-1920 : journal. — 1989. — Vol. 22, no. 1. — P. 125—128.
- New Essays on Life Writing and the Body (неопр.) / Stuart, Christopher; Todd, Stephanie. — Cambridge Scholars Publishing, 2009. — ISBN 978-1-4438-0803-3.
- Zimring, Rishona. Social Dance and the Modernist Imagination in Interwar Britain (англ.). — Taylor & Francis, 2016. — ISBN 978-1-351-89959-8.

#### Биография: Вирджиния Вулф
- Virginia Woolf (неопр.) / Acheson, James. — Palgrave Macmillan, 2017. — ISBN 978-1-137-43083-0.
- Bell, Quentin[англ.]. Virginia Woolf: A Biography (неопр.). — Harcourt Brace Jovanovich, 1972. — ISBN 978-0-15-693580-7.
  - Vol. I: Virginia Stephen 1882 to 1912. London: Hogarth Press. 1972.
  - Vol. II: Virginia Woolf 1912 to 1941. London: Hogarth Press. 1972.
- Bishop, Edward. A Virginia Woolf Chronology (неопр.). — Palgrave Macmillan UK, 1988. — ISBN 978-1-349-07881-3.
- Bond, Alma Halbert. Who Killed Virginia Woolf?: A Psychobiography (англ.). — Insight Books Human Sciences, 2000. — ISBN 978-0-595-00205-4.
  - Poole, Roger. Virginia Woolf: The Impact of Childhood Sexual Abuse on Her Life and Work, and: Who Killed Virginia Woolf?: A Psychobiography, and: Virginia Woolf: A Study of the Short Fiction, and: Virginia Woolf: Strategist of Language (англ.) // MFS Modern Fiction Studies : journal. — 1991. — Vol. 37, no. 2. — P. 300—305. — doi:10.1353/mfs.0.0773.
- Encyclopedia of Women's Autobiography: Volume 2 K-Z (англ.) / Boynton, Victoria; Malin, Jo. — Greenwood Press, 2005. — ISBN 978-0-313-32739-1.
- Brackenbury, Rosalind. Miss Stephen's Apprenticeship: How Virginia Stephen Became Virginia Woolf (англ.). — University of Iowa Press[англ.], 2018. — ISBN 978-1-60938-551-4.
- Briggs, Julia. Virginia Woolf: An Inner Life (англ.). — Harcourt, 2006. — ISBN 978-0-15-603229-2.
- Cafiero, Giuseppe. Virginia Woolf: The Ambiguity of Feeling (неопр.). — AuthorHouse[англ.] UK, 2018. — ISBN 978-1-5462-8594-6.
- Curtis, Vanessa. Virginia Woolf's Women (неопр.). — University of Wisconsin Press, 2002. — ISBN 978-0-299-18340-0.
- Curtis, Anthony. Virginia Woolf: Bloomsbury & Beyond (неопр.). — Haus Publishing[англ.], 2006. — ISBN 978-1-904950-23-03.
- Virginia Woolf and the Natural World (неопр.) / Czarnecki, Kristin; Rohman, Carrie. — Liverpool University Press, 2011. — ISBN 978-1-942954-14-09.
- Dalsimer, Katherine. Virginia Woolf: Becoming a Writer (неопр.). — Yale University Press, 2008. — ISBN 978-0-300-13376-9.
- Dally, Peter John. Virginia Woolf: The Marriage of Heaven and Hell (англ.). — Robson Books, 1999. — ISBN 978-1-86105-219-3.
- DeSalvo, Louise A.[англ.]. Virginia Woolf: The Impact of Childhood Sexual Abuse on Her Life and Work (англ.). — Women's Press, 1989. — ISBN 978-0-7043-5042-7.
  - Beattie, L. Elisabeth (23 июля 1989). In short. The New York Times.
  - Poole, Roger. Virginia Woolf: The Impact of Childhood Sexual Abuse on Her Life and Work, and: Who Killed Virginia Woolf?: A Psychobiography, and: Virginia Woolf: A Study of the Short Fiction, and: Virginia Woolf: Strategist of Language (англ.) // MFS Modern Fiction Studies : journal. — 1991. — Vol. 37, no. 2. — P. 300—305. — doi:10.1353/mfs.0.0773.
- Dunn, Jane. A Very Close Conspiracy: Vanessa Bell and Virginia Woolf (англ.). — Random House, 1990. — ISBN 978-1-4464-3465-9. (additional excerpts)
- Forrester, Viviane[англ.]. Virginia Woolf: A Portrait (неопр.). — Columbia University Press, 2015. — ISBN 978-0-231-53512-0.
- Froula, Christine. Virginia Woolf and the Bloomsbury Avant-Garde: War, Civilization, Modernity (англ.). — Columbia University Press, 2005. — ISBN 978-0-231-50878-0.
- Goldman, Jane. The Cambridge Introduction to Virginia Woolf (англ.). — Cambridge University Press, 2006. — ISBN 978-1-139-45788-0.
- Gordon, Lyndall[англ.]. Virginia Woolf: A Writer's Life (англ.). — Oxford University Press, 1984. — ISBN 978-0-19-811723-0.
- Hall, Sarah M.[англ.]. Before Leonard: The Early Suitors of Virginia Woolf (англ.). — Peter Owen[англ.], 2006. — ISBN 978-0-7206-1222-6.
- Hall, Sarah M.[англ.]. The Bedside, Bathtub & Armchair Companion to Virginia Woolf and Bloomsbury (англ.). — Bloomsbury Academic, 2007. — ISBN 978-0-8264-8675-2.
- Harris, Alexandra[англ.]. Virginia Woolf (неопр.). — Thames & Hudson[англ.], 2011. — ISBN 978-0-500-77097-9.
  - Hadley, Tessa (21 октября 2011). Virginia Woolf by Alexandra Harris. The Guardian.
- Holtby, Winifred. Virginia Woolf: a critical memoir (неопр.). — London: Bloomsbury, 2007. — ISBN 9780826494436.
- Humm, Maggie. Snapshots of Bloomsbury: The Private Lives of Virginia Woolf and Vanessa Bell (англ.). — Rutgers University Press, 2006. — ISBN 978-0-8135-3706-1.
- King, James. Virginia Woolf (неопр.). — New York: Norton, 1995. — ISBN 978-0-393-03748-7.
- Leaska, Mitchell A. Granite and Rainbow: The Hidden Life of Virginia Woolf (англ.). — Cooper Square Publishing, LLC, 2000. — ISBN 978-0-8154-1047-8.
- Lee, Hermione[англ.]. Virginia Woolf (неопр.). — Vintage Books, 1999. — ISBN 978-0-375-70136-8. (excerpt — Chapter 1)
  - Merkin, Daphne (8 июня 1997). This Loose, Drifting Material of Life. The New York Times. Дата обращения: 12 марта 2018.
- Levenback, Karen L. Virginia Woolf and the Great War (неопр.). — Syracuse University Press, 1999. — ISBN 978-0-8156-0546-1.
- Licence, Amy. Living in Squares, Loving in Triangles: The Lives and Loves of Virginia Woolf and the Bloomsbury Group (англ.). — Amberley Publishing Limited, 2015. — ISBN 978-1-4456-4579-7.
- Nadel, Ira[англ.]. Virginia Woolf (неопр.). — Reaktion Books[англ.], 2016. — ISBN 978-1-78023-712-1.
- Nicolson, Nigel[англ.]. Virginia Woolf (неопр.). — Penguin Publishing Group[англ.], 2000. — ISBN 978-1-4406-7921-6.
  - Sweeney, Aoibheann (17 декабря 2000). Back to Bloomsbury. The New York Times. with excerpt
- Pearce, Brian Louis. Virginia Woolf and the Bloomsbury Group in Twickenham (англ.). — Borough of Twickenham Local History Society, 2007. — P. 7. — ISBN 978-0-903341-80-06.
- Poole, Roger. The Unknown Virginia Woolf (неопр.). — Cambridge University Press, 1995. — ISBN 978-0-521-48402-2.
- Reid, Panthea. Art and Affection: A Life of Virginia Woolf (англ.). — Oxford University Press, 1996. — ISBN 978-0-19-510195-9.
- Rose, Phyllis[англ.]. Woman of Letters: A Life of Virginia Woolf (англ.). — Oxford University Press, 1979. — ISBN 978-0-19-502621-4.
- Rosenman, Ellen Bayuk. The Invisible Presence: Virginia Woolf and the Mother-daughter Relationship (англ.). — Louisiana State University Press[англ.], 1986. — ISBN 978-0-8071-1290-8.
  - Caramagno, Thomas C. Review of Virginia Woolf and the Real World; The Invisible Presence: Virginia Woolf and the Mother-Daughter Relationship (англ.) // Modern Philology[англ.] : journal. — 1989. — Vol. 86, no. 3. — P. 324—328. — doi:10.1086/391719. — JSTOR 438044.
- Silver, Brenda R. Virginia Woolf Icon (неопр.). — University of Chicago Press, 1999. — ISBN 978-0-226-75746-9.
- Palgrave Advances in Virginia Woolf Studies (англ.) / Snaith, Anna. — Palgrave Macmillan UK, 2007. — ISBN 978-0-230-20604-5.
- Spalding, Frances. Virginia Woolf: Art, Life and Vision (англ.). — National Portrait Gallery, London, 2014. — ISBN 978-1-85514-481-1.
- Squier, Susan Merrill. Virginia Woolf and London: The Sexual Politics of the City (англ.). — University of North Carolina Press, 1985. — ISBN 978-1-4696-3991-8.
- Streufert, Mary J. (8 июня 1988). Measures of reality: the religious life of Virginia Woolf (MA thesis). Oregon State University.
- Wilson, Jean Moorcroft. Virginia Woolf Life and London. A Biography of Place (англ.). — Cecil Woolf, 1987. — ISBN 9781860646447. (Illustrations of Woolf’s London homes are excerpted at UAH (2018).)

##### Психическое здоровье
- Bennett, Maxwell. Virginia Woolf and Neuropsychiatry (неопр.). — Springer Science & Business Media, 2013. — ISBN 978-94-007-5748-6. additional excerpts
- Bond, Alma Halbert. Who Killed Virginia Woolf?: A Psychobiography (англ.). — Insight Books Human Sciences, 2000. — ISBN 978-0-595-00205-4.
  - Poole, Roger. Virginia Woolf: The Impact of Childhood Sexual Abuse on Her Life and Work, and: Who Killed Virginia Woolf?: A Psychobiography, and: Virginia Woolf: A Study of the Short Fiction, and: Virginia Woolf: Strategist of Language (англ.) // MFS Modern Fiction Studies : journal. — 1991. — Vol. 37, no. 2. — P. 300—305. — doi:10.1353/mfs.0.0773.
- Caramagno, Thomas C. The Flight of the Mind: Virginia Woolf's Art and Manic-Depressive Illness (англ.). — University of California Press, 1992. — ISBN 978-0-520-93512-9. (summary)
- Drummer, Carlee Rader (1989). The Broken Chrysalis: Virginia Woolf's Grieved Grief (PhD thesis). State University of New York at Stony Brook.
- Jamison, Kay Redfield. Touched With Fire (неопр.). — Simon and Schuster, 1996. — ISBN 978-1-4391-0663-1. see also Touched with Fire
- Meyer, Robert G.; Osborne, Yvonne Hardaway. Case Studies in Abnormal Behavior (англ.). — Allyn and Bacon[англ.], 1982. — ISBN 978-0-205-07744-1.
- Montross, Christine[англ.]. Falling into the Fire (неопр.). — Oneworld Publications, 2014. — ISBN 978-1-78074-367-7.
- Panken, Shirley. Virginia Woolf and the "Lust of Creation": A Psychoanalytic Exploration (англ.). — State University of New York Press, 1987. — ISBN 978-0-88706-200-1.
- Szasz, Thomas. My Madness Saved Me: The Madness and Marriage of Virginia Woolf (англ.). — Transaction Publishers[англ.], 2011. — ISBN 978-1-4128-0945-0.
- Trombley, Stephen (October 1980). Virginia Woolf and her doctors (PDF) (PhD thesis). University of Nottingham.
- Trombley, Stephen[англ.]. All that Summer She was Mad: Virginia Woolf and Her Doctors (англ.). — London: Junction Books, 1981. — ISBN 978-0-86245-039-7.
- Webb, Ruth. Virginia Woolf (неопр.). — British Library, 2000.

#### Биография: Другое
- Bell, Vanessa. The Selected Letters of Vanessa Bell (неопр.) / Marler, Regina. — Pantheon Books[англ.], 1993. — ISBN 978-0-679-41939-6.
  - Marler, Regina. Biographical introduction (англ.). — P. xvii—xviii.
- Bennett, Mary[англ.]. Who was Dr Jackson?: Two Calcutta Families, 1830–1855 (англ.). — BACSA[англ.], 2002. — ISBN 978-0-907799-78-08.
  - Vogeler, Martha S. Bennett, Mary. Who Was Dr. Jackson? Two Calcutta Families: 1830–1855. London: British Association for Cemeteries in South Asia. 2002. Pp. xv, 116. £12. ISBN 0-90779-9-78-71 (англ.) // Albion[англ.] : journal. — 2014. — 11 July (vol. 36, no. 2). — P. 388—389. — doi:10.2307/4054289. — JSTOR 4054289.
- Selected Letters of Leslie Stephen: Volume 1. 1864-1882 (англ.) / Bicknell, John W.. — Basingstoke: Macmillan, 1996. — ISBN 9781349248872.
- Selected Letters of Leslie Stephen: Volume 2. 1882-1904 (англ.) / Bicknell, John W.. — Ohio State University Press[англ.], 1996. — ISBN 978-0-8142-0691-1.
- Anne Thackeray Ritchie: Journals and letters (англ.) / Bloom, Abigail Burnham; Maynard, John. — Columbus: Ohio State Univ. Press, 1994. — ISBN 9780814206386.
- Brooke, Rupert; Strachey, James[англ.]. Friends and Apostles: The Correspondence of Rupert Brooke and James Strachey, 1905–1914 (англ.) / Hale, Keith. — Yale University Press, 1998. — ISBN 978-0-300-07004-0.
- Curtis, Anthony. Before Bloomsbury: the 1890s diaries of three Kensington ladies : Margaret Lushington, Stella Duckworth and Mildred Massingberd (англ.). — The Eighteen Nineties Society, 2002. — ISBN 978-0-905744-28-05.
- Delany, Paul. Fatal Glamour: The Life of Rupert Brooke (неопр.). — MQUP[англ.], 2015. — ISBN 978-0-7735-8278-1.
- Garnett, Angelica[англ.]. Deceived With Kindness (неопр.). — Random House, 2011. — ISBN 978-1-4464-7525-6.
- Garnett, Henrietta. Anny: A Life of Anny Thackeray Ritchie (неопр.). — London: Chatto & Windus[англ.], 2004. — ISBN 0-7011-7129-4.
  - Lee, Hermione (10 января 2004). A perfect match. The Guardian (Review).
- Glendinning, Victoria[англ.]. Leonard Woolf: A Biography (неопр.). — Simon and Schuster, 2006. — ISBN 978-0-7432-4653-8.
  - Messud, Claire (10 декабря 2006). The Husband. The New York Times (Review). Дата обращения: 14 февраля 2018.
- Jones, Nigel. Rupert Brooke: Life, Death and Myth (неопр.). — Head of Zeus, 2014. — ISBN 978-1-78185-715-1.
  - Parker, Peter (23 октября 1999). Rupert Brooke: a bundle of prejudice and insanity?. The Daily Telegraph (Review). Дата обращения: 10 апреля 2018.
- Knights, Sarah. Bloomsbury's Outsider: A Life of David Garnett (англ.). — Bloomsbury Publishing, 2015. — ISBN 978-1-4482-1544-7.
  - Taylor, D. J. (23 июля 2015). Bloomsbury's Outsider: A Life of David Garnett by Sarah Knights. The Guardian (Review).
  - Wade, Francesca (26 июня 2015). Dangerous liaisons among the Bloomsbury set. The Daily Telegraph (Review).
- Llewellyn-Jones, Rosie[англ.]. The Louisa Parlby Album: Watercolours from Murshidabad 1795–1803 (англ.). — London: Francesca Galloway, 2017. — ISBN 978-0-956-914-767.
- Maitland, Frederic William. The life and letters of Leslie Stephen (неопр.). — London: Duckworth & Co.[англ.], 1906.
- Moggridge, Donald Edward. Maynard Keynes: An Economist's Biography (неопр.). — Psychology Press, 1992. — ISBN 978-0-415-05141-5.
- Olsen, Victoria. From Life: Julia Margaret Cameron & Victorian Photography (англ.). — Palgrave Macmillan, 2003. — ISBN 978-1-4039-6019-1.
- Read, Mike[англ.]. Forever England: The Life of Rupert Brooke (англ.). — Biteback Publishing[англ.], 2015. — ISBN 978-1-84954-866-3.
- Rose, Phyllis[англ.]. Parallel Lives: Five Victorian Marriages (неопр.). — Vintage Books, 1983. — ISBN 978-0-394-72580-2.
- Spalding, Frances[англ.]. Gwen Raverat: Friends, Family and Affections (англ.). — Random House, 2010. — ISBN 978-1-4090-2941-0.
- Virginia Woolf; Stephen, Vanessa; Stephen, Thoby[англ.]. Hyde Park Gate News: The Stephen Family Newspaper (англ.). — Hesperus Press[англ.], 2005. — ISBN 978-1-84391-701-4.
  - 'Hyde Park Gate News', a magazine by Virginia Woolf and Vanessa Bell. Collection items. British Library. Дата обращения: 9 января 2018.
- Tolley, Christopher. Domestic Biography: The Legacy of Evangelicalism in Four Nineteenth-century Families (англ.). — Oxford University Press, 1997. — ISBN 978-0-19-820651-4.
- Venn, John. Annals of a Clerical Family: Being Some Account of the Family and Descendants of William Venn, Vicar of Otterton, Devon, 1600-1621 (англ.). — Cambridge University Press, 2012. — ISBN 978-1-108-04492-9. also Internet archive
- Wilson, Scott. Resting Places: The Burial Sites of More Than 14,000 Famous Persons (англ.). — 3rd. — McFarland & Company, 2016. — ISBN 978-1-4766-2599-7.
- Julia Margaret Cameron's Women (неопр.) / Wolf, Sylvia. — Art Institute of Chicago, 1998. — ISBN 978-0-300-07781-0. also available through MOMA here
- Woolf, Leonard. Growing: an autobiography of the years 1904 to 1911 (англ.). — Harcourt Brace Jovanovich, 1989. — ISBN 978-0-15-637215-2.
- Woolf, Leonard. Beginning Again: An Autobiography of the Years 1911 to 1918 (англ.). — Harcourt Brace Jovanovich. — ISBN 978-0-15-611680-0.

#### Литературные комментарии
- The Child Writer from Austen to Woolf (неопр.) / Alexander, Christine; McMaster, Juliet. — Cambridge University Press, 2005. — ISBN 978-0-521-81293-1.
- Virginia Woolf: Lesbian Readings (неопр.) / Barrett, Eileen; Cramer, Patricia. — NYU Press, 1997. — ISBN 978-0-8147-1263-4.
  - Cramer, Patricia. Lesbian readings of Woolf's novels: Introduction (англ.). — 1997. — P. 117—127. — ISBN 9780814712641.
- Virginia Woolf (неопр.) / Bloom, Harold. — Infobase Publishing[англ.], 2009. — ISBN 978-1-4381-1548-1.
- Beja, Morris. Critical essays on Virginia Woolf (неопр.). — G. K. Hall[англ.], 1985. — ISBN 978-0-8161-8753-9.
- A Companion to Virginia Woolf (неопр.) / Berman, Jessica. — Wiley, 2016. — ISBN 978-1-118-45790-0.
- Blair, Emily. Virginia Woolf and the Nineteenth-Century Domestic Novel (англ.). — State University of New York Press, 2012. — ISBN 978-0-7914-7992-6.
- Blamires, Harry[англ.]. A Guide to Twentieth Century Literature in English (англ.). — Methuen[англ.], 1983. — ISBN 978-0-416-36450-7.
- Booth, Alison. Greatness Engendered: George Eliot and Virginia Woolf (англ.). — Cornell University Press, 1992. — ISBN 0-8014-9930-5.
- Briggs, Julia. Reading Virginia Woolf (неопр.). — Edinburgh University Press, 2006. — ISBN 978-0-7486-2695-3.
- Bunyan, David (1970). Virginia Woolf's views of consciousness in relation to art and life (MLitt thesis). Department of English Studies, Durham University.
- Dalgarno, Emily. Virginia Woolf and the Visible World (неопр.). — Cambridge University Press, 2007. — ISBN 978-0-521-03360-2.
- Ellis, Steve. Virginia Woolf and the Victorians (неопр.). — Cambridge University Press, 2007. — ISBN 978-1-139-46896-1. (additional excerpts)
- Goldman, Jane. The Feminist Aesthetics of Virginia Woolf: Modernism, Post-Impressionism, and the Politics of the Visual (англ.). — Cambridge University Press, 2001. — ISBN 978-0-521-79458-9.
- Gruber, Ruth[англ.]. Virginia Woolf: The Will to Create as a Woman (англ.). — Open Road Media[англ.], 2012. — ISBN 978-1-4532-4864-5.
- Hague, Angela. Fiction, Intuition, & Creativity: Studies in Brontë, James, Woolf, and Lessing (англ.). — CUA Press[англ.], 2003. — ISBN 978-0-8132-1314-9.
- Hill-Miller, Katherine. From the Lighthouse to Monk's House: A Guide to Virginia Woolf's Literary Landscapes (англ.). — Duckworth[англ.], 2001. — ISBN 978-0-7156-2995-6.
- Edinburgh Companion to Virginia Woolf and the Arts (англ.) / Humm, Maggie. — Edinburgh University Press, 2010. — ISBN 978-0-7486-3553-5.
- Hussey, Mark. Virginia Woolf and war: fiction, reality, and myth (англ.). — Syracuse University Press, 1991. — ISBN 978-0-8156-2537-7.
- Kirkpatrick, Brownlee Jean; Clarke, Stuart N. A Bibliography of Virginia Woolf (англ.). — Oxford University Press, 1997. — ISBN 978-0-19-818383-9.
- Koutsantoni, Dr Katerina. Virginia Woolf's Common Reader (неопр.). — Ashgate Publishing, Ltd., 2013. — ISBN 978-1-4094-7526-2.
- Latham, Sean. "Am I a Snob?": Modernism and the Novel (неопр.). — Cornell University Press, 2003. — ISBN 0-8014-8841-9.
  - Hite, Molly. Am I a Snob? Modernism and the Novel (англ.) // Modernism/modernity[англ.] : journal. — 2004. — 11 March (vol. 11, no. 1). — P. 190—192. — ISSN 1080-6601. — doi:10.1353/mod.2004.0011.
- Lee, Hermione[англ.]. The novels of Virginia Woolf (неопр.). — Holmes & Meier, 1977.
- Madden, Mary C (31 марта 2006). Virginia Woolf and the persistent question of class: The protean nature of class and self (PhD thesis). Department of English, University of South Florida.
- Majumdar, Robin; McLaurin, Allen. Virginia Woolf: The critical heritage (неопр.). — Routledge, 2003. — ISBN 978-1-134-72404-8.
- Interdisciplinary / Multidisciplinary Woolf: Selected Papers from the Twenty-Second Annual International Conference on Virginia Woolf (англ.) / Martin, Ann; Holland, Kathryn. — Liverpool University Press, 2013. — ISBN 978-0-9890826-2-4.
- Miller, C. Ruth. Virginia Woolf: The Frames of Art and Life (англ.). — Palgrave Macmillan UK, 1988. — ISBN 978-1-349-19595-4.
- Paul, Janis M. The Victorian heritage of Virginia Woolf: the external world in her novels (англ.). — Pilgrim Books, 1987. — ISBN 978-0-937664-73-05.
- Virginia Woolf in Context (неопр.) / Randall, Bryony; Goldman, Jane. — Cambridge University Press, 2012. — ISBN 978-1-107-00361-3.
- Rhydderch, Francesca (2000). Cultural translations: A comparative critical study of Kate Roberts and Virginia Woolf (PDF) (PhD thesis). University of Wales, Aberystwyth. Архивировано из оригинала (PDF) 30 сентября 2017. Дата обращения: 19 февраля 2020.
- Contradictory Woolf (неопр.) / Ryan, Derek; Bolaki, Stella. — Liverpool University Press, 2012. — ISBN 978-1-942954-11-08.
- Sellers, Susan[англ.]. The Cambridge Companion to Virginia Woolf (англ.). — Cambridge University Press, 2010. — ISBN 978-0-521-89694-8.
- Sim, Lorraine. Virginia Woolf: The Patterns of Ordinary Experience (англ.). — Routledge, 2016. — ISBN 978-1-317-00160-7.
  - Introduction (англ.). — P. 1—26.
- Simpson, Kathryn. Woolf: A Guide for the Perplexed (неопр.). — Bloomsbury Publishing, 2016. — ISBN 978-1-4725-9068-8.
- Transue, Pamela J. Virginia Woolf and the Politics of Style (неопр.). — Albany, NY: State University of New York Press, 1986. — ISBN 978-1-4384-2228-2.
- Virginia Woolf: Three Centenary Celebrations (англ.) / Zamith, Maria Cândida; Flora, Luísa. — University of Porto, 2007. — ISBN 978-972-8932-23-07. additional excerpt
- Zink, Suzana. Virginia Woolf's Rooms and the Spaces of Modernity (англ.). — Springer Nature, 2018. — ISBN 978-3-319-71909-2.
- Zwerdling, Alex. Virginia Woolf and the Real World (неопр.). — University of California Press, 1986. — ISBN 978-0-520-06184-2.
  - Caramagno, Thomas C. Review of Virginia Woolf and the Real World; The Invisible Presence: Virginia Woolf and the Mother-Daughter Relationship (англ.) // Modern Philology[англ.] : journal. — 1989. — Vol. 86, no. 3. — P. 324—328. — doi:10.1086/391719. — JSTOR 438044.
  - Middleton, Victoria. Alex Zwerdling: Virginia Woolf and the Real World (неопр.) // Rocky Mountain Review of Language and Literature. — 1987. — Т. 41, № 4. — С. 277—278. — doi:10.2307/1347313. — JSTOR 1347313.
  - Pearce, Richard. Review: Virginia Woolf's Reality (англ.) // Novel: A Forum on Fiction[англ.] : journal. — Vol. 21, no. 1. — P. 93—96. — doi:10.2307/1345993. — JSTOR 1345993.

#### Блумсбери
- Caws, Mary Ann; Wright, Sarah Bird. Bloomsbury and France: Art and Friends (англ.). — Oxford University Press, 1999. — ISBN 978-0-19-802781-2.
- Rosenbaum, S.P. Victorian Bloomsbury: Volume 1: The Early Literary History of the Bloomsbury Group (англ.). — Palgrave Macmillan, 2016. — ISBN 978-1-349-13368-0. (additional excerpts)
- Rosenbaum, S. Edwardian Bloomsbury: The Early Literary History of the Bloomsbury Group (англ.). — Palgrave Macmillan, 2016. — ISBN 978-1-349-23237-6.
- Rosenbaum, S. Georgian Bloomsbury: Volume 3: The Early Literary History of the Bloomsbury Group, 1910–1914 (англ.). — Palgrave Macmillan UK, 2003. — ISBN 978-0-230-50512-4.
- Rosenbaum, S.; Haule, J. The Bloomsbury Group Memoir Club (англ.). — Palgrave Macmillan UK, 2014. — ISBN 978-1-137-36036-6.
  - Hughes, Kathryn (23 января 2014). The Bloomsbury Group Memoir Club by SP Rosenbaum and James M Haule – review. How a writing group – and some shocking recollections – influenced classic novels. The Guardian (Review). Дата обращения: 21 марта 2018.
- The Cambridge Companion to the Bloomsbury Group (англ.) / Rosner, Victoria. — Cambridge University Press, 2014. — ISBN 978-1-107-01824-2.
- Todd, Pamela. Bloomsbury at Home (неопр.). — Pavilion, 2001. — ISBN 978-1-86205-428-8.
- Virginia Woolf; Raverat, Gwen[англ.]; Raverat, Jacques[англ.]. Virginia Woolf & the Raverats: A Different Sort of Friendship (англ.) / Pryor, William. — Clear Books, 2003. — ISBN 978-1-904555-02-05.

#### Главы и материалы
- Alexander, Christine. Play and apprenticeship: the culture of family magazines (англ.). — 2005. — P. 31—50., in Alexander & McMaster (2005)
- Birrento, Ana Clara. Virginia Woolf: Moments of Being (неопр.). — С. 61—72., in Zamith & Flora (2007)
- Brassard, Geneviève. Woolf in translation (неопр.). — 2016. — С. 441—452. — ISBN 9781118457900., in Berman (2016)
- Dunlap, Sarah. "One Must Be Scientific": Natural History and Ecology in Mrs. Dalloway (англ.). — 2013. — P. 127—131. — ISBN 9780989082624., in Martin & Holland (2013)
- Flint, Kate. Victorian Roots: The sense of the past in Mrs Dalloway and To the Lighthouse (англ.). — P. 46—59., in Acheson (2017)
- Gillespie, Diane F. The elusive Julia Stephen (англ.). — 1993. — P. 1—28. — ISBN 9780815625926., in Stephen (1987)
- Gerzina, Gretchen Holbrook. Virginia Woolf, Performing Race (неопр.). — 2010. — С. 74—87. — ISBN 9780748635535., in Humm (2010)
- Hussey, Mark. Preface (неопр.). — 2006. — С. ix—xviii. — ISBN 9780547543161., in Woolf (1928)
- Hussey, Mark. Biographical approaches (неопр.). — С. 83—97., in Snaith (2007)
- Hussey, Mark. Woolf: After Lives (неопр.). — 2012. — С. 13—27. — ISBN 9781107003613., in Randall & Goldman (2012)
- Lee, Hermione. Virginia Woolf and Offence (неопр.). — 1995. — С. 129—150., in Batchelor (1995)
- Lilienfeld, Jane. 'The Gift of a China Inkpot': Violet Dickinson, Virginia Woolf, Elizabeth Gaskell, Charlotte Brontë and the Love of Women in Writing (англ.). — 1997. — P. 35—56. — ISBN 9780814712641., in Barrett & Cramer (1997)
- Minow-Pinkney, Makiko. Psychonalytic approaches (неопр.). — 2007. — С. 60—82. — ISBN 9780230206045., in Snaith (2007)
- Minow-Pinkney, Makiko. Domestic Arts: Virginia Woolf and entertaining (англ.). — 2006. — P. 227—244. — ISBN 9780748635535., in Humm (2006)
- Ross, Stephen. Introduction (неопр.). — 2014. — С. 9—46., in Richardson (2014)
- Stimpson, Catherine R. Foreword (неопр.). — 1999. — С. xi—xiv., in Silver (1999)

### Статьи
Журналы
- Banks, Joanne Trautmann. Mrs Woolf in Harley Street (англ.) // The Lancet : journal. — Elsevier, 1998. — April (vol. 351, no. 9109). — P. 1124—1126. — doi:10.1016/S0140-6736(98)02502-1. — PMID 9660599.
- Barzilai, Shuli. Virginia Woolf's Pursuit of Truth: "Monday or Tuesday," "Moments of Being" and "The Lady in the Looking-Glass" (англ.) // The Journal of Narrative Technique[англ.] : journal. — 1988. — Vol. 18, no. 3. — P. 199—210. — JSTOR 30225221.
- Bell, Quentin. The Mausoleum Book (неопр.) // A Review of English Literature. — 1965. — Т. 6, № 1. — С. 9—18.
- Boeira, Manuela V.; Berni, Gabriela de Á.; Passos, Ives C.; Kauer-Sant'Anna, Márcia; Kapczinski, Flávio. Virginia Woolf, neuroprogression, and bipolar disorder (неопр.) // Revista Brasileira de Psiquiatria[англ.]. — 2016. — 14 June (т. 39, № 1). — С. 69—71. — doi:10.1590/1516-4446-2016-1962. — PMID 27304258.
- Bond, A. H. Virginia Woolf and Leslie Stephen: a father's contribution to psychosis and genius (англ.) // The Journal of the American Academy of Psychoanalysis : journal. — 1986. — October (vol. 14, no. 4). — P. 507—524. — doi:10.1521/jaap.1.1986.14.4.507. — PMID 3771329.
- Church, Johanna. Literary Representations of Shell Shock as a Result of World War I in the Works of Virginia Woolf and Ernest Hemingway (англ.) // Peace & Change[англ.] : journal. — 2016. — January (vol. 41, no. 1). — P. 52—63. — doi:10.1111/pech.12172.
- Dalsimer, Katherine. Virginia Woolf (1882–1941) (англ.) // American Journal of Psychiatry : journal. — 2004. — May (vol. 161, no. 5). — P. 809. — doi:10.1176/appi.ajp.161.5.809. — PMID 15121644.
- DeSalvo, Louise A. Lighting the Cave: The Relationship between Vita Sackville-West and Virginia Woolf (англ.) // Signs[англ.] : journal. — Vol. 8, no. 2. — P. 195—214. — doi:10.1086/493959. — JSTOR 3173896.
- Floyd, Riley H. "Must Tell the Whole World": Septimus Smith as Virginia Woolf's Legal Messenge (англ.) // Indiana Law Journal[англ.] : journal. — Vol. 91, no. 4 (9). — P. 14721492.
- Haule, James. Virginia Woolf's First Voyage: A Novel in the Making by Louise A. DeSalvo; Melymbrosia: An Early Version of "The Voyage out" by Virginia Woolf and Louise A. DeSalvo (англ.) // Contemporary Literature[англ.] : journal. — Vol. 23, no. 1. — P. 100—104. — doi:10.2307/1208147. — JSTOR 1208147.
- Jones, Christine Kenyon; Snaith, Anna. "Tilting at Universities": Woolf at King's College London (англ.) // Woolf Studies Annual : journal. — 2010a. — Vol. 16. — P. 1—44.
- Jones, Christine Kenyon; Snaith, Anna. A castle of one's own (неопр.) // Kings College Report. — 2010b. — 31 January (т. 17). — С. 26—31.
- Lackey, Michael. Virginia Woolf and British Russophilia (англ.) // Journal of Modern Literature[англ.] : journal. — 2012. — Vol. 36, no. 1. — P. 150. — doi:10.2979/jmodelite.36.1.150.
- Leonard, Diane R. Proust and Virginia Woolf, Ruskin and Roger Fry: Modernist Visual Dynamics (англ.) // Comparative Literature Studies[англ.] : journal. — 1981. — Vol. 18, no. 3. — P. 333—343. — JSTOR 40246272.
- Koutsantoni, Katerina. Manic depression in literature: the case of Virginia Woolf (англ.) // Medical Humanities[англ.] : journal. — 2012. — June (vol. 38, no. 1). — P. 7—14. — doi:10.1136/medhum-2011-010075. — PMID 22389442.
- Koutsantoni; Oakley, Madeleine. Hypothesis of Autism and Psychosis in the Case of Laura Makepeace Stephen (англ.) // Disability Studies : journal. — 2014. — 2 April (vol. 4, no. 3). — doi:10.2139/ssrn.2418709.
- Lewis, Alison M. Caroline Emelia Stephen (1834-1909) and Virginia Woolf (1882-1941): A Quaker Influence on Modern English Literature (англ.) // Quaker Theology : journal. — No. 3.
- McManus, Patricia. The "Offensiveness" of Virginia Woolf: From a Moral to a Political Reading (англ.) // Woolf Studies Annual : journal. — 2008. — Vol. 14. — P. 92—138.
- McNicol, Jean. Something Rather Scandalous (англ.) // London Review of Books : magazine. — 2016. — 20 October (vol. 38, no. 20). — P. 19—22. — ISSN 0260-9592.
- McTaggart, Ursula. "Opening the Door": The Hogarth Press as Virginia Woolf's Outsiders' Society (англ.) // Tulsa Studies in Women's Literature[англ.] : journal. — 2010. — Vol. 29, no. 1. — P. 63—81. — JSTOR 41337032.
- Majumdar, Raja. Virginia Woolf and Thoreau (неопр.) // The Thoreau Society Bulletin. — № 109. — С. 4—5.
- Metzgar, Lisa. "All This One Could Never Share;" Virginia Woolf and the Conflict between Community and Independence (англ.) // Matrix : journal. — Colorado State University[англ.]. — Vol. 1, no. 1.
- Rodríguez, Laura María Lojo. Contradiction and ambivalence: Virginia Woolf and the aesthetic experience in "The Duchess and the Jeweller" (англ.) // Journal of English Studies : journal. — Vol. 3. — P. 115—129. — doi:10.18172/jes.73.
- Schröder, Leena Kore. Tales of Abjection and Miscegenation: Virginia Woolf's and Leonard Woolf's "Jewish" Stories (англ.) // Twentieth Century Literature : journal. — Vol. 49, no. 3. — P. 298—327. — doi:10.2307/3175983. — JSTOR 3175983. (text also available here)
- Smith, Victoria L. Ransacking the Language": Finding the Missing Goods in Virginia Woolf's "Orlando (англ.) // Journal of Modern Literature[англ.] : journal. — 2006. — Vol. 29, no. 4. — P. 57—75. — JSTOR 3831880.
- Swenson, Kristine. Hothouse Victorians: Art and Agency in Freshwater (неопр.) // Open Cultural Studies. — 2017. — 26 October (т. 1, № 1). — С. 183—193. — doi:10.1515/culture-2017-0017.
- Terr, L. C. Who's afraid in Virginia Woolf? Clues to early sexual abuse in literature (англ.) // The Psychoanalytic Study of the Child[англ.] : journal. — 1990. — Vol. 45. — P. 533—546. — doi:10.1080/00797308.1990.11823533. — PMID 2251325.
- Usui, Masami. Julia Margaret Cameron as a Feminist Precursor of Virginia Woolf (англ.) // Doshisha Studies in English : journal. — 2007. — Vol. 80, no. 3. — P. 59—83.

Словари и энциклопедии
- Stephen, Sir Leslie (1832–1904). Oxford Dictionary of National Biography (online ed.). Oxford University Press. doi:10.1093/ref:odnb/36271.
- Byers, Paula, ed. (2004). Virginia Stephen Woolf. Encyclopedia of World Biography. Gale Group.
- Garnett, Jane (23 сентября 2004). Stephen [née Jackson], Julia Prinsep (1846–1895). Oxford Dictionary of National Biography (online ed.). Oxford University Press.
- Gordon, Lyndall (2004). Woolf [née Stephen], (Adeline) Virginia. Oxford Dictionary of National Biography (online ed.). Oxford University Press.
- Luebering, J. E. (21 декабря 2006). Sir Leslie Stephen. Encyclopædia Britannica. Дата обращения: 2 января 2018.
- Reid, Panthea (25 января 2018). Virginia Woolf. Encyclopaedia Britannica.

Газеты и журналы
- Anonymous (25 января 2018). Google celebrates 136th birthday of Virginia Woolf with a doodle. The Times of India. Дата обращения: 25 января 2018.
- Anonymous. 1 May (1912): Virginia Stephen Woolf to Leonard Woolf. The American Reader. Дата обращения: 22 марта 2018.
- Bas, Marcel (23 января 2008). Virginia Woolf's Class Consciousness: Snubbing or uplifting the masses?. Die Roepstem.
- Bollen, Christopher (1 мая 2012). Toni Morrison. Interview. Дата обращения: 23 февраля 2018.
- Brockes, Emma (7 февраля 2011). Michael Cunningham: A life in writing. The Guardian. Дата обращения: 23 февраля 2018.
- Brown, Mark (9 июля 2014). Virginia Woolf celebrated in gallery she spurned as it was 'filled with men'. The Guardian.
- Fallon, Claire (25 января 2016). Virginia Woolf's Guide To Grieving. HuffPost. Дата обращения: 9 февраля 2018.
- Gross, John[англ.]. Mr. Virginia Woolf (неопр.) // Commentary : magazine. — 2006. — 1 December. archived version
- Himmelfarb, Gertrude. From Clapham to Bloomsbury: a genealogy of morals (неопр.) // Commentary : magazine. — 1985. — 1 February. archived version
- Humm, Maggie (2006). The Stephen sisters as young photographers. Canvas. No. 15. Firle, East Sussex: Charleston Trust.
- Kronenberger, Louis (10 ноября 1929). Virginia Woolf Discusses Women and fiction. The New York Times (Review).
- Matar, Hisham. The Unsaid: The Silence of Virginia Woolf (англ.) // The New Yorker : magazine. — Condé Nast, 2014. — 10 November.
- Monks, Aoife (23 мая 2012). Virginia Woolf's play exposes the silly side of the Bloomsbury group. The Guardian.
- Stone, Peter H. Gabriel García Márquez, The Art of Fiction No. 69 (англ.) // The Paris Review[англ.] : magazine. — No. 82.
- Usui, Masami. Julia Margaret Cameron as a Feminist Precursor of Virginia Woolf (англ.) // Doshisha Studies in English : journal. — 2007. — Vol. 80, no. 3. — P. 59—83.
- Wills, Mathew (13 мая 2017). When Virginia Woolf Wore Blackface. JSTOR Daily.
- Young, Kevin (27 октября 2017). The Time Virginia Woolf Wore Blackface. The New Yorker.

### Веб-сайты и документы
- Brown, Kimmy Sophia. Virginia Woolf— On the Track of the Lost Novelist. Significato (8 апреля 2015). Дата обращения: 17 февраля 2018.
- Carter, Jason. Virginia Woolf Seminar. Women's Studies, University of Alabama, Huntsville (14 сентября 2010).
- Woolf Online: A digital archive of Virginia Woolf's To the Lighthouse (1927). — Society of Authors, 2018.
- Jones, Josh. Virginia Woolf's Handwritten Suicide Note: A Painful and Poignant Farewell (1941). Open Culture (26 августа 2013). Дата обращения: 18 февраля 2018.
- Lee, Christina. A Beautiful Mind – Laura Makepeace Stephen and the Earlswood Asylum medical archives (15 октября 2015). Дата обращения: 21 января 2018.
- Saryazdi, Melissa. Writers in Cornwall: Virginia Woolf. FalWriting: English & Creative Writing at Falmouth (27 сентября 2017). Дата обращения: 28 февраля 2018.
- Olsen, Victoria. Looking for Laura. Open Letters Monthly (1 февраля 2012). Дата обращения: 20 января 2018. Архивировано из оригинала 21 января 2018 года.
- White, Sian. Virginia Woolf in Time and Space. James Madison University (2015). Дата обращения: 17 февраля 2018.
  - Adams, Terry. The death of George Savage. Virginia Woolf in Time and Space (29 сентября 2016). Дата обращения: 17 февраля 2018.
- Virginia Woolf. Notable alumni. King's College, London. Дата обращения: 2 февраля 2018.
- Virginia and Leonard Woolf marry. This day in history. A & E Television (2018). Дата обращения: 14 февраля 2018.
- Androom Archives (2017). Дата обращения: 19 декабря 2017.
- Woolf. Collins English Dictionary. HarperCollins Publishers. Дата обращения: 2 февраля 2018.
- Woolf, Creativity and Madness: From Freud to FMRI. Smith College Libraries: Online exhibits. Northampton MA: Smith College Libraries. Дата обращения: 15 декабря 2017.
- Virginia Woolf Building (22 Kingsway). King's College London (2018). Дата обращения: 12 февраля 2018.
- Virginia Woolf honoured by new Strand Campus building. News. King's College London (2 мая 2013). Дата обращения: 15 февраля 2018. Архивировано 13 июля 2015 года.
- Chicago, Judy. The Dinner Party: Place Settings. Elizabeth A. Sackler Center for Feminist Art, Brooklyn Museum (1974–1979). Дата обращения: 23 февраля 2018.
- Virginia Woolf Society of Great Britain. Дата обращения: 26 декабря 2017. Архивировано из оригинала 18 декабря 2017 года.
- Virginia Woolf: Art, Life and Vision. National Portrait Gallery (20 октября 2014).
- Find a will. Index to wills and administrations (1858–1995). Calendars of the Grants of Probate and Letters of Administration. The National Archives. Дата обращения: 2 марта 2018.
- Currency converter. National Archives. Дата обращения: 2 марта 2018.
- NPG. Maurice Beck and Helen Macgregor (1886–1960). National Portrait Gallery, London. Дата обращения: 10 марта 2018.
- Virginia Woolf Around The World. Exhibitions. E. J. Pratt Library, Victoria University, Toronto. 2018. (январь 2017). Дата обращения: 14 марта 2018.
- Virginia Woolf – First Editions. Adrian Harrington Rare Books. Дата обращения: 14 марта 2018.
- Cox, Katherine Laird 'Ka'. Introduction to archives: Rupert Brooke (Biographies). King's College, Cambridge (19 марта 2015). Дата обращения: 2 апреля 2018.

Блоги
- Brooks, Rebecca Beatrice. The Virginia Woolf Blog (2018). Дата обращения: 19 января 2018.
  - Brooks, Rebecca Beatrice. Virginia Woolf's Family (8 апреля 2015). Дата обращения: 19 января 2018.
- Eve, Kimberly. Victorian Musings (19 ноября 2017). Дата обращения: 26 декабря 2017.
- Roe, Dinah. Virginia Woolf and Holman Hunt go to the Lighthouse. Pre-Raphaelites in the city (2011). Дата обращения: 25 декабря 2017. Архивировано из оригинала 26 декабря 2017 года.
- Maggio, Paula. Blogging Woolf (2018). Дата обращения: 11 февраля 2018.
  - Maggio, Paula. What does Virginia say about working class women? (27 февраля 2009). Дата обращения: 14 марта 2018., in Blogging Woolf (2018)
  - Maggio, Paula. New discovery says Woolf had college courses of her own (9 апреля 2010). Дата обращения: 11 февраля 2018., in Blogging Woolf (2018)

Британская библиотека
- Gordon, Lyndall. Too much suicide? Discovering Literature: 20th century. London: British Library (25 мая 2016). Дата обращения: 9 февраля 2018.
- Heyes, Duncan. The Hogarth Press. Discovering Literature: 20th century. British Library (25 мая 2016). Дата обращения: 7 марта 2018.
- British Library. Grace Higgens's diary for 1924. 20th century collection (2018). Дата обращения: 20 марта 2018.

#### Литературные комментарии
- Nagy, Kim. Meeting Virginia Woolf at the Strand. Wild River Review (29 октября 2015). Дата обращения: 28 марта 2018. Архивировано из оригинала 21 августа 2018 года.
- Rahn, Josh. Modernism. The Literature Network. Jalic (2018). Дата обращения: 21 февраля 2018.
- Rosenbaum, S. P. Virginia Woolf among the Apostles. La tour critique (2) (2013). Дата обращения: 13 апреля 2018.
- Snodgrass, Chris. Chris Snodgrass. Department of English, University of Florida. Дата обращения: 15 марта 2018.
  - Snodgrass, Chris. Introduction: Virginia Woolf (1882‒1941). Department of English, University of Florida (2015). Дата обращения: 15 марта 2018.
- J.J. Wilson, E. Barrett. Lucio Ruotolo 1927–2003. Virginia Woolf Miscellany. Southern Connecticut State University (Summer 2003). Дата обращения: 24 марта 2018. (includes invitation to first performance in 1935 and Lucio Ruotolo’s introduction to the 1976 Hogarth Press edition[Bibliography 1])

Британская библиотека
- Bradshaw, David. Mrs Dalloway and the First World War. Discovering Literature: 20th century. British Library (25 мая 2016). Дата обращения: 14 марта 2018.
- Taunton, Matthew. Modernism, time and consciousness: the influence of Henri Bergson and Marcel Proust. Discovering Literature: 20th century. British Library (25 мая 2016). Дата обращения: 15 марта 2018.
- British Library. A Room of One's Own by Virginia Woolf. 20th century collection. Дата обращения: 5 марта 2018.
- British Library. Kew Gardens by Virginia Woolf, 1927. 20th century collection. Дата обращения: 20 марта 2018.
- British Library. 'Mr. Bennett and Mrs. Brown' by Virginia Woolf. 20th century collection (2019). Дата обращения: 3 апреля 2018.
- British Library. To the Lighthouse. 20th century works (2018). Дата обращения: 9 февраля 2018.
- British Library. Two Stories, written and printed by Virginia and Leonard Woolf. 20th century collection (2018c). Дата обращения: 20 марта 2018.
- British Library. Virginia Woolf. 20th century people. British Library (2018). Дата обращения: 11 марта 2018.

#### Дома и места жизни Вирджинии Вулф
- Brooks, Rebecca Beatrice. Virginia Woolf's Homes Destroyed in the London Blitz (21 марта 2012). Дата обращения: 28 февраля 2018., in Brooks (2018)
- Brooks, Rebecca Beatrice. Did Virginia Woolf Live in a Haunted House? (2012b-07-10). Дата обращения: 28 февраля 2018., in Brooks (2018)
- Grant, Duncan. Shutter design for 38 Brunswick Square 1912. Art & Architecture: Gallery collections. Courtauld Institute of Art (1978). Дата обращения: 4 марта 2018.
- Halstead, Hannah. 52 Tavistock Square. Sites of British Modernism: Mapping Key Locations of British Modernism. Seton Hall University (24 ноября 2017). Дата обращения: 5 марта 2018.
- Maggio, Paula. Virginia's Round House in Lewes up for sale (4 мая 2009)., in Blogging Woolf (2018)
- Richardson, Phyllis. Tales from Talland House. Unbound (24 марта 2015). Дата обращения: 1 января 2018.
- Wilkinson, Sheila M. Firle Village, Sussex (2001). Дата обращения: 4 марта 2018., in VWS (2017)
- The Woolfs at Asham House. The Asham Award. The Asham Trust. Дата обращения: 5 марта 2018. Архивировано из оригинала 6 марта 2018 года.
- Literary history celebrated in Brunswick Square. Bloomsbury Squares & Gardens. Association of Bloomsbury Squares and Gardens (1 декабря 2015). Дата обращения: 4 марта 2018.
- Virginia Woolf (1882–1941) and Hogarth House. London Borough of Richmond upon Thames (9 января 2015). Дата обращения: 15 февраля 2018.
- Bloomsbury Walk (2018). Дата обращения: 5 марта 2018., in Carter (2010)
- Monk's House: Leonard and Virginia Woolf's 17th-century country retreat. National Trust (2018). Дата обращения: 11 марта 2018.
- Take a Tour of Virginia Woolf's Life in London. Google Arts & Culture. Дата обращения: 31 марта 2018.

#### Биографии Вирджинии Вулф
- Liukkonen, Petri. Virginia Woolf (1882–1941). Books and Writers. Finland: Kuusankoski Public Library (2008). Дата обращения: 8 февраля 2016. Архивировано из оригинала 28 января 2015 года.
- Lewis, Pericles; Svendsen, Jessica. Virginia Woolf. Modernism Lab. Yale University. Дата обращения: 11 марта 2018.

#### Временные
- Timeline of Virginia Woolf's Life (9 февраля 2012). Дата обращения: 19 января 2018., in Brooks (2018)
- Clarke, S. N. Where Virginia Woolf Lived in London (2000). Дата обращения: 1 марта 2018. Архивировано из оригинала 15 января 2018 года., in VWS (2017)
- Chronological List of Works By Virginia Woolf (4 декабря 2002). Дата обращения: 1 марта 2018., in Carter (2010)
- The Principal Works of Virginia Woolf (1882–1941). Дата обращения: 29 марта 2018. Архивировано из оригинала 25 августа 2017 года., in VWS (2017)}
- Chronology of Virginia Woolf's Life (7 июля 1997). Дата обращения: 1 марта 2018., in Carter (2010)
- Virginia Woolf: The Highs and Lows of Her Creative Genius. Biography. A&E Television Networks (25 января 2017). Дата обращения: 30 марта 2018. Архивировано из оригинала 31 марта 2018 года.

#### Генеалогия
- Lundy, Darryl. The Peerage (2017). Дата обращения: 19 декабря 2017.
- Vine, Nikki. Nikki's Family History and Wells Local History Pages. Дата обращения: 6 января 2018.
- Wood, Dudley. Family Histories of Wood of Kent, Bone of Hampshire, Lloyd of Cheshire, Thompson of West Yorkshire (3 ноября 2017). Дата обращения: 30 декабря 2017.
- Relatives of Virginia Woolf (22 марта 2011). Дата обращения: 15 декабря 2017., in Smith (2017)
- Duckworth, Herbert in Venn, J. & J. A., Alumni Cantabrigienses, Cambridge University Press, 10 vols, 1922–1958.
- Duckworth, George Herbert in Venn, J. & J. A., Alumni Cantabrigienses, Cambridge University Press, 10 vols, 1922–1958.
- Duckworth, Gerald de l'Étang in Venn, J. & J. A., Alumni Cantabrigienses, Cambridge University Press, 10 vols, 1922–1958.
- Stephen, Julian Thoby in Venn, J. & J. A., Alumni Cantabrigienses, Cambridge University Press, 10 vols, 1922–1958.
- Stephen, Leslie in Venn, J. & J. A., Alumni Cantabrigienses, Cambridge University Press, 10 vols, 1922–1958.

### Изображения
- Macgregor, Helen; Beck, Maurice. Virginia Woolf tries on her mother's Victorian dress, May 1926. Vogue (май 1926). Дата обращения: 9 января 2018.[a]
- Colman, Dan. Vintage Photos of a Young Virginia Woolf Playing Cricket (Ages 5 & 12). Open Culture (14 января 2014). Дата обращения: 11 марта 2018.
- Fry, Roger. Landscape at Asheham House, near Lewes, Sussex (Painting). Art UK. Arts Council England (1913). Дата обращения: 10 марта 2018.
- Kukil, Karen V. Julia Prinsep Jackson, c.1856. Leslie Stephen's Photograph Album. Northampton MA: Smith College (2011). Дата обращения: 19 декабря 2017.
- Ray, Man. Virginia Woolf. Time (12 апреля 1937). Дата обращения: 10 марта 2018.
- Literary history celebrated in Brunswick Square (1 декабря 2015). Дата обращения: 4 марта 2018., in Bloomsbury Squares (2015)
- Shutter design (1912). Дата обращения: 4 марта 2018., in Grant (1912)
- Asham (2012)., in Brooks (2012a)
- 22 Hyde Park Gate showing red brick extension (англ.). — Cambridge University Press, 2005. — ISBN 9780521812931.

### Планы и карты
- Map of location of 22 Hyde Park Gate. Google Earth. Дата обращения: 23 января 2018.
- Street plan of Hyde Park Gate (1975)., in Sheppard (1975)
- Map of Bloomsbury with Gordon, Brunswick, Mecklenburg and Tavistock Squares. Google Earth. Дата обращения: 8 марта 2018.
- Map of East Sussex from Lewes in the northwest to Alciston in the southwest, including Rodmell and Firle. Google Earth. Дата обращения: 8 марта 2018.[b]

### Аудиовизуальные средства СМИ
- Coe, Amanda (Producer) (2015). Life in Squares (T.V. series (3)). U.K.: BBC. see also Life in Squares
- Lee, Hermione (13 июня 1997). Virginia Woolf (TV). C-SPAN. Дата обращения: 7 марта 2018.
- Stevenson, Juliet (31 марта 2015). Suicide letter to Leonard Woolf, March 28 1941 (Audio). BBC Newsnight (YouTube). Дата обращения: 28 марта 2018.
- Young, Eric Neal (Director) (2002). The Mind and Times of Virginia Woolf (Documentary). USA: Miramax. excerpt
- Вулф, Вирджиния (англ.) на сайте Internet Movie Database
  - Virginia Woolf (Character). Character. IMDb. Дата обращения: 11 марта 2018. Архивировано 27 февраля 2017 года.
- Greatest writers find their voice. BBC (22 октября 2008). Дата обращения: 11 марта 2018.
  - Woolf, Virginia (29 апреля 1937). Craftmanship (Radio). BBC Radio Words Fail Me. Дата обращения: 7 марта 2018.

### Выбранные тексты в интернете
- Вирджиния Вулф в проекте «Гутенберг»
- Woolf, Virginia. The Collected Essays and Letters of Virginia Woolf – Including a Short Biography of the Author (англ.). — Read Books Limited, 2016. — ISBN 978-1-4733-6310-6.

Аудиофайлы
- The Legacy. La Clé des Langues [en ligne]: Littérature britannique. École normale supérieure de Lyon (1944).
- The Searchlight. La Clé des Langues [en ligne]: Littérature britannique. École normale supérieure de Lyon (1944).

### Архивные материалы
- Virginia Woolf: Author and publisher. E. J. Pratt Library, Victoria University, Toronto (2018).
- Virginia Woolf collection of papers 1882–1984. Archives and Manuscripts: Henry W. and Albert A. Berg Collection of English and American Literature. New York Public Library (2018). Дата обращения: 11 марта 2018.

### Библиографические заметки
1. ↑  Maurice Beck and Helen Macgregor, who ran a studio in Marylebone, were chief photographers for British Vogue[Bibliography 2]
2. ↑  The Roundhouse on Pipe Passage is at the west end of central Lewes. Asham House was in what became an industrial site on a west side road of the A26 south of Beddingham. Charleston Farmhouse is on a sideroad south of the A27 between Firle and Alciston

### Библиографические ссылки
1. ↑  Woolf, 1976
2. ↑  NPG, 2018